# První světová válka
První světová válka (před rokem 1939 známá jako Velká válka nebo světová válka) byl globální válečný konflikt probíhající od 28. července 1914 do 11. listopadu 1918. První světová válka zasáhla Evropu, Afriku a Asii a bojovalo se i na světových oceánech. Formální příčinou války byl úspěšný atentát na následníka rakousko-uherského trůnu arcivévodu Františka Ferdinanda d'Este v Sarajevu dne 28. června 1914. Měsíc poté, 28. července 1914, vyhlásilo Rakousko-Uhersko odvetnou válku Srbsku. Na základě předchozích aliančních smluv následovala řetězová reakce ostatních států a během zhruba čtyř týdnů se ve válečném konfliktu ocitla většina Evropy.
Ve válce se střetly dvě znepřátelené koalice: Trojdohoda (dále jen „Dohoda“) a Ústřední mocnosti. Dohodovými mocnostmi byly při vypuknutí války Francie, carské Rusko a Spojené království (resp. celé Britské impérium) stojící na straně napadeného Srbska a Belgie, jejíž neutralitu na počátku války nerespektovalo během útoku na západě Německo. K Dohodě se postupně připojovaly další státy: v roce 1914 Japonsko, v roce 1915 Itálie, v roce 1916 Rumunsko a Portugalsko a v roce 1917 Spojené státy americké a Řecko. K Ústředním mocnostem Německu a Rakousko-Uhersku se v roce 1914 přidala Osmanská říše a v roce 1915 také Bulharsko. Na konci války zůstaly v Evropě neutrální pouze Španělsko, Švýcarsko, Nizozemsko, Lichtenštejnsko a státy Skandinávie.
Boje první světové války probíhaly v Evropě i mimo ni na vícero frontách. Jako rozhodující bojiště se ukázala západní fronta, kde se na belgickém a francouzském území střetla německá armáda s Francouzi a Angličany od roku 1917 podporovanými také Američany. Dlouhé a nerozhodné boje zde do značné míry probíhaly v zákopech, a proto se hovoří o zákopové a opotřebovávací válce. Na západní frontě došlo i k nejdelším a nejkrvavějším bitvám celé války, u Verdunu a na Sommě. Vedle západní fronty se v Evropě bojovalo také na východní, srbské, italské a soluňské frontě. V bojích se ocitla i koloniální území zapojených států v Africe a Asii a po vstupu Osmanské říše do války se nové fronty otevřely rovněž na Kavkaze, v Persii, v Mezopotámii nebo v Sýrii a Palestině. V letech 1914 až 1918 bylo mobilizováno přes 60 milionů vojáků, z nichž 9,5 milionu během konfliktu padlo. Miliony civilistů navíc zemřely přímo v důsledku vojenských operací, při masakrech, pogromech, při genocidě Arménů nebo kvůli hladu a vyčerpání, rozšířeným nemocem a při pandemii španělské chřipky.
Za konec světové války se pokládá, a ve světě v rámci Dne válečných veteránů oslavuje, 11. listopad 1918, kdy od 11 hodin zavládlo na všech frontách příměří (11. 11. v 11 hodin), podepsané téhož dne v 5.30 hodin ráno německou generalitou ve štábním vagóně vrchního velitele dohodových vojsk, francouzského maršála Ferdinanda Foche v Compiègne. Formálním zakončením války byla pařížská mírová konference konaná v roce 1919, na které byly s poraženými státy Ústředních mocností uzavřeny pařížské předměstské smlouvy.
První světová válka představuje historický zlom v oblasti politické, kulturní i ekonomické. V důsledku války došlo ve světě k sérii revolucí a povstání a k zániku ruské, rakousko-uherské, osmanské i německé říše. Versailleská smlouva nadiktovaná Německu vítěznými státy Dohody během konference v Paříži však předznamenala další světový konflikt, který vypukl po dvaceti letech.

## Pojmenování
Spojení světová válka (německy Weltkrieg) pro označení právě probíhajícího konfliktu poprvé použil německý biolog a filozof Ernst Haeckel v září roku 1914. Do vypuknutí druhé světové války byly válečné události z let 1914 až 1918 obecně známy jako světová válka či Velká válka (anglicky Great War). Někdy byl konflikt současníky kvůli své ničivosti označován také jako válka, která ukončí válku; tento termín zpopularizoval Herbert George Wells v publikaci The War That Will End All Wars, která vyšla v roce 1914.
Jako o první světové válce se o konfliktu hovoří od roku 1939. Někteří autoři označují období z let 1914 až 1945 jako „evropskou občanskou válku“ nebo používají termín „druhá třicetiletá válka“.

## Pozadí apříčiny války

### Vztahy velmocí
Ačkoliv přímým podnětem k vypuknutí první světové války byl atentát na rakousko-uherského následníka trůnu Františka Ferdinanda d'Este a jeho manželku Žofii Chotkovou, příčiny konfliktu a rostoucí nepřátelství mezi velmocemi měly mnohem hlubší pozadí. V průběhu 19. století byl systém mocenské rovnováhy mezi evropskými mocnostmi známý jako tzv. Koncert velmocí schopen uklidňovat vzájemné rozpory a až na výjimky nedocházelo mezi velmocemi k rozsáhlejší vojenské konfrontaci. Rovnováhu v Evropě narušilo především výrazné zesílení Pruska, které se po vítězné válce s Rakouskem v roce 1866 stalo hegemonem v německém prostoru. Drtivá porážka Francie v prusko-francouzské válce v roce 1871 přispěla k sjednocení a vytvoření Německého císařství. Ziskem Alsaska-Lotrinska a válečných reparací od poražené Francie došlo k výraznému hospodářskému a vojenskému posílení Německa. Narušení rovnováhy sil posléze zapříčinilo zformování dvou znepřátelených vojenských aliancí, závody ve zbrojení a v konečném důsledku i vypuknutí první světové války.

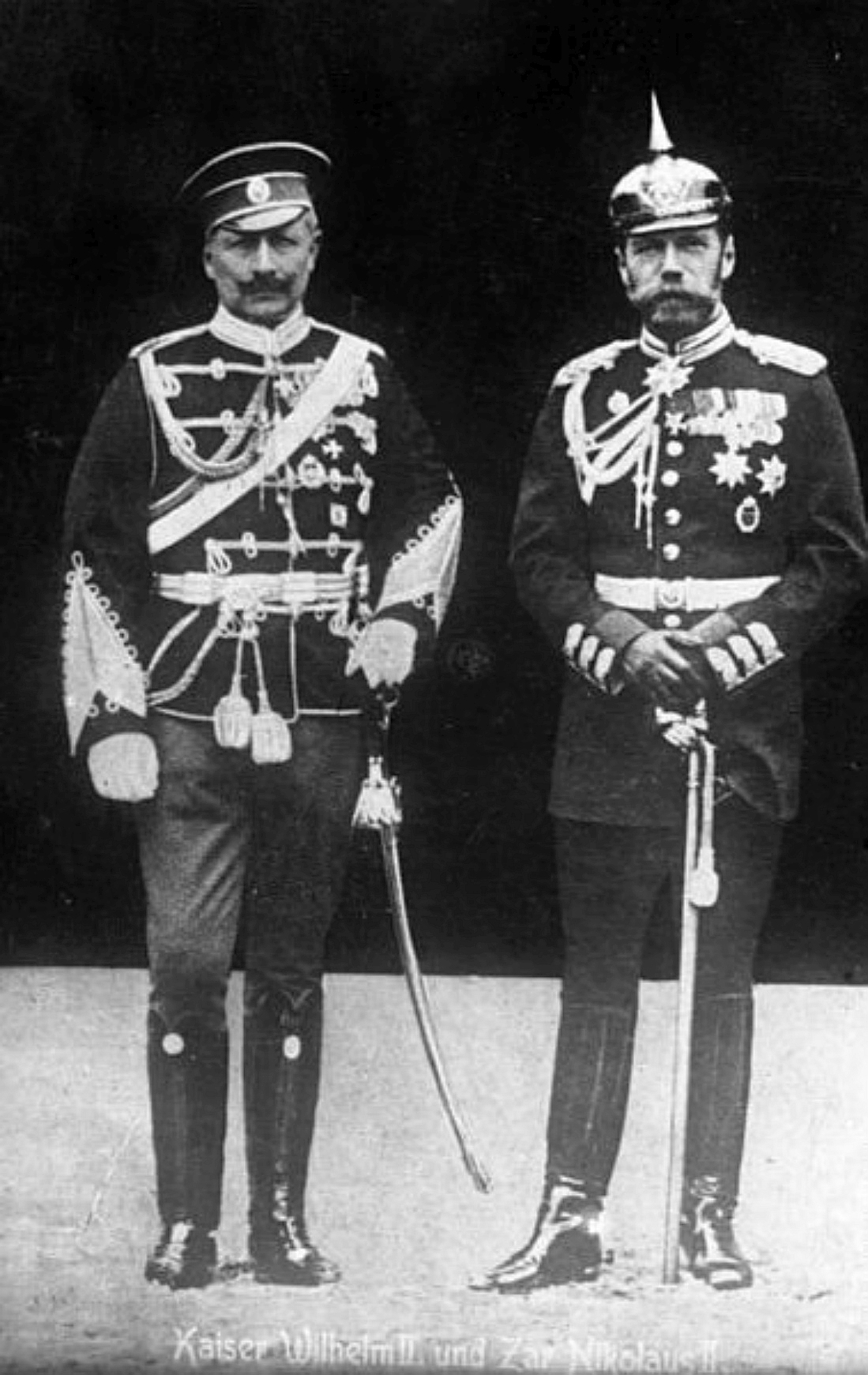
Německý císař Vilém II. v ruské uniformě a ruský car Mikuláš II. v pruské uniformě

Ve Francii vyvolala potupná porážka a následující územní ztráty vlnu revanšismu a silnou touhu po odplatě, což zkomplikovalo francouzsko-německé vztahy na celá desetiletí. Ve vojenských plánech usilovala Francie o získání Alsaska a Lotrinska nazpět. Ve snaze izolovat poraženou Francii vstoupil německý císař Vilém I. spolu s rakouským císařem Františkem Josefem I. a ruským carem Alexandrem II. v roce 1873 do tzv. Spolku tří císařů. Vztahy Ruska a Rakousko-Uherska však zchladly kvůli střetávajícím se zájmům obou mocností o vliv na Balkáně, kde slábnoucí Osmanská říše nedokázala zabránit osamostatnění slovanských států podporovaných Ruskem. Politika Skvělé izolace soustředila zájmy Británie na její impérium a v rámci kontinentu se ostrovní velmoc snažila udržovat mocenský status quo.
Velká východní krize a období nestability na Balkáně v 70. letech 19. století vyvrcholily v roce 1877, kdy vypukla válka Ruska s Osmanskou říší. Rusové ve snaze o ovládnutí úžin Bospor a Dardanely, které by carskému loďstvu otevřely přístup do Středomoří, ve válce podpořili Srbské, Černohorské a Rumunské knížectví. Porážku Osmanů stvrdila Sanstefanská mírová smlouva uzavřená v roce 1878, která uznávala autonomii Bulharska. Sílící ruský vliv na Balkáně znepokojil zbylé evropské mocnosti, načež byl z iniciativy Rakousko-Uherska svolán Berlínský kongres. Protokol schválený na kongresu revidoval Sanstefanskou smlouvu rozdělením Bulharska, uznal nezávislost Srbska, Černé Hory a Rumunska a umožnil Rakousku-Uhersku okupovat Bosnu, Hercegovinu a Novopazarský Sandžak. Rusům byly ponechány dobyté oblasti Zakavkazska, avšak Britové obsadili Kypr a podařilo se jim zabránit Rusku v průniku k úžinám. Ruské intervence na Balkáně způsobily zhoršení vztahů s Rakousko-Uherskem, které společně s Německem vytvořilo 7. října 1879 Dvojspolek namířený původně jen proti Ruskému impériu.
V poslední třetině 19. století se pak začaly vytvářet spojenecké bloky evropských imperiálních velmocí. K základnímu aliančnímu bloku Německa a Rakousko-Uherska se v roce 1882 připojila Itálie, čímž došlo k zformování Trojspolku. Británie tradičně hájící své državy v Britské Indii byla znepokojená ruským postupem v Afghánistánu během tzv. Velké hry o vliv ve Střední Asii a kvůli stálým obavám z hrozícího proniknutí Ruska do Středomoří uzavřela v roce 1887 s Rakousko-Uherskem, Itálií a Španělskem tzv. Středomořské dohody, ve kterých se tyto mocnosti zavázaly zachovat stávající stav ve východním Středomoří, Egejském a Černém moři.
Po podpisu Středomořských dohod a obratu v německé politice s nástupem kancléře Lea von Capriviho, Rusko definitivně přestalo udržovat spojenectví v rámci Spolku tří císařů a začalo se orientovat na spolupráci s Francií. Na původní francouzské finanční půjčky a ekonomické dohody zahrnující i dodávky zbraní navázaly Rusko a Francie 4. ledna 1894 podpisem spojenecké smlouvy. Vztahy Francie a Británie zhoršené během Fašodské krize se začaly zlepšovat kvůli rostoucímu britsko-německému nepřátelství. Británii podráždila především výstavba německého loďstva a císařské angažování se na Blízkém východě, kde Deutsche Bank získala od Osmanů koncesi na stavbu Bagdádské železnice. Británie opustila politiku tzv. skvělé izolace (splendid isolation), 30. ledna 1902 podepsala spojeneckou smlouvu s Japonskem a 8. dubna 1904 podpisem Srdečné dohody potvrdila spojenectví s Francií. Vztahy Německa s Francií a Británií dále zhoršila i první marocká krize z roku 1905, která pomohla posílit nové anglo-francouzské spojenectví. Francouzská koloniální expanze v Maroku v roce 1911, kterou Německo označilo za porušení dohody z roku 1906, vyústila v druhou marockou krizi a hrozila přerůst v ozbrojený konflikt Německa s Francií a Británií, která se postavila na stranu Francie. Trojdohoda vznikla podepsáním rusko-anglické smlouvy 31. srpna 1907, v níž se obě velmoci obávající se Německa dohodly na urovnání vzájemných sporů a vymezení sfér vlivu ve Střední Asii. Druhý vojenský blok byl dotvořen v roce 1912 po uzavření dalších britsko-ruských a britsko-francouzských dohod. V Německu panovaly obavy, že nově vytvořená aliance Ruska, Francie a Británie představuje přímé ohrožení císařství, které se tak ocitlo v obklíčení.
Historikové u příčin první světové války zdůrazňují neochotu všech velmocí nadále řešit rostoucí spory mírovou cestou. Někteří badatelé zastávají názor, že se situace v Německu a Rakousko-Uhersku vymkla z rukou a světovou válku svou politikou zavinily neúmyslně. Část historiků zastoupená například Fritzem Fischerem pak považuje za hlavního viníka vypuknutí války císařské Německo, které mělo konflikt aktivně připravovat. Německé i rakousko-uherské velení se totiž obávalo porážky, pokud by konflikt s Ruským impériem vypukl později a Rusové by stihli dokončit výstavbu železniční sítě, která by výrazně zvýšila mobilitu obrovské carské armády.

### Závody ve zbrojení

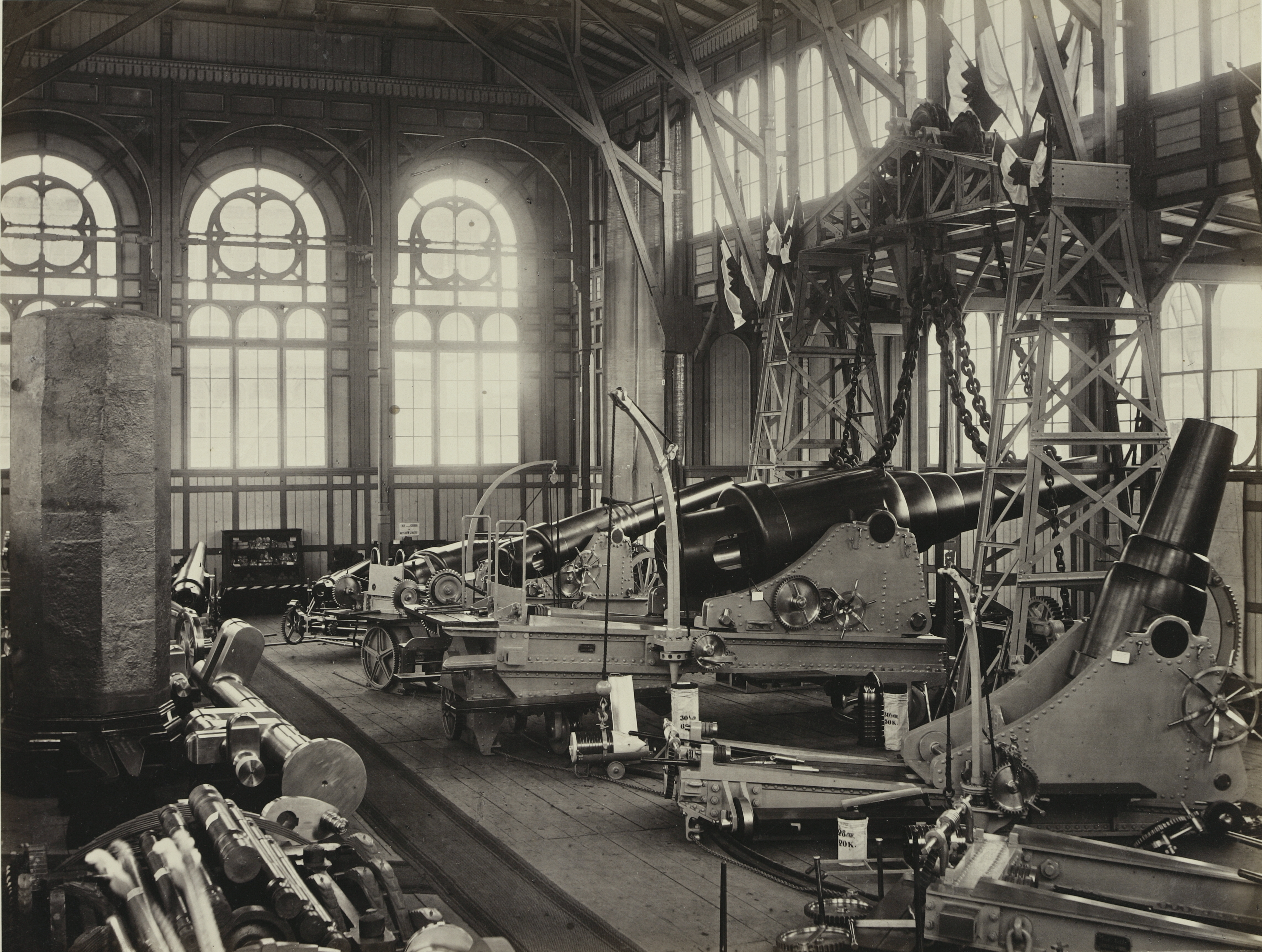
Děla vyrobená v Kruppových závodech v Essenu v roce 1873

Za dlouhé vlády královny Viktorie se Britské impérium stalo největším a nejmocnějším státem světa. Sjednocené a dynamicky se rozvíjející Německo, kde došlo k obrovskému navýšení těžby uhlí a železa a k zrychlení produkce oceli, vystřídalo Británii v roce 1913 v pozici největší evropské průmyslové mocnosti. Po Rusku se Německé císařství navíc stalo i druhým nejlidnatějším evropským státem. Německé koloniální ambice v Africe, Asii a Oceánii a výstavba silného císařského námořnictva, kterou prosazoval velkoadmirál Alfred von Tirpitz, znepokojovaly Velkou Británii, která nechtěla Německu přepustit svou vůdčí pozici v zámoří.
V důsledku vzájemného soupeření začala většina velmocí na počátku 20. století s rozsáhlým vyzbrojováním. Výdaje na zbrojení se v letech 1908 až 1913 v Rakousko-Uhersku zvýšily o 14 %, ve Velké Británii ve stejném období o 30 %, v Rusku o 53 %, v Itálii o 61 %, v Německu o 69 % a ve Francii o 86 %. Zbrojní průmysl zažíval díky státním zakázkám konjunkturu v celé Evropě. Kromě hutnictví a strojírenství se rychle rozvíjel i chemický průmysl produkující nové a účinnější výbušniny. Konstruktér Hiram Stevens Maxim dokončil v roce 1884 první plně automatický kulomet a Němci i Francouzi zaváděli na konci 19. století do výzbroje svých armád nová rychlopalná polní děla s rážemi 75 a 77 mm. Britové v roce 1906 zařadili do služby revoluční bitevní loď HMS Dreadnought. Tento typ bitevních lodí pak záhy začaly stavět i ostatní námořní velmoci.
V evropské společnosti ovlivněné myšlenkami filozofa Herberta Spencera a sociálního darwinismu rostl militarismus a nacionalismus namířený proti cizincům a zahraničním národům. Evropské státy zavedly povinnou vojenskou službu a díky industrializaci a rychlému technickému pokroku neustále přezbrojovaly své armády a válečná loďstva.
Ruský ministr války Alexej Nikolajevič Kuropatkin informoval v roce 1898 cara Mikuláše, že Rusko není z hospodářských důvodů schopné držet s Německem a Francií krok v modernizaci armády, především dělostřelectva. Mikuláš II. navrhl ostatním velmocem svolání mezinárodní konference, kde by se projednalo řešení vzájemných sporů nevojenskými prostředky. Přes původní neochotu většiny mocností se i díky tlaku veřejného mínění a pacifistickému hnutí uskutečnila v roce 1899 první mírová konference v nizozemském Haagu. Konference se zúčastnili zástupci 26 států. Druhá konference následovala v roce 1907. Došlo na nich k ustanovení Stálého rozhodčího soudu v Haagu a k uzavření Haagských úmluv stanovujících pravidla vedení války. Ruský návrh na snížení výdajů na zbrojení však na konferenci podpořila pouze Itálie.
|                  | Mírový | Mobilizační |
| ---------------- | ------ | ----------- |
| Rusko            | 1160   | 4800        |
| Německo          | 688    | 3000        |
| Francie          | 604    | 2350        |
| Rakousko-Uhersko | 400    | 1700        |
| Itálie           | 323    | 1100        |
| Velká Británie   | 380    | 1000        |
| Japonsko         | 280    | 1000        |
| Osmanská říše    | 240    | 1000        |
| USA              | 147    | 287         |
| Srbsko           | 36     | 160         |

### Krize na Balkáně
Balkán představoval v průběhu 19. století nejméně stabilní evropskou oblast, kde se na hroutící se Osmanské říši osamostatnily za podpory ruského cara slovanské státy. Kromě Ruska však o expanzi na Balkáně projevovalo zájem i Rakousko-Uhersko, které si obsazením Bosny a Hercegoviny chtělo zajistit své pozice na Jadranu. Když v roce 1908 vyhlásilo Bulharsko nezávislost na Osmanské říši, Rakousko anektovalo Bosnu a Hercegovinu, kterou okupovalo již od Berlínského kongresu v roce 1878. V Bulharsku se carem stal Ferdinand I. ze sasko-kobursko-gothské dynastie. Rakouská anexe Bosny a Hercegoviny ohrožovala Srbsko, přičemž válku Vídně a Bělehradu v roce 1909 zažehnal zásah britské vlády připouštějící Rakušanům uznání anexe Bosny pouze v případě, že nedojde k válce se Srbskem. Srbsko bylo donuceno přijmout rakousko-uherskou expanzi především proto, že jeho hlavní spojenec Rusko nebylo po prohrané válce s Japonskem ochotné jít do dalšího vojenského konfliktu.
Porážka Osmanů ve válce s Itálií motivovala balkánské státy sdružené v Balkánském svazu k zahájení dalšího útoku proti oslabené Osmanské říši. V první balkánské válce se v letech 1912 až 1913 s Turky střetlo Bulharsko, Srbsko, Řecko a Černá Hora. Po vytlačení Osmanské říše z Balkánu však mezi bývalými spojenci došlo k rozporům o dělení dobytého území a v létě roku 1913 se proti Bulharsku postavilo ve druhé balkánské válce Srbsko, Černá Hora, Řecko, Rumunsko i Osmanská říše. Po porážce muselo Bulharsko akceptovat podmínky Bukurešťského míru a bylo svými sousedy připraveno o území dobytá v první balkánské válce. Velmoci potvrdily nezávislost Albánie, jejíž části však i v roce 1913 okupovali Černohorci a Srbové usilující o Velké Srbsko. Situace na Balkáně se alespoň částečně uklidnila teprve na nátlak velmocí. Po dvou vítězných válkách však byly vztahy mezi Srbskem a Habsburskou monarchií krajně napjaté.

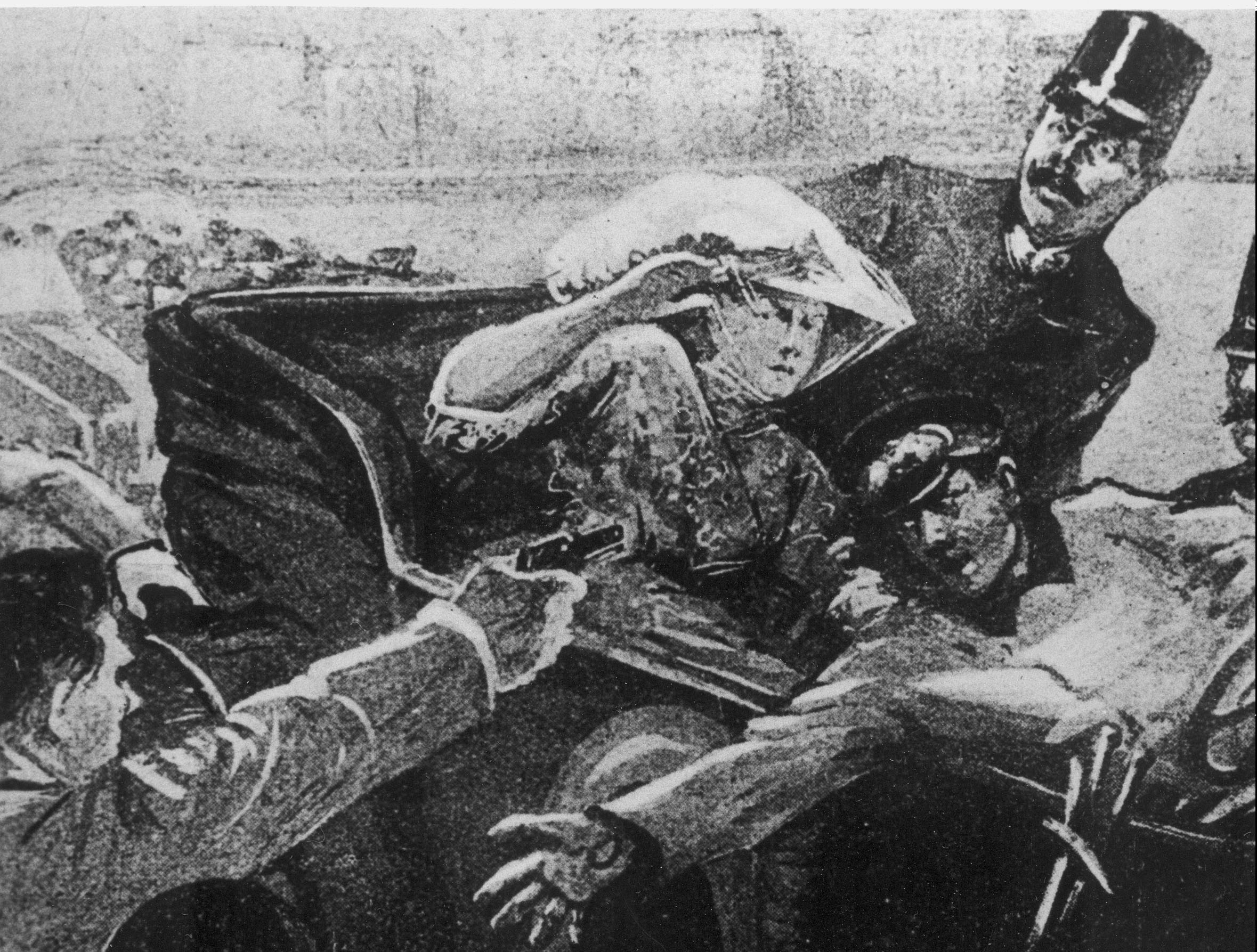
Ilustrace zachycující Sarajevský atentát

Nacionalismus, touha po Velkém Srbsku a frustrace z rakouské anexe působila i na část obyvatelstva Bosny a Hercegoviny. Jihoslovanský odboj proti Rakousko-Uhersku podporovala tajná srbská organizace Černá ruka, v jejímž čele stál Dragutin Dimitrijević. V Bosně pak působila protihabsburská organizace Mladá Bosna. Když rakousko-uherská armáda uskutečnila v červnu 1914 v Bosně velké vojenské manévry při srbských hranicích, mnozí obyvatelé Srbska a Bosny to považovali za provokaci. Následník trůnu František Ferdinand d'Este jako vrchní inspektor rakousko-uherské armády přijel na manévry společně se svou chotí, Žofií Chotkovou, a na jejich závěr manželský pár navštívil Sarajevo, hlavní město Bosny. Návštěva byla podniknuta v den výročí bitvy na Kosově poli, která vedla k podmanění Srbska Osmanskou říší. Radikální členové Mladé Bosny a Černé Ruky zde na následníka trůnu 28. června 1914 spáchali atentát, kterému ještě týž den podlehl on i jeho žena Žofie. Arcivévodu a jeho manželku zastřelil člen Mladé Bosny, Gavrilo Princip.

## Průběh

### Vypuknutí války

Státy zapojené do války
Dohoda
Kolonie, dominia a teritoria Dohody a Dohodou okupovaná území
Ústřední mocnosti
Kolonie Ústředních mocností a okupovaná území
Neutrální země

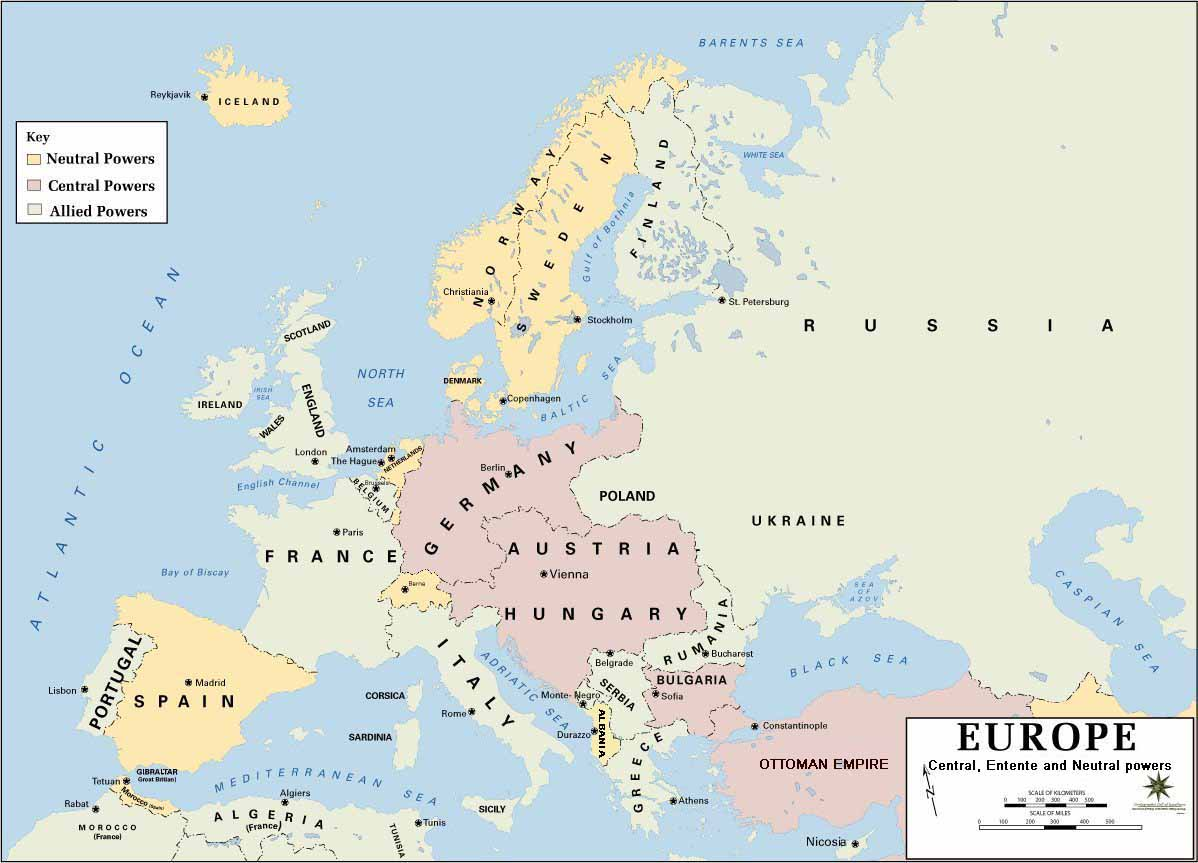
Evropské státy zapojené do války

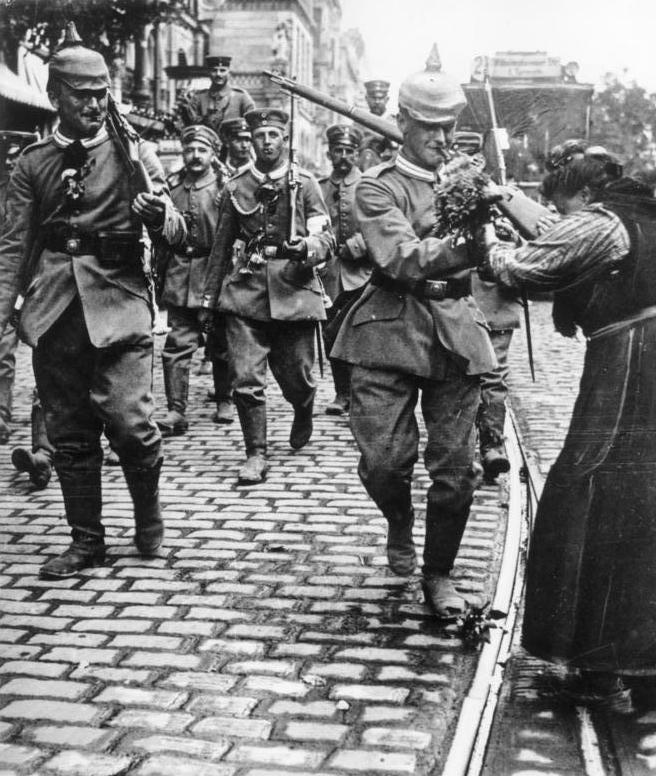
Mobilizovaní němečtí vojáci, 1. srpen 1914

Atentát na Františka Ferdinanda d'Este a jeho choť Žofii Chotkovou spustil rychlý sled událostí vedoucích k vypuknutí světové války, označovaný jako červencová krize. Rakousko-Uhersko v reakci na atentát zaslalo Srbsku, které rakousko-uherské orgány podezřívaly z přímé účasti na spiknutí atentátníků, 23. července tzv. Červencové ultimátum. Tvrdé požadavky vůči Srbsku byly formulované tak, aby bylo ultimátum protistranou odmítnuto a vedlo ke konfliktu mezi oběma zeměmi. Zastáncem preventivní války se Srbskem byl především náčelník generálního štábu, Franz Conrad von Hötzendorf. V tomto postoji rakouskou stranu podporovala německá vláda, která léto 1914 považovala za nejvhodnější okamžik k vyvolání války s Ruskem, podle jejího názoru v blízké budoucnosti stejně nevyhnutelné. Ostře formulované podmínky byly pro Srbsko nepřijatelné, pokud nechtělo ztratit suverenitu. Na radu Ruska, které bylo blízkým srbským spojencem, srbská vláda částečně ustoupila a přijala devět z deseti bodů ultimáta kromě požadavku, aby rakouská policie prováděla vyšetřování atentátu přímo na srbském území. Rakousko-uherská vláda označila 25. července srbskou reakci za nedostačující a císař František Josef I. nařídil na druhý den všeobecnou mobilizaci. Mobilizovalo také Srbsko a car Mikuláš předběžně souhlasil s částečnou mobilizací ruských sil v případě napadení Srbska.
Dne 28. července 1914 vyhlásilo Rakousko-Uhersko Srbsku válku a o den později začalo jeho podunajské loďstvo ostřelovat Bělehrad. Téhož dne na základě uzavřených spojeneckých smluv zareagoval ruský car Mikuláš II. vyhlášením takzvané přípravné fáze pro případ války, tedy částečné mobilizace třinácti armádních sborů u rakouské hranice. Přestože se ruský car snažil válce zabránit, byla všeobecná mobilizace ruských vojsk zahájena 31. července 1914. Systém mezinárodní bezpečnosti založený na dvojici aliančních bloků – Trojdohodě a Trojspolku – tak spustil řetězovou reakci vedoucí ke světové válce a během jednoho měsíce se ve válečném konfliktu ocitla většina Evropy.
Dne 1. srpna mobilizovala svou armádu Francie a také Německo, které vyhlásilo válku Rusku. Při útoku na západě Německo 2. srpna obsadilo Lucembursko a 3. srpna vyhlásilo válku Francii. Ve snaze rychle postoupit na území Francie, vstoupila německá vojska 4. srpna do neutrální Belgie. Porušení belgické neutrality dalo Velké Británii téhož dne podnět k vyhlášení války Německu. Dne 6. srpna vypovědělo Rakousko-Uhersko válku Rusku, 7. srpna ohlásila válku s Rakousko-Uherskem Černá Hora a do týdne se do války proti Rakousko-Uhersku připojily i Francie a Velká Británie.
Na straně Dohody vstoupilo 23. srpna do války i Japonsko, které v Číně obsadilo německé teritorium Čching-tao a rakouský Tchien-ťin. Osmanská říše vstoupila do války na straně Ústředních mocností na přelomu října a listopadu 1914 poté, co osmanské loďstvo s podporou německých křižníků SMS Breslau a SMS Goeben napadlo ruské přístavy v Černém moři.
Poslední z evropských velmocí a předválečný člen Trojspolku, Itálie, která na počátku konfliktu vyhlásila neutralitu, vstoupila do války na straně Dohody 23. května 1915, kdy vyhlásila válku Rakousko-Uhersku. Na stranu Německa a jeho spojenců se v říjnu roku 1915 postavilo také Bulharsko. Rumunsko naopak v roce 1916 podpořilo mocnosti Dohody. Spojené státy se do první světové války na straně Dohody přidaly v dubnu roku 1917. Do světového konfliktu se v jeho průběhu na straně Dohody zapojilo i Portugalsko, Řecko a mnohé mimoevropské státy.

### 1914

#### Neúspěchy Rakouska-Uherska na srbské frontě

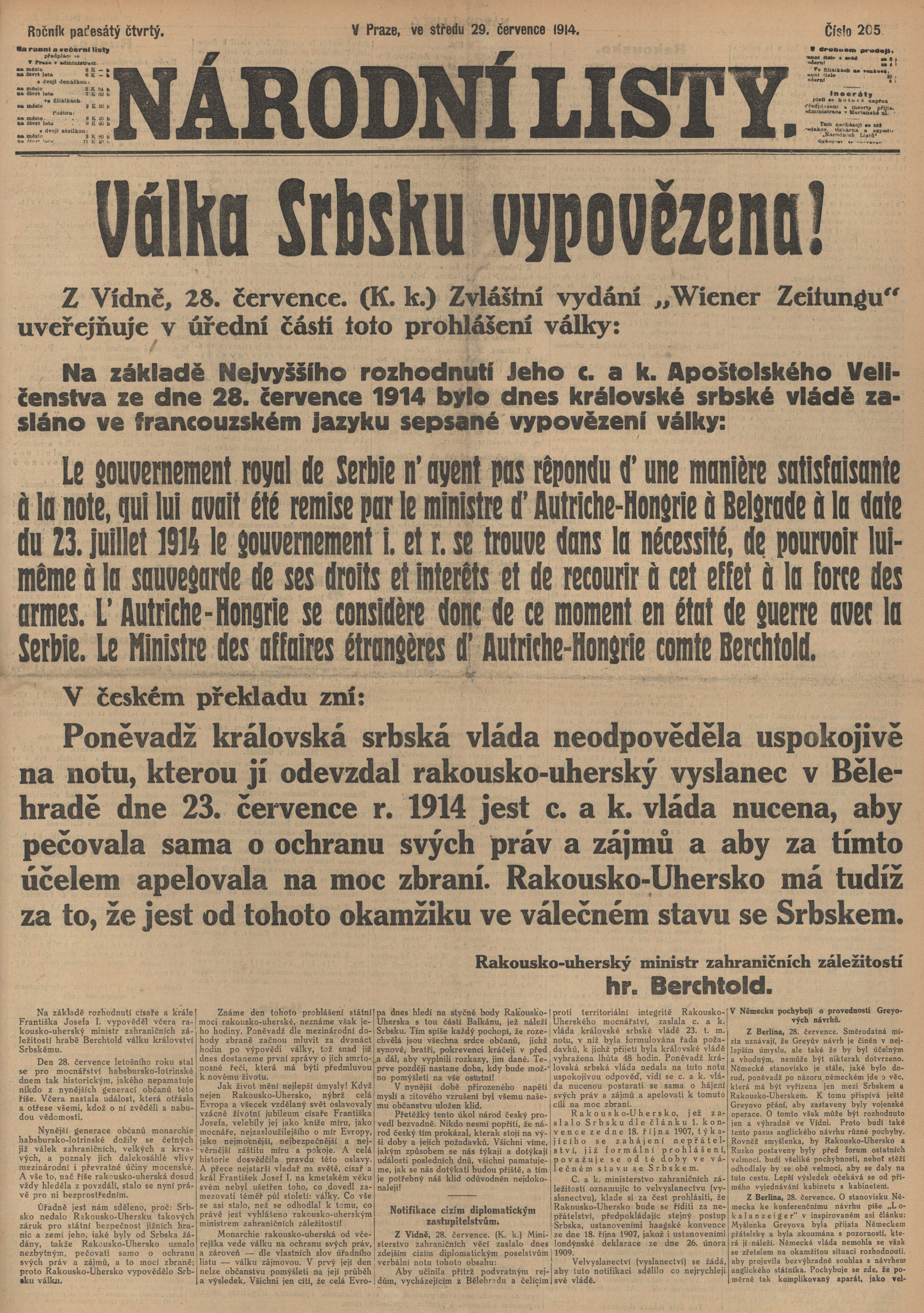
Titulní strana Národních listů z 29. července 1914 informuje o vypovězení války Srbsku.

Prvním bojištěm světové války se stal Balkán. Rakousko-Uhersko vypovědělo Srbsku válku 28. července 1914 a rakousko-uherská armáda zaútočila již 29. července, kdy dělostřelectvo a dělové čluny na Dunaji ostřelovaly Bělehrad. Při hranicích obou znepřátelených států pak došlo k vytvoření srbské fronty, na které mělo na počátku války iniciativu Rakousko-Uhersko. Náčelník rakousko-uherského generálního štábu Franz Conrad von Hötzendorf však podcenil Srby, kteří mohli ke své efektivní obraně využívat hraniční řeky, hornatý terén i zkušenosti z předchozích bojů v balkánských válkách. Přestože část sil musela být přesunuta proti postupujícím Rusům, rozhodl se generál Oskar Potiorek, velitel rakousko-uherské armády na Balkáně, napadnout nepřítele s 5. a 6. armádou. Rakouský útok ze západu z Bosny a Hercegoviny ve směru na Valjevo a Užici měl zprvu výhodu překvapení, protože srbský velitel, vojvoda Radomir Putnik očekával hlavní nápor ze severu ve směru na Bělehrad. V srpnu překročila rakousko-uherská vojska o síle přibližně 200 000 mužů Sávu a Drinu a zmocnila se města Šabac. Rakouská 3. armáda bojovala pod velením von Franka proti srbské 5. armádě pod vedením Pavla Jurišiće Sturma. Poté, co se k srbské 3. armádě přidala i nově zmobilizována 2. armáda pod vedením generála Stepanoviće, se srbským vojskům podařilo v bitvě u Ceru zvítězit. Po necelých 14 dnech neúspěšné ofenzívy nařídil Potiorek rakouským vojskům ustoupit zpět za hranice. Stepan Stepanović byl po vítězství povýšen na vojvodu – polního maršála. Rakušané v boji ztratili 600 důstojníků a přes 22 000 padlých a raněných vojáků. Srbské ztráty dosáhly 16 000 mužů. Srbské velení během počátečních bojů využívalo chyb protivníka a náročného terénu zvýhodňujícího bránící se stranu. Srbská obrana se mohla opírat o mohutné toky hraničních řek Dunaj, Sáva a Drina, za kterými se nacházely těžko překročitelné horské hřebeny a husté lesy. Vojenské operace na Balkáně navíc velmi znesnadňovala absence kvalitních silnic a železnic.

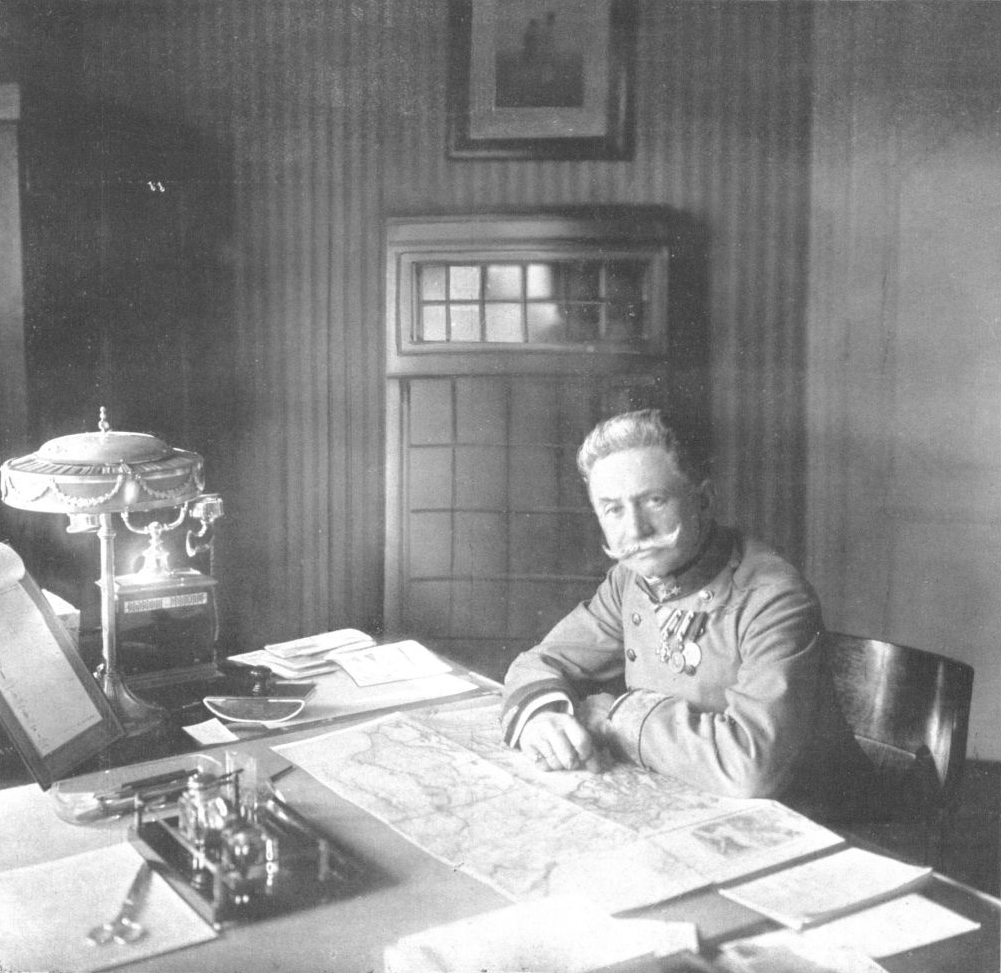
Náčelník generálního štábu rakousko-uherské armády, Franz Conrad von Hötzendorf patřil k propagátorům agresivní politiky vůči Srbsku a Itálii.

Srbové povzbuzení prvotním úspěchem a ruským vrchním velením podnikli proti Rakousko-Uhersku nečekanou protiofenzívu. 6. září překročila srbská první armáda ve Sremu Sávu, kde nakrátko držela obranné pozice. Avšak Srbové se odtud kvůli rostoucímu rakouskému tlaku museli záhy stáhnout. Srbské vrchní velení následně naplánovalo útok na západ proti Bosně a Hercegovině, kterého se zúčastnila i černohorská armáda. Srbská a černohorská vojska překročila Drinu u srbsko-bosensko-černohorské hranice, dobyla Jahorinu a Pale a přiblížila se k Sarajevu, avšak v říjnu je rakousko-uherský protiútok donutil stáhnout se zpět za hranice. Druhý velký rakousko-uherský úder proti Srbsku začal 7. září, kdy se rozhořela bitva na Drině. Rakušanům se částečně podařilo prolomit srbskou obranu u soutoku Driny se Sávou a vytvořit zde předmostí, odkud se pak v říjnu dokázali probít dál do vnitrozemí. Srbští vojáci byli vyčerpaní a klesala jim morálka, neboť neměli dostatečné zimní vybavení a v určitých chvílích jim dokonce chyběla munice. Rakousko-uherské jednotky obsadily téměř celý severovýchod Srbského království, dobyly Šabac, Valjevo a 2. prosince 1914 obsadily Bělehrad. Ve Vídni se vedle výročí nástupu císaře Františka Josefa na trůn oslavoval i pád hlavního srbského města, z Berlína přišla císaři gratulace a světové noviny tvrdily, že obsazení Bělehradu způsobilo pád Srbska. Srbské vojáky hájící linii u řeky Kolubary musel povzbudit sám král Petr I. Karađorđević. Generál Živojin Mišić, velitel 1. srbské armády zahájil 3. prosince v sedm hodin ráno silnou dělostřeleckou přípravou velkou protiofenzivu. Vyčerpaní a zaskočení rakousko-uherští vojáci byli v bitvě na Kolubaře poraženi. Při ústupu pak Rakušané nestíhali budovat obranné linie, načež byli nuceni vyklidit i samotný Bělehrad a srbská vojska je do půlky prosince znovu zahnala zpět za hranice. Fronta se tak po krvavých a neúspěšných rakousko-uherských útocích na konci roku 1914 vrátila do výchozích pozic na hraničních řekách. Oskar Potiorek byl po těchto porážkách zbaven velení. Rakušané přišli během neúspěšných ofenziv o 230 000 padlých, raněných a zajatých mužů. Srbské ztráty na životech však byly také obrovské. Během prvního válečného roku se vyšplhaly na 110 000 zemřelých a ve válkou poničené zemi navíc vypukla epidemie tyfu.

#### Německý útok na západě

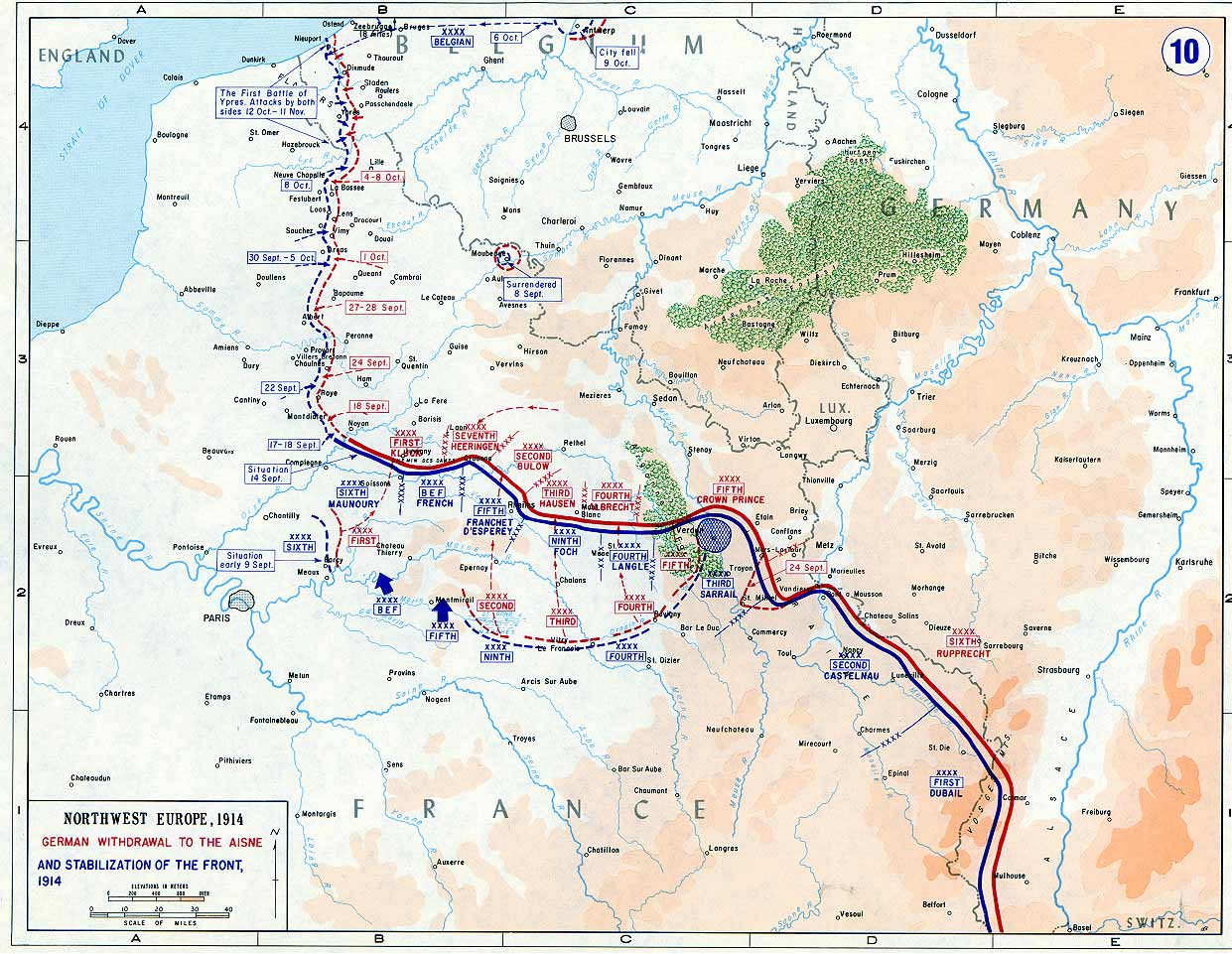
Stabilizace západní fronty po německém ústupu od Marny k Aisně, září 1914

Od uzavření francouzsko-ruského spojenectví se německé velení začalo připravovat na budoucí válku s početně silnějšími protivníky na dvou frontách. Němci předpokládali snahu Francie zaútočit ve směru na Alsasko a Lotrinsko a počítali s pomalou mobilizací v Rusku. Náčelník německého generálního štábu Alfred von Schlieffen proto vypracoval tzv. Schlieffenův plán. Dle něj mělo devadesát procent německých sil rychlým obchvatným manévrem přes území neutrálního Lucemburska, Belgie a Nizozemska vniknout do severovýchodní Francie, následně se stočit na jih, obsadit Paříž, obklíčit francouzská vojska ve východní části země a zničit je. Poté se jádro německých sil mělo přesunout na východ proti Rusku. Schlieffenův nástupce v čele generálního štábu, Helmuth von Moltke mladší však v obavách z francouzského postupu rozhodl o posílení levého křídla svých sil na západě a také jednotek čelících ruské přesile na východě na úkor oslabení útočících svazů na pravém křídle hlavního útoku. Rozhodl se navíc omezit obchvat pouze na území Belgie a Lucemburska, aby německý postup nevyprovokoval Británii.

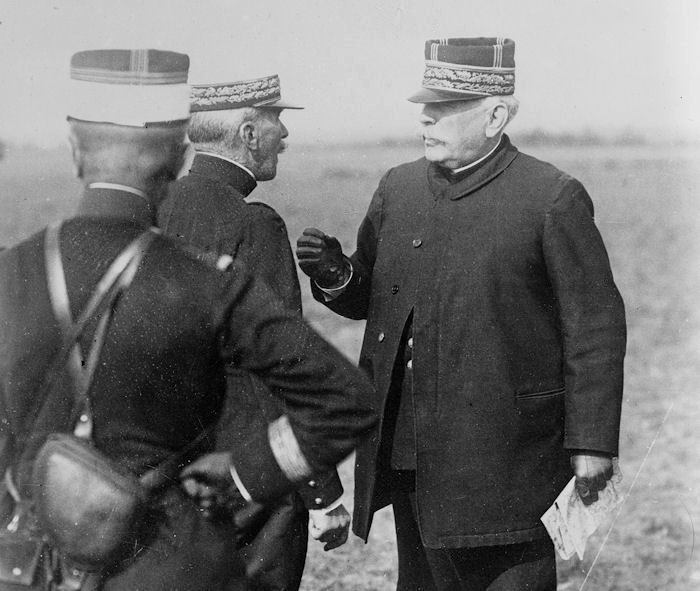
Joseph Joffre, náčelník štábu francouzské armády v letech 1914 až 1916, vojáky přezdívaný papa Joffre

Po vypuknutí války Německo dle upraveného Schlieffenova plánu nerespektovalo neutralitu Lucemburska a Belgie, přes jejichž území začaly počátkem srpna k francouzským hranicím postupovat německé jednotky. Německý postup na západní frontě, která se od počátku války stala rozhodujícím bojištěm, však i kvůli nečekanému odporu Belgičanů nebyl dostatečně rychlý. Přesto Němci po dobytí belgických pevností Liège a Namuru, vítězstvích v bitvách u Monsu a u Charleroi a po obsazení Bruselu a většiny belgického území postoupili na území Francie. Během bojů v Belgii se německá armáda dopustila řady zločinů na civilním obyvatelstvu, které na západě označili jako znásilnění Belgie. Kvůli porušení belgické neutrality vstoupili Britové do války a na kontinent byl na pomoc Francouzů a Belgičanů odeslán Britský expediční sbor. Dle Plánu XVII mezitím francouzská vojska provedla rozsáhlý útok na Alsasko-Lotrinsko. Záhy byla ale odražena a Francouzi i Britové se museli před postupujícími Němci stáhnout až do blízkosti Paříže. Německé armádě se však Francouze, kteří kladli nečekaně tuhý odpor, nepodařilo obklíčit a postup německých vojsk na západní frontě byl nedaleko Paříže zastaven. V polovině září se navíc Francouzům a Britům podařilo provést protiútok a vyčerpané německé síly porazit v strategicky významné bitvě na řece Marně („Zázrak na Marně“). Moltke byl donucen nařídit ústup od Marny za řeku Aisne, načež byl odvolán a do čela německé armády byl dosazen generál Erich von Falkenhayn. Obě strany se následně snažily obranná postavení nepřítele obejít, takže v průběhu podzimu podnikaly pokusy o obchvatné údery známé jako závod k moři. Jakmile však frontová linie dosáhla Severního moře, vznikla na západě patová situace. Úvodní německý postup se změnil v zákopovou poziční válku, kterou se obě strany v průběhu války marně pokoušely novým útokem prolomit.

#### Ruský nápor na východní frontě

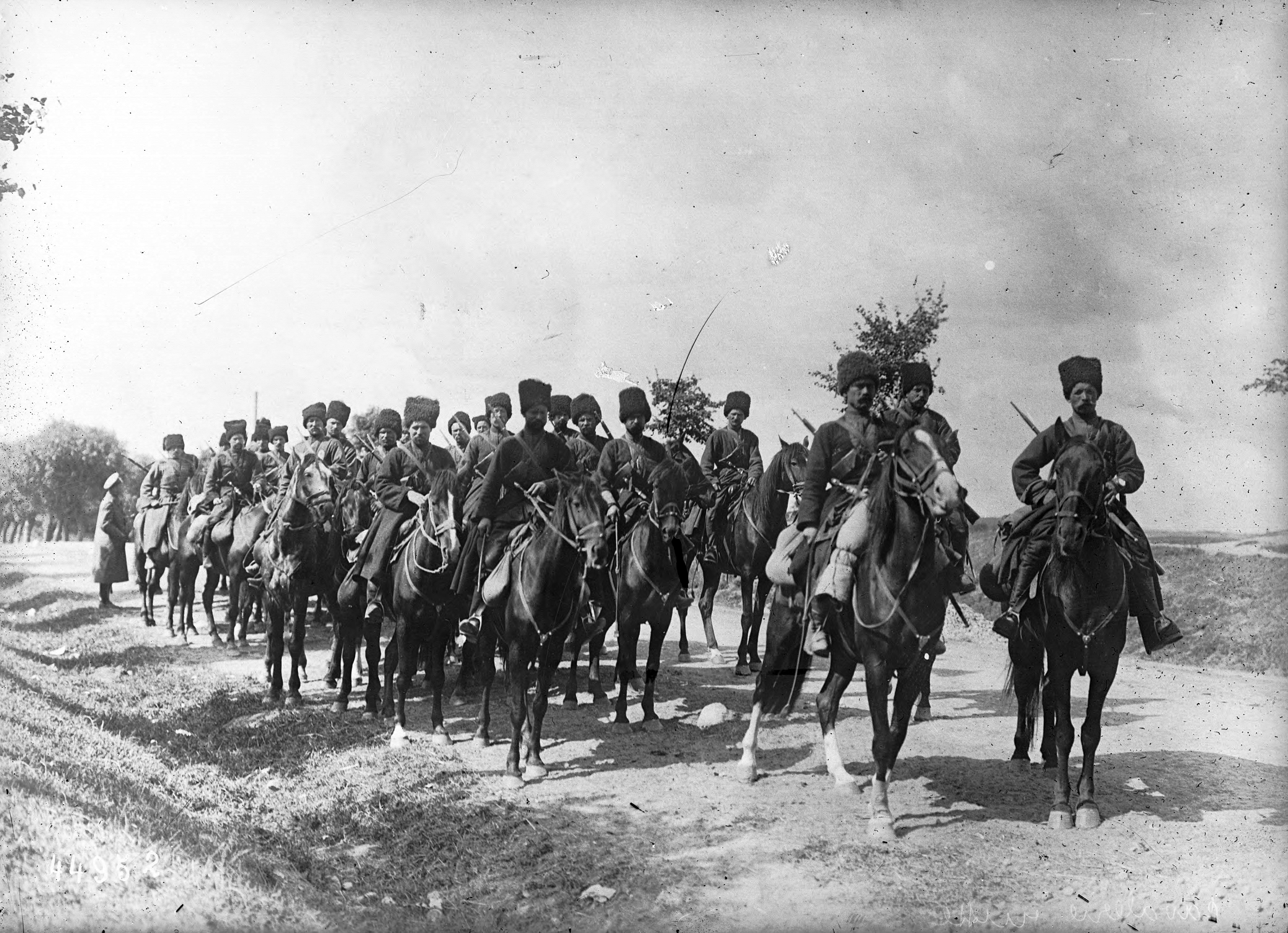
Kozácká jízda

Druhou trhlinu dostala původní německá strategie na počátku války na východní frontě. Vzhledem k Schlieffenově plánu byla většina německých sil na počátku války vázána na západní frontě a tíze ruského útoku mělo do příchodu německých sil odolávat především Rakousko-Uhersko. Rusko však dokázalo zmobilizovat 34 divizí a překročit hranice dříve, než se čekalo. Ruská 1. a 2. armáda pod velení generálů Rennenkampfa a Samsonova zaútočily proti Východnímu Prusku, porazily slabá německá vojska u Gumbinnenu (Gusev) a ohrožovaly Královec. V kritické situaci jmenoval von Moltke velitelem 8. německé armády bránící pozice na východní frontě Paula von Hindenburga a náčelníkem jeho štábu Ericha Ludendorffa. Hindenburgovi a Ludendorffovi se podařilo v srpnu a na počátku září zvítězit nad Rusy v bitvách u Tannenbergu a u Mazurských jezer. V boji byla zničena ruská 2. armáda, poražený generál Samsonov spáchal sebevraždu a Rennenkampf byl se zbytkem sil vytlačen z Východního Pruska. Přes tyto úspěchy bylo německému velení jasné, že původní plán na rychlé vítězství na západě se už nepodaří uskutečnit.

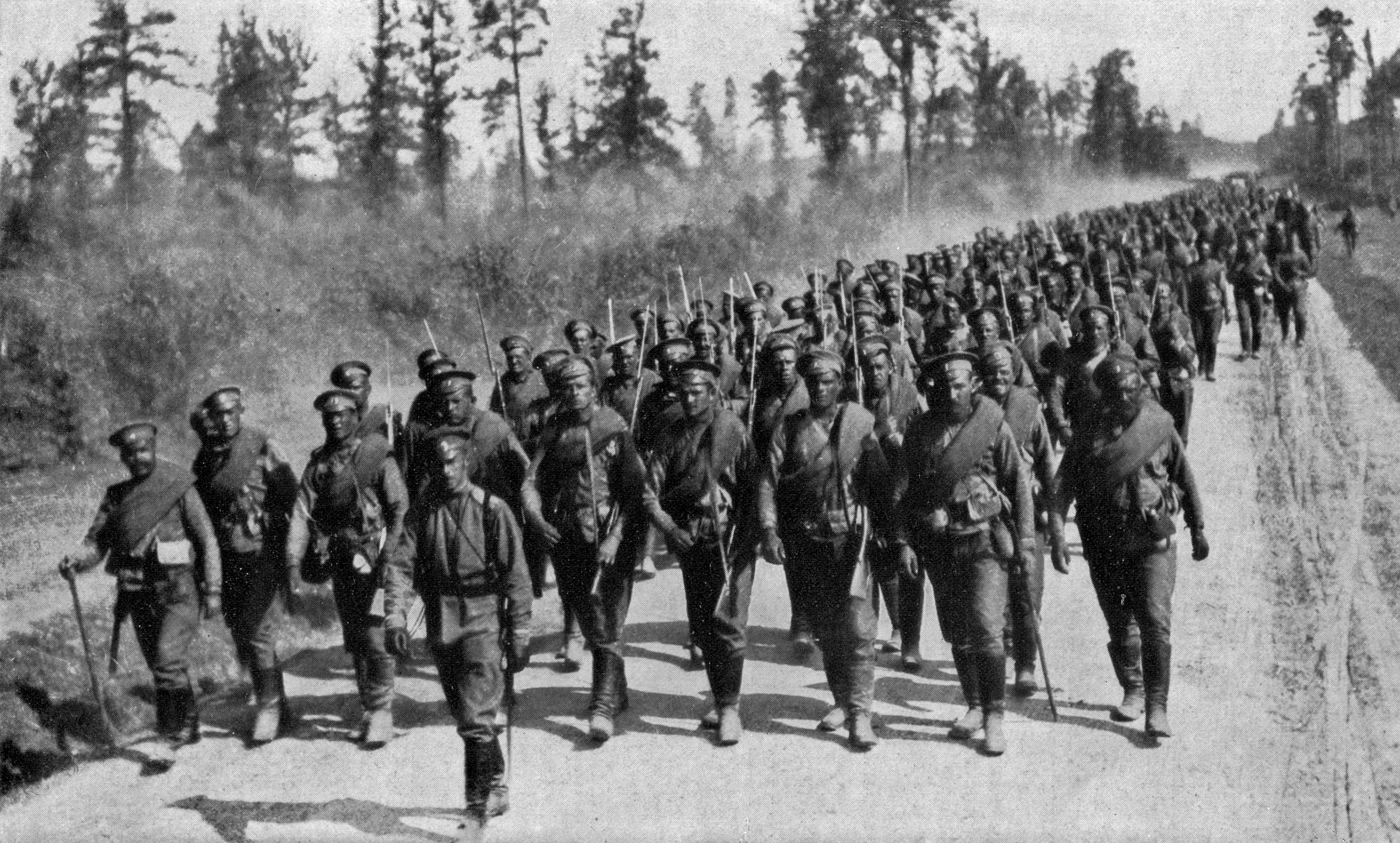
Postupující ruská pěchota

Hlavní masa ruských sil na východní frontě mezitím zaútočila proti rakousko-uherskému úseku fronty v Haliči, kde byly soustředěny 3., 4., 5. a 8. ruská armáda pod vrchním velením generála Nikolaje Judoviče Ivanova. Přes úvodní nezdar u Krašniku a u Komarówa ruská vojska postupovala na rakousko-uherské území velmi rychle a Rakušané, kteří původně soustředili své síly především proti Srbsku, jejich přesilu nedokázali zastavit. Rusové na přelomu srpna a září porazili Rakušany v bitvě o Halič a obsadili Lvov. V listopadu pak pronikli až k hřebenům Karpat a na východní Slovensko. Za frontovou linií se ocitla rakousko-uherská pevnost Přemyšl, kde se během několikaměsíčního obléhání ruským útokům bránilo téměř 140 000 obležených rakousko-uherských vojáků Tyto porážky a obrovské ztráty rakousko-uherské armády během bojů v Karpatech donutily německé velení posílit východní frontu a přispěchat svému spojenci na pomoc, neboť ruský postup kromě Horních Uher ohrožoval i české země a německé Slezsko. Po bojích na Visle a u Lodže se Centrálním mocnostem podařilo východní frontu před koncem roku alespoň částečně stabilizovat.
Pro východní frontu probíhající většinou ruským a rakousko-uherským územím byla typická velmi řídká železniční a silniční síť, která obě strany omezovala v rychlém přesouvání sil. Přesto kvůli obrovské délce frontové linie a menší hustotě nasazených jednotek nezůstávala východní fronta v porovnání s boji na západě tak statická a během průzkumu i mobilních bojových operací využívaly obě strany i jízdní jednotky. Především kozáci se pak na Ukrajině a v Polsku dopouštěli útoků na civilní a hlavně židovské obyvatelstvo.

#### Vstup Osmanské říše do války

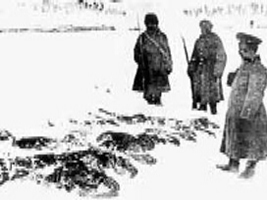
Těla umrzlých osmanských vojáků po porážce u Sarikamiše

Do války se v říjnu 1914 zapojila také Osmanská říše, která se díky vlivu ministra války Envera Paši přidala na stranu Ústředních mocností. 29. října napadlo osmanské loďstvo spolu s německými křižníky SMS Breslau a SMS Goeben ruské černomořské přístavy, načež Rusko 1. listopadu vypovědělo Osmanské říši válku a stejný krok učinili v listopadu také Britové a Francouzi. Vstup Osmanů do války proti Dohodě otevřel množství nových bojišť na Blízkém východě. Na Kavkaze se boje mezi Rusy a Turky záhy rozhořely na vzájemné hranici, kde došlo ke vzniku kavkazské fronty. Britové se s Osmany střetli v bojích o Sinaj, v Persii a Mezopotámii. Britové a Francouzi se obávali, že sultán Mehmed V. může jako chalífa a duchovní hlava muslimů ohrozit vyhlášením džihádu pozice dohodových mocností v koloniích, především v severní Africe a Indii. Pro Rusko navíc vstup Osmanské říše do války znamenal přerušení jejich hlavní zásobovací trasy, neboť Turci uzavřeli možnost dohodových lodí zásobovat Rusy přes Černé moře. Ruské síly pod velením generála Berchmana zahájily v listopadu první ofenzívu na Kavkaze, avšak v polovině listopadu spustila osmanská 3. armáda vedená Enverem Pašou protiútok a zatlačila ruská vojska zpět za hranice směrem k městu Kars. Osmanská armáda ale nebyla připravená na zimní tažení, ve vysokohorském terénu utrpěla během sněhových bouří obrovské ztráty, načež byla Rusy na přelomu roku 1914 a 1915 poražena v bitvě u Sarikamiše. Následoval kolaps a ústup Osmanů, takže z původních 100 000 vojáků Envara Paši většina padla, dezertovala nebo zemřela v horách na následky podchlazení a z tažení se vrátilo jen 18 000 mužů. Kruté boje v náročném horském terénu provázely násilnosti obou stran páchané na civilním obyvatelstvu. Po vstupu Osmanské říše do války se navíc Britové rozhodli chránit své pozice v Perském zálivu. Nejprve uznali suverenitu Kuvajtu a 7. listopadu 1914 se pak 6. indická divize přeplavená nejprve do Bahrajnu vylodila v Mezopotámii. Zde britské síly napadly Osmany bránící pevnosti při ústí Eufratu. Britové se během Mezopotámského tažení zmocnili 9. prosince Basry a následně pokračovali v postupu směrem na Bagdád.

#### Počátek války vkoloniích ana mořích

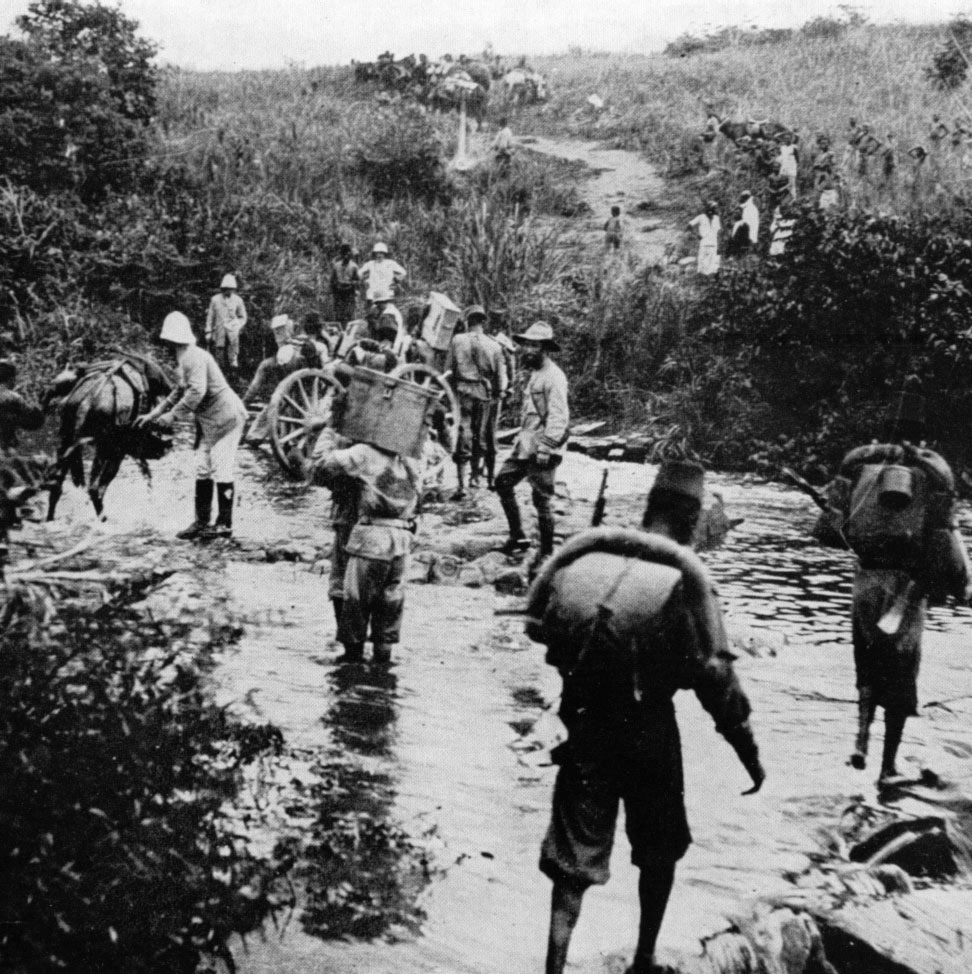
Belgické jednotky Force Publique během tažení v Německé východní Africe

Boje první světové války se v roce 1914 rozšířily i na světová moře a do kolonií, kde museli Němci čelit náporu Dohody. V afrických koloniích se boje od počátku války přenesly na území čtyř německých kolonií (Togoland, Německý Kamerun, Německá jihozápadní Afrika a Německá východní Afrika). Již 27. srpna 1914 kapituloval před Brity a Francouzi německý Togoland obklopený Francouzskou Západní Afrikou a britským Zlatým pobřežím. Početné britské síly z Jihoafrické unie zahájily útok proti Německé jihozápadní Africe (dnešní Namibie) hned po vypuknutí války a německé jednotky se musely útoku bránit také v Kamerunu, kde se Dohodě podařilo již v září 1914 obsadit hlavní město Douala. V září zvítězili Němci v jihozápadní Africe u Sandfonteinu, avšak nejhouževnatější odpor kladli v Německé východní Africe, kde se proslavil generál Paul von Lettow-Vorbeck. Lettow-Vorbeckovy výpady do Ugandy a Keni donutily Brity k protiútoku, avšak britské a indické síly byly v listopadu drtivě poraženy v bitvě o Tangu.
Válka zasáhla i kolonie Německého císařství v Pacifiku. Japonci podpoření Brity napadli hlavní německý přístav na Dálném východě, Čching-tao, jehož posádka po ostřelování pevnosti kapitulovala 7. listopadu. Britové a Japonci tímto útokem donutili německou Východoasijskou eskadru opustit svou námořní základnu v Čching-tao. Velitel eskadry Maximilian von Spee se z obklíčení pokusil uprchnout přes Tichý oceán. Po doplutí k břehům Chile zde Němci 1. listopadu překvapili čtveřici britských křižníků, z nichž dva potopili v bitvě u Coronelu. Eskadra Maxmiliana von Spee byla Brity zničena 8. prosince v bitvě u Falklandských ostrovů, přičemž se podařilo uprchnout pouze křižníku SMS Dresden, který však po dostižení Brity v roce 1915 potopila u ostrovů Juana Fernándeze vlastní posádka. Křižník SMS Emden se ještě předtím oddělil od Východoasijské eskadry, načež vplul do Indického oceánu, kde několik měsíců narušoval obchodní trasy Dohody. Dostižen a potopen byl 9. listopadu v bitvě u Kokosových ostrovů. Porážka německého loďstva u Falklandských ostrovů tak prakticky ukončila činnost německého hladinového loďstva na oceánech a Širokomořské loďstvo blokované britskou Grand Fleet bylo uvězněno v německých přístavech. Převahu britského loďstva se Němci po celou válku marně snažili zvrátit během první bitvy o Atlantik. Ještě před pádem námořní základny v Čching-tao byly německé državy na Dálném východě postupně obsazeny silami Dohody. 29. srpna obsadily novozélandské síly Samou a Australané 17. září dobyli Zemi císaře Viléma (Papua Nová Guinea), Šalomounovy ostrovy, Bismarckovo souostroví a v listopadu ovládli rovněž Nauru. Japonsko, které válku Německu vyhlásilo 23. srpna, během října obsadilo Marianské ostrovy, Karolíny a Marshallovy ostrovy.

### 1915

#### Patová situace na západní frontě

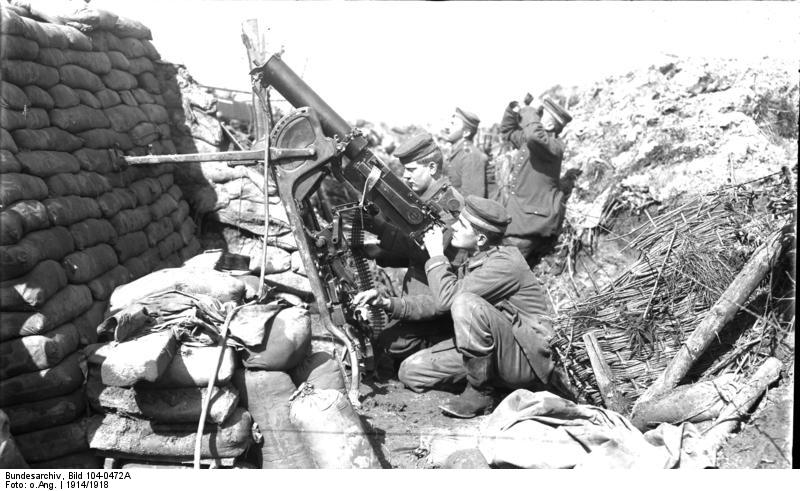
Němečtí vojáci s kulometem MG 08

Obrovské ztráty, které si vyžádaly válečné operace v roce 1914, vyústily na západě v patovou situaci. Došlo k vytvoření zákopových linií a v podstatě až do konce války pak na západní frontě probíhaly krvavé statické boje provázené marnou snahou obou stran usilujících o průlom. Enormní nasazení dělostřelectva vedlo v místech bojů k zdevastování krajiny, přičemž oblast mezi nepřátelskými liniemi bylo známa jako území nikoho. Frontová linie se táhla v délce více než 600 km od belgického pobřeží, přes podmáčené pláně Flander, údolím řeky Sommy a krajem Champagne až k hranicím neutrálního Švýcarska.

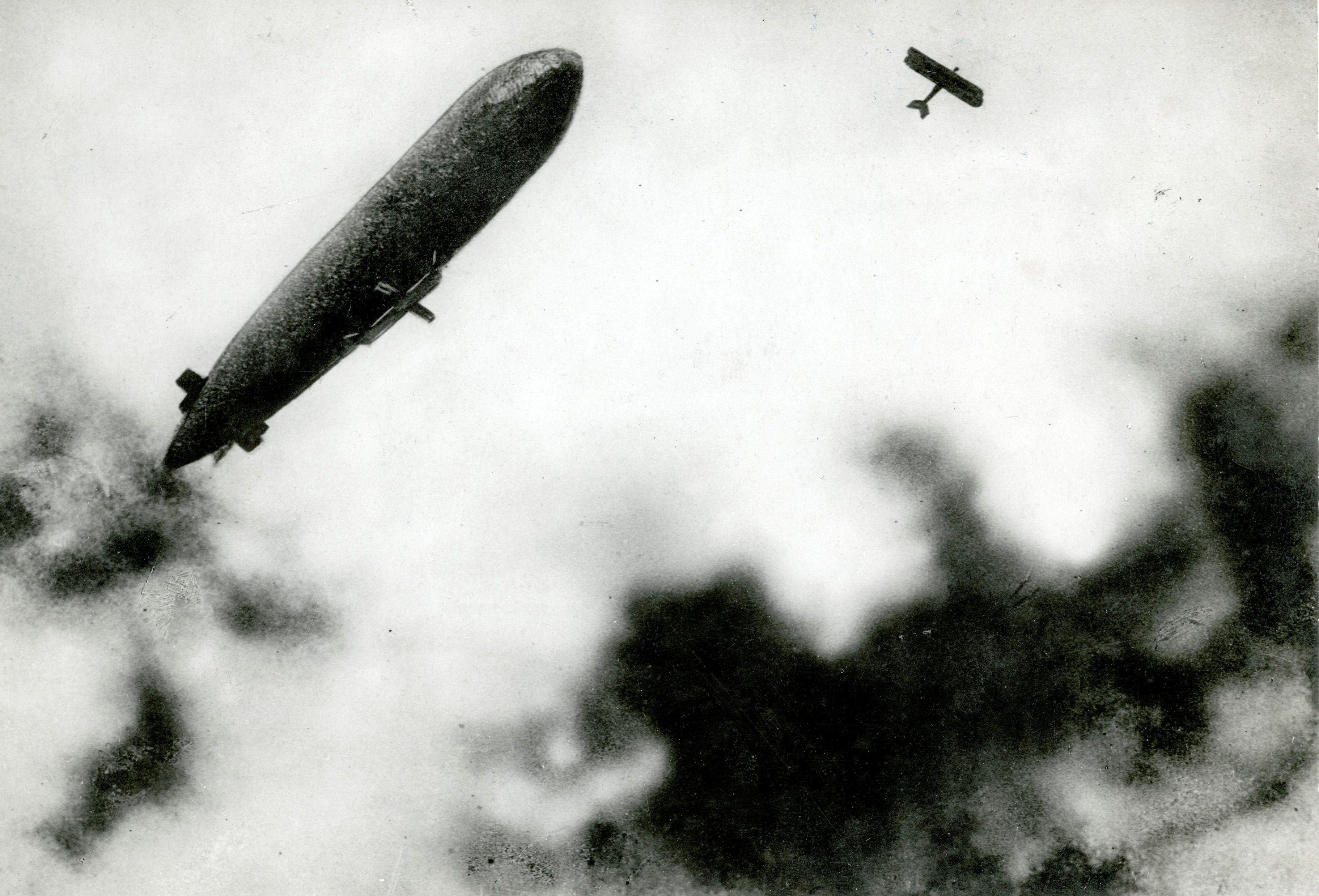
Souboj francouzské vzducholodi s německým letadlem v roce 1915

Němci po selhání úvodního náporu v prvním roce války odveleli část sil na východní frontu a na západě se v roce 1915 soustředili především na obranu. Britské a francouzské útoky v krajích Champagne a Artois opakovaně selhávaly a obě strany se snažily najít způsob, jak prorazit neprostupnou linii zákopů. Německá armáda i vojska Dohody začaly ve velkém měřítku využívat minomety. Francouzi vyzbrojovali svou pěchotu ručními granáty a Němci nasadili nedaleko Verdunu vylepšené plamenomety. K prvnímu neúspěšnému pokusu s využitím bojového plynu došlo v lednu 1915 na východě během bitvy u Bolimova. Němci poprvé úspěšně použili plynový útok ve větším měřítku během druhé bitvy u Yper v dubnu 1915, kdy nasadili chlor. Tento a další bojové plyny jako fosgen nebo yperit později na západní frontě využívaly obě strany. Na západní frontě, která představovala hlavní a rozhodující bojiště první světové války, došlo při snahách o prolomení nepřátelských pozic k nasazování obrovského množství vojáků, vysoké koncentraci dělostřelectva i k vývoji nových zbraní. Rozvíjející se letectvo obou stran stále účinněji bombardovalo frontové linie i zázemí. Během roku 1915 nasadilo německé letectvo na západní frontě stíhací jednoplošník Fokker se synchronizátorem střelby, který německé straně zajistil v roce 1915 dominanci ve vzdušném prostoru. Od počátku roku navíc začaly německé zepelíny s nálety na britské území a v noci na 31. května armádní vzducholoď LZ 38 poprvé bombardovala Londýn.

#### Průlom východní fronty uGorlice
Německé hlavní velení se kvůli situaci na západě a po vítězství v druhé bitvě u Mazurských jezer začátkem roku 1915 rozhodlo změnit strategický plán vedení války a na nátlak Hindenburga a Ludendorffa se v tomto roce zaměřilo na uskutečnění velkého průlomu na východní frontě. V Karpatech a na území východního Slovenska probíhaly během celé zimy a jara 1915 tvrdé boje mezi rakousko-uherskou a ruskou armádou. Velitel Conrad von Hötzendorf se během bitvy v Karpatech pokoušel prorazit skrz ruské linie k stále obležené pevnosti Přemyšl. Rakousko-uherské útoky však byly odraženy a tři neúspěšné ofenzívy během tuhé zimy a v těžkém horském terénu stály Rakousko-Uhersko ztráty ve výši 800 000 mužů. 22. března kapitulovala posádka Přemyšlu, načež do ruského zajetí padlo přibližně 120 000 rakousko-uherských vojáků. Rusové následně přistoupili v Karpatech k protiútoku, během něhož obsadili Dukelský, Užocký a Lupkovský průsmyk a skrz pozice vyčerpaných Rakušanů se probili až na Slovensko. Ruská vojska tehdy obsadila i východoslovenská města Bardejov, Svidník, Stropkov, Medzilaborce, Sninu a Humenné. Část české i slovenské politické reprezentace tehdy počítala s brzkým osvobozením země Rusy a připravovala vznik samostatného státu vázaného na Rusko. První československý odboj se v zahraničí zkonsolidoval kolem osobností T. G. Masaryka, Edvarda Beneše a Milana Rastislava Štefánika, načež byl v říjnu 1915 ustanoven Český komitét zahraniční. Odboj v českých zemích ochromila počátkem roku 1915 vlna zatýkání. Těžké rakouské porážky a hrozící kolaps monarchie vedly německé velení k přesunutí výrazných posil s jejichž pomocí byl na léto 1915 naplánován velký útok proti ruským pozicím.

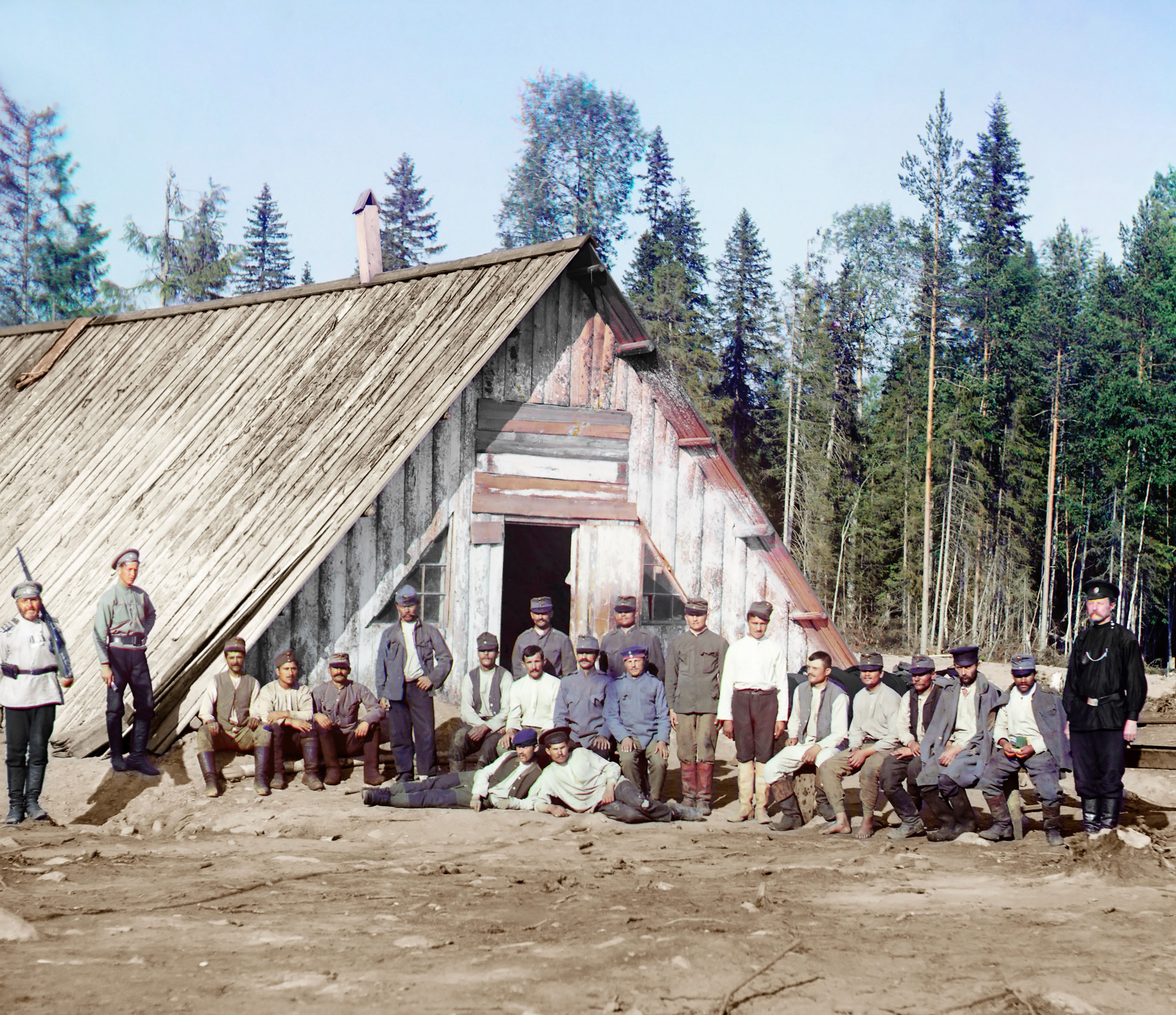
Sergej Prokudin-Gorskij: Rakousko-uherští zajatci na východní frontě

Rakušané díky podpoře německé 11. armády pod velením generála Augusta von Mackensena v květnu drtivě porazili ruskou armádu v bitvě u Gorlice. Následoval průlom východní fronty a velký ruský ústup. Rusové tlačení ofenzívou Ústředních mocností byli donuceni ustoupit téměř 500 km na východ. Ruská armáda byla vytlačena z Polska, z Litvy a z části Lotyšska a Běloruska. Vojska Ústředních mocností tehdy mimo jiné obsadila Lvov, Varšavu a Vilnius. Úplně porazit ruská vojska se však Německu a Rakousko-Uhersku nepodařilo. Na podzim 1915 se fronta ustálila na linii Západní Dvina (Daugava) – jezero Narač – Strypa (řeka protékající také haličským, dnes ukrajinským Zborovem). V té době začali Němci tajně finančně podporovat ruské exilové bolševické revolucionáře. Počítali, že pokud padne carský režim v Rusku, zbaví se jednoho nepřítele a uvolněné vojáky budou moci přesunout z východní fronty na západ. V důsledku těžké porážky car Mikuláš 21. srpna odvolal z pozice nejvyššího ruského velitele velkoknížete Nikolaje Nikolajeviče Romanovova a sám se postavil na jeho místo.

#### Boje na Blízkém východě

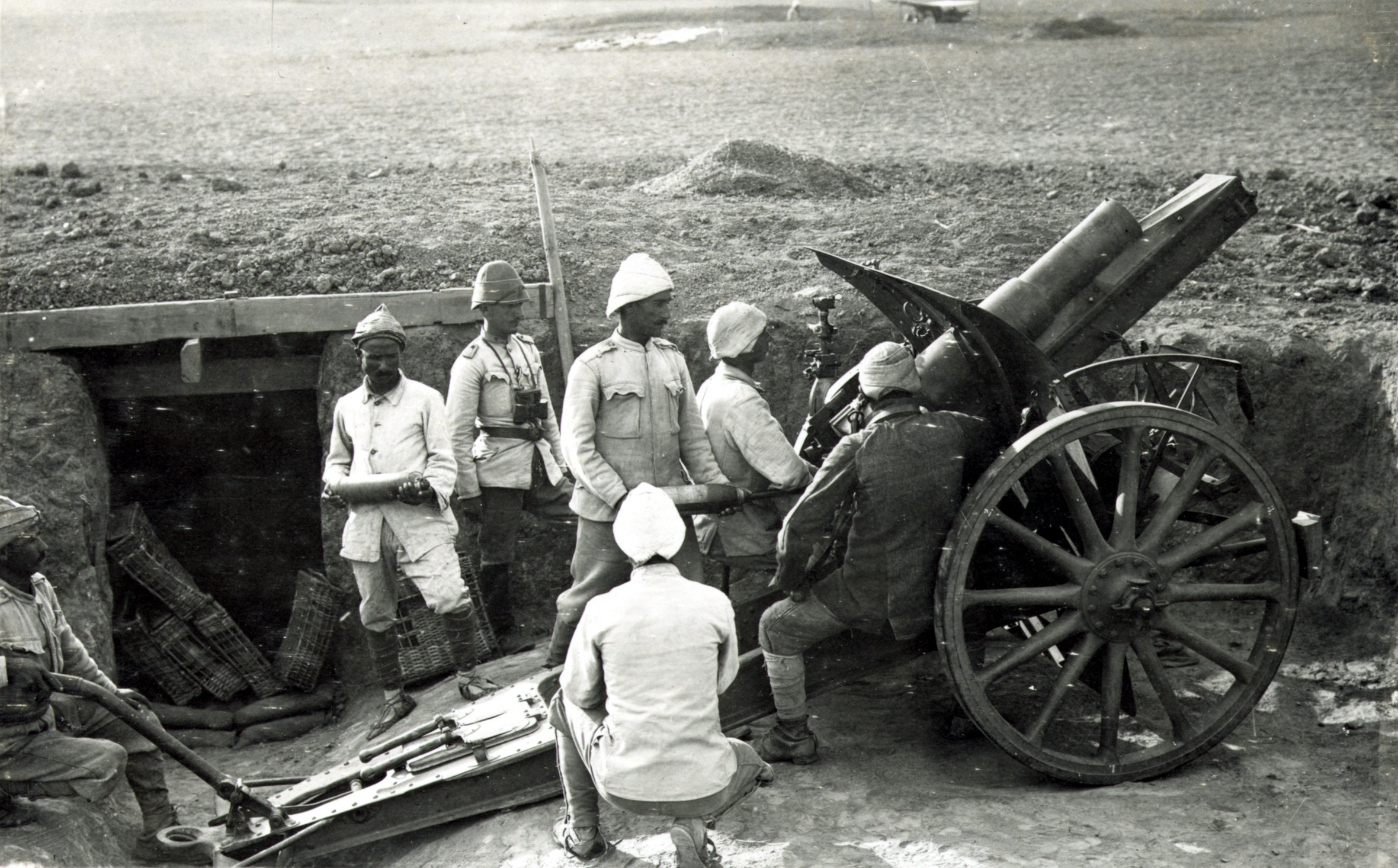
Osmanské dělostřelectvo u Tel Haror, 1917

Carův bratranec Nikolaj byl pověřen převzetím velení ruské armády na kavkazské frontě, kde po porážce Osmanů u Sarikamiše docházelo k dalším srážkám především v okolí jezera Van a Urmijského jezera při hranici s Persií, kde se Turci přechodně zmocnili města Tabríz. Arméni v této oblasti povstali proti Osmanům a bránili město Van do příchodu ruských sil. Osmanské úřady obvinily Armény z kolaborace s Rusy a v dubnu 1915 začaly s hromadnými deportacemi a masakry arménského obyvatelstva, které byly označeny jako arménská genocida. Turci během války tvrdě zakročili i proti dalším křesťanským menšinám na území Osmanské říše, přičemž se hovoří především o genocidě Řeků a Asyřanů. Kromě bojů na Kavkaze a v severní Persii se Osmané museli bránit také pokračujícímu britskému tažení v Mezopotámii, kde se britské a indické jednotky v létě zmocnily Amary a v listopadu se proti proudu řeky Tigris probily až k Bagdádu. Zde však byli v bitvě u Ktésifónu zastaveni a donuceni stáhnout se k městu Kút. O ofenzívu se Osmané s německou podporou pokusili v oblasti východního Středomoří, kde bylo jejich cílem dobýt Suezský průplav a Egypt a odříznout tak Spojené království od zásob a posil mířících do Británie z kolonií. Osmanská 4. armáda o síle 19 000 mužů se z Damašku k Suezu snažila nepozorovaně přesunout přes Sinajskou poušť. Tažení probíhající ve vyprahlé oblasti provázely problémy s nedostatkem zásob a pitné vody. Letecký průzkum navíc tento postup záhy odhalil, a tak když se Osmané na počátku února přiblížili ke kanálu, Britové již stihli na západním břehu vybudovat silná opevnění. Pokus o stavbu pontonových mostů selhal a indické jednotky útok odrazily.

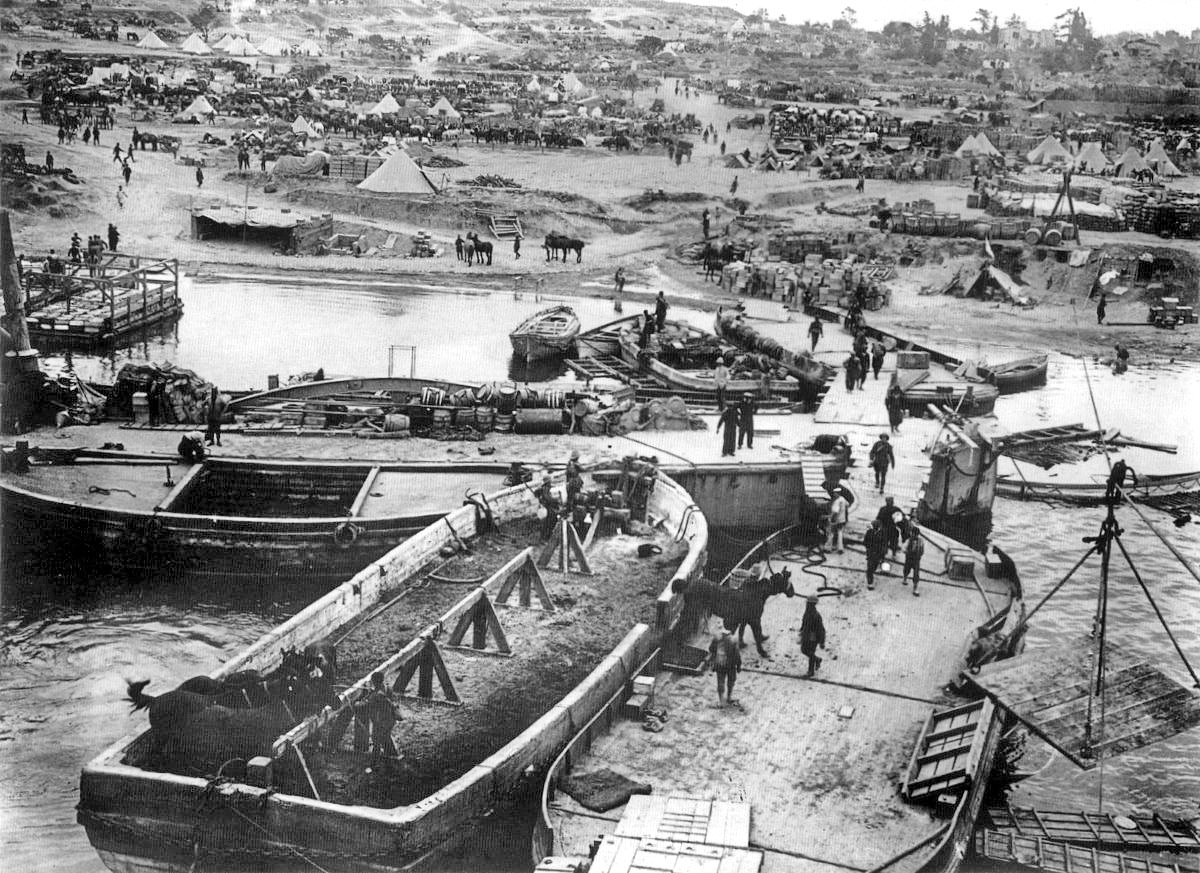
Vyloďování dohodových sil na poloostrově Gallipoli

Aby obnovily námořní spojení s Ruskem a odlehčily situaci na srbské frontě, rozhodly se státy Dohody na počátku roku 1915 napadnout Osmanskou říši v oblasti černomořských úžin. Po dobytí Dardanel a následném obsazení hlavního města Konstantinopole (dnešní Istanbul), se očekávalo vyřazení Osmanské říše z války, přičemž zastáncem tohoto plánu byl především první lord admirality, Winston Churchill. Námořní operace však kvůli minovým polím a pobřežním dělům bránícím v jejich odstranění ztroskotala. Velitelé Dohody se proto rozhodli k vylodění pěchoty na poloostrově Gallipoli bránící Dardanelský průliv. Krvavé bitvy o Gallipoli se na straně Dohody kromě Britů a Francouzů zúčastnili především vojáci Australsko-novozélandského sboru (ANZAC). Pokusy dohodových sil o průlom ztroskotaly a dlouhé poziční boje nepřinesly Dohodě žádné výsledky. Na konci roku bylo rozhodnuto neúspěšnou operaci ukončit, přičemž poslední vojáci Dohody byly z poloostrova staženi na počátku roku 1916.

#### Vznik italské fronty

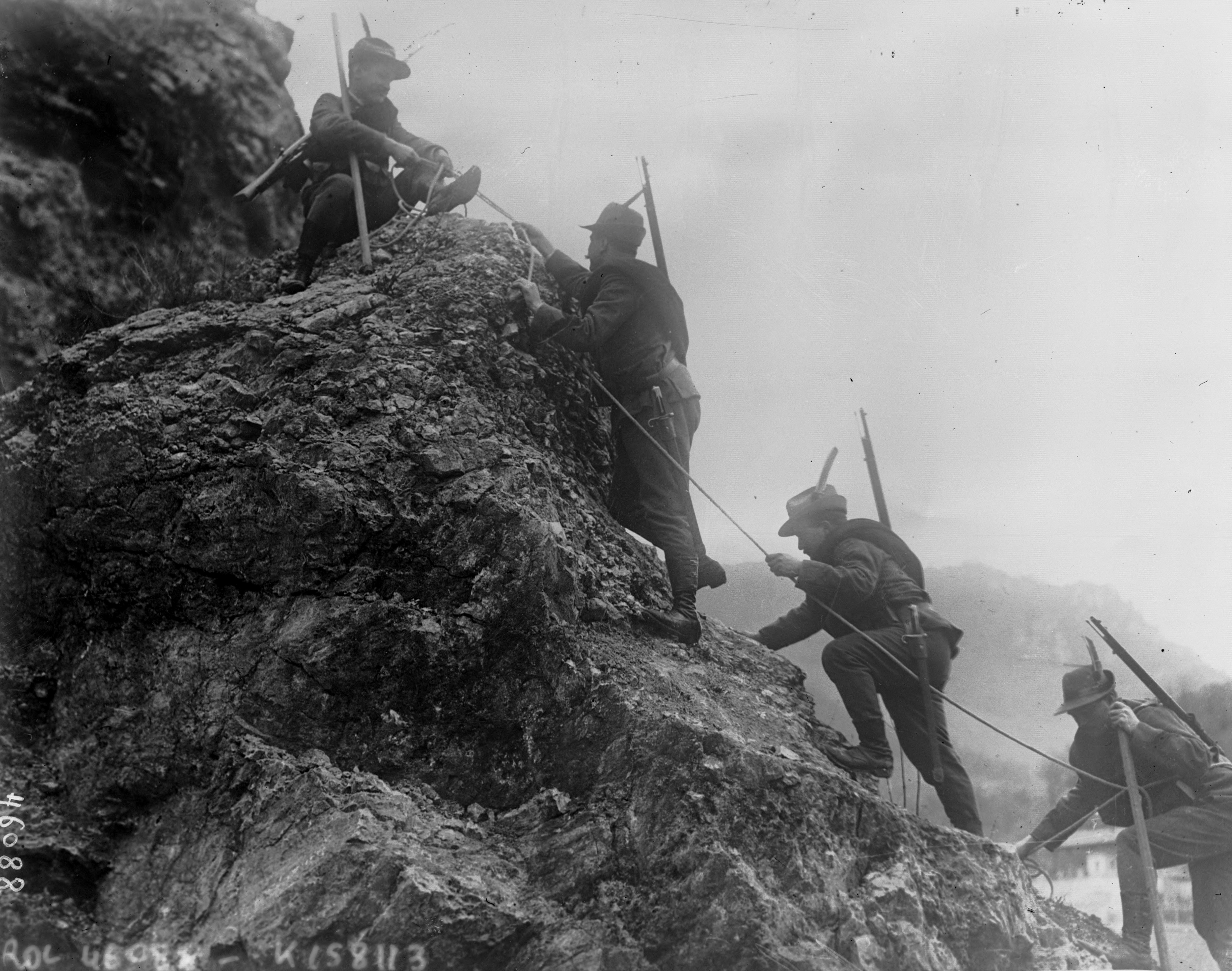
Vojáci italské horské pěchoty (Alpini) během bojů v roce 1915

Další nová fronta se v Evropě otevřela 23. května 1915, kdy do války proti svému bývalému spojenci z Trojspolku, Rakousko-Uhersku vstoupila Itálie. Frontová linie prakticky kopírující vzájemné hranice se většinou nacházela ve vysokohorských oblastech. Alpská část fronty se táhla od vzájemných hranic s neutrálním Švýcarskem u hory Ortler směrem na jih k severnímu cípu Gardského jezera. Odtud se fronta stáčela na severovýchod, přes Rovereto, údolí Brenty a vrcholy Fleimstalských Alp k Dolomitům. Dál na východ v Karnských a Julských Alpách se pak frontová linie stáčela k jihu. Poslední a zároveň nejhůře bránitelný úsek fronty tvořila příhraniční řeka Soča ústící do Jaderského moře. Itálie svého bývalého spojence z Trojspolku napadla na základě Londýnské dohody se západními mocnostmi. Smlouva Italům na úkor Rakousko-Uherska slibovala zisk Jižního Tyrolska, Tridentska, Istrie a Dalmácie. Přestože měli Italové v oblasti nad Rakušany početní převahu, značná část italské fronty se rozkládala ve vysokohorských oblastech Alp, což zvýhodňovalo bránící se rakousko-uherskou armádu. Italské velení v čele s generálem Luigim Cadornou přesto usilovalo o iniciativu, která byla namířená do nejsnáze napadnutelné oblasti v údolí řeky Soči. V průběhu roku 1915 došlo na sočské frontě ke čtyřem bitvám, které italští útočníci i rakouští obránci zaplatili obrovskými ztrátami. Italům se přes zanedbatelné územní zisky rakousko-uherské pozice prolomit nepodařilo.

#### Ústřední mocnosti obsazují Srbsko
Ústřední mocnosti byly úspěšné i na Balkáně. S přípravou na koordinovaný útok proti Srbsku a Černé Hoře začali Rakušané s podporou Němců již na jaře. Zástupci Ústředních mocností i Dohody se snažili zajistit důležité spojenectví Bulharska. To se do války na straně Centrálních mocností zavázalo vstoupit za příslib srbské Makedonie. Vrchní velitel celé operace August von Mackensen počítal s hlavním útokem mířeným proti Srbsku ze severu, přičemž Bulhaři měli k úspěchu ofenzívy přispět útokem z východu. Vojska Ústředních mocností čítala včetně Bulharů přibližně 500 000 mužů a výrazně tak převyšovala 250 000 srbských vojáků. Společný útok rakousko-uherských a německých sil začal 6. října překročením Sávy a Dunaje. O tři dny později padl Bělehrad a 14. října vyhlásilo Srbsku válku Bulharsko, jehož vojsko vpadlo do boku ustupující srbské armádě. Přes tuhý odpor se srbští vojáci začali z hrozícího obklíčení stahovat. Francouzi jim sice na pomoc v okolí Soluně vylodili svou Orientální armádu pod velením generála Sarraila, avšak Bulhaři tento protiútok odrazili. Jelikož Bulharsko odřízlo ústupovou cestu, nařídil vojvoda Putnik zbytkům srbské armády ústup k Jadranu přes území Černé Hory a Albánie. Během strašného zimního pochodu přes albánské hory zahynuly na přelomu roku 1915 a 1916 tisíce srbských vojáků, civilistů i rakousko-uherských zajatců. 140 000 přeživších bylo pomocí lodí Dohody následně přepraveno na ostrov Korfu.

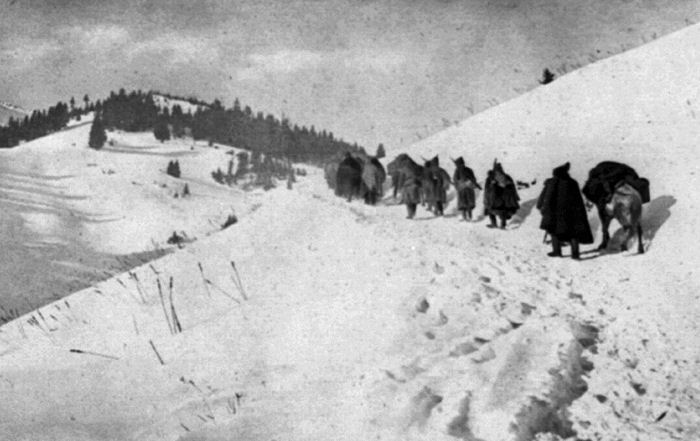
Srbští vojáci ustupující skrz albánské hory

Ústřední mocnosti do konce listopadu obsadily celé Srbsko a v lednu 1916 pak také Černou Horu. Německo získalo přes Rakousko-Uhersko a Bulharsko přímý kontakt s Osmanskou říší. I díky této strategické situaci Dohoda neuspěla během ofenzívy na poloostrově Gallipoli. Zcela ukončit boje na Balkáně se však Německu a jeho spojencům i přes toto vítězství nepodařilo, protože nedošlo ke zničení nově otevřené fronty v Makedonii, zbytky srbské a černohorské armády po nějaký čas udržovaly obranné pozice v Albánii a jižní část Albánie okolo přístavu Vlora obsadili Italové.

#### Porážky německých sil vkoloniích anámořní převaha Dohody

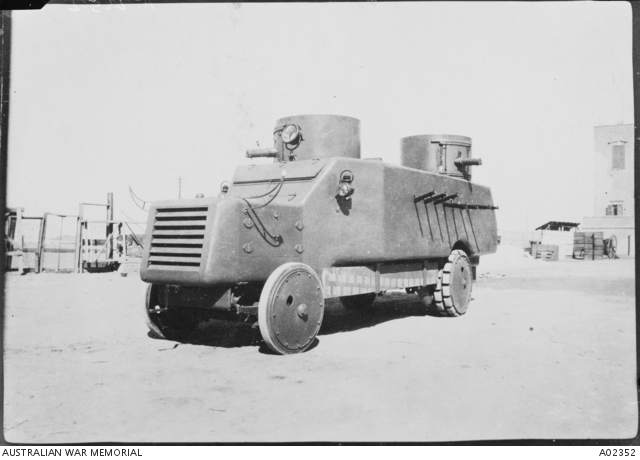
Obrněný vůz využívaný Brity v Libyjské poušti během tažení vůči hnutí Senussi

Na africkém kontinentu se nadále bojovalo v německých koloniích Kamerunu, Německé jihozápadní a v Německé východní Africe. V Kamerunu síly Dohody v listopadu postoupily do vnitrozemí a přinutily většinu německých obránců ustoupit od pobřeží, načež následoval boj v hustých džunglích, močálech a náhorních plošinách ve vnitrozemí. Zbývající německé jednotky nakonec ustoupily do neutrální Španělské Guineje. Poslední německá posádka v Moře na severu země se vzdala v únoru následujícího roku. Windhoek, hlavní město Německé jihozápadní Afriky, obsadili Jihoafričané 20. května. Němci se bránili na severu této kolonie do července, kdy kapitulovali. Posledním místem německého odporu v Africe tak zůstala Německá východní Afrika. Britům zde čelily jednotky generála von Lettow-Vorbecka. Britové obsadili Viktoriino jezero i jezero Tanganika, avšak Němcům se podařilo ustoupit do Portugalské východní Afriky a do Severní Rhodesie, kde složili zbraně teprve v listopadu 1918. Boje v afrických koloniích komplikovala především neexistující síť silnic a železnic, takže vojska musela při zásobování spoléhat především na domorodé nosiče nebo tažná zvířata. Většinu ztrát navíc způsobovaly tropické nemoci. V polovině listopadu se do první světové války nově zapojilo náboženské hnutí Senussi v italské Libyi. Senussijští povstalci podporovaní Osmany a Němci napadli Italy v pouštích na východě Libye a ze západu navíc od konce roku 1915 ohrožovali britské pozice v západním Egyptě. Válčilo se rovněž v Dárfúru, který Britové obsadili a připojili k Súdánu v roce 1915.

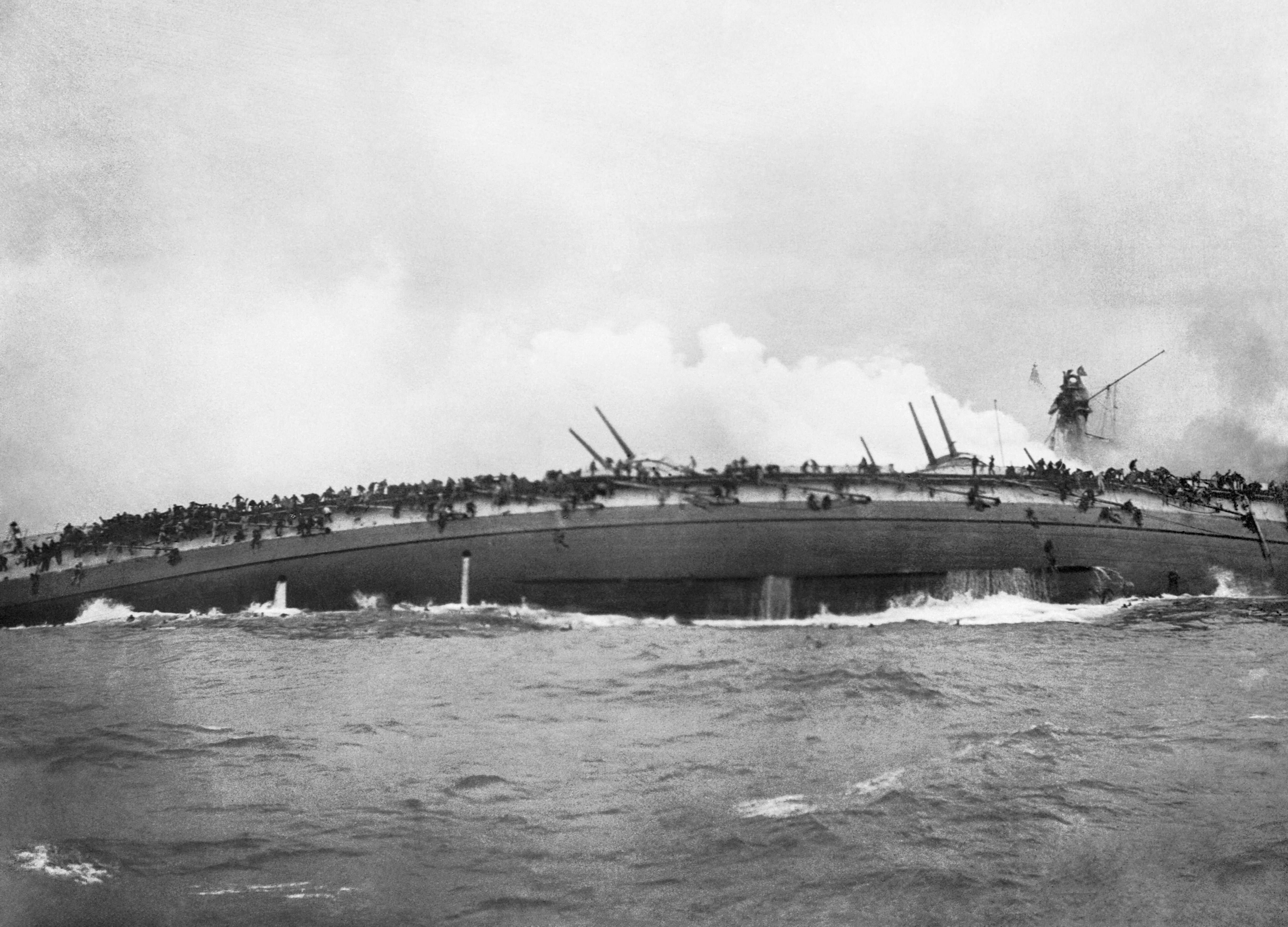
Potápějící se německý křižník SMS Blücher v závěru bitvy u Dogger Banku

Na moři se operace hladinových sil koncentrovaly do evropských vod poté, co britská Royal Navy zlikvidovala během let 1914 a 1915 drtivou většinu německých plavidel operujících v zámoří. Do konce roku 1914 navíc Britové se svými spojenci potopili nebo internovali přes dvě třetiny německého a rakousko-uherského obchodního loďstva. Již v lednu 1915 došlo u Dogger Banku k bitvě mezi britskými a německými bitevními křižníky, v níž byla početně slabší německá eskadra poražena, ovšem před úplným zničením se jí podařilo vyváznout. Po vstupu Itálie do války se boje rozšířily i na Jadran, kde se rakousko-uherské námořnictvo střetlo s italskou Regia Marina v bojích o Palagružu a v bitvě u Drače. Velká Británie navíc brzy po vypuknutí války přistoupila k dálkové námořní blokádě Německa a jeho spojenců. Odříznutí Německa od nepostradatelných vojenských i nevojenských dodávek se projevilo velmi efektivně. Británie blokádou porušila uznávané mezinárodní právo, dané několika mezinárodními dohodami v průběhu minulých dvou století. Aby zabránila vstupu jakékoli lodi do celého Atlantského oceánu, zaminovala Británie mezinárodní vody, čímž ohrozila i neutrální lodě. Německo 4. února prohlásilo vody okolo Britských ostrovů za válečnou zónu, ve které budou potápěny i všechny obchodní lodě. 7. května potopila německá ponorka U 20 parník RMS Lusitania mířící do Liverpoolu, přičemž zahynulo 1 201 osob včetně 128 Američanů. Protože na porušení mezinárodního práva Velkou Británií byla minimální odezva, Německo očekávalo stejně slabou odezvu na svou neomezenou ponorkovou válku. Tu ale na základě tvrdých diplomatických nót Američanů muselo odvolat a znovu k ní přistoupilo až začátkem roku 1917.

### 1916

#### Pokusy oprůlom na západě

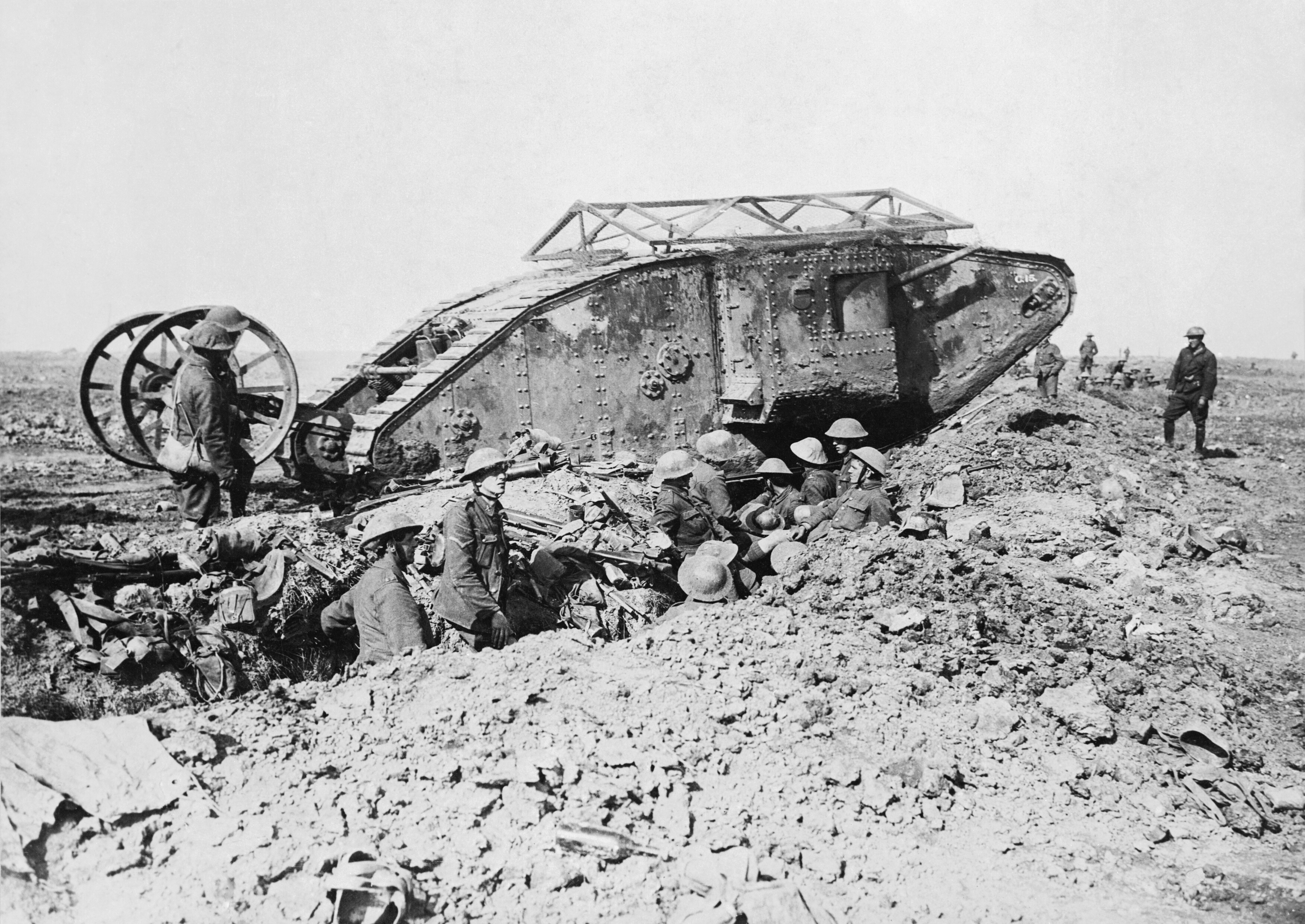
Britský tank Mark I (Male) během bitvy na Sommě

Země Dohody i německé hlavní velení pochopily, že rozhodnutí musí přinést západní fronta. Obě strany proto plánovaly na této frontě na rok 1916 velké ofenzívy. Erich von Falkenhayn připravil útok směřující proti francouzské pevnosti Verdun. Německé velení počítalo s tím, že Francouzi budou Verdun bránit z důvodů prestiže až do posledního muže. Falkenhayn zde chtěl francouzskou armádu nechat vykrvácet a otevřít si tak cestu na Paříž. Německá ofenzíva v tomto prostoru začala 21. února mohutným ostřelováním a z počátku se zdálo, že bude úspěšná. Němcům se rychle podařilo obsadit pevnost Douamont a těžké boje se sváděly i o pevnosti Vaux a Thiaumont. Francouzští obránci však pokračující útok ustáli a úporné opotřebovávací boje o Verdun nakonec rozhodnutí nepřinesly. Bitva u Verdunu trvající od února do prosince roku 1916 představuje nejdelší bitvu první světové války. Francouzi v ní ztratili 542 000 a Němci 434 000 vojáků. Ještě v průběhu bojů o Verdun podnikla Dohoda na západě velkou ofenzívu v oblasti Pikardie. Nový velitel britských sil Douglas Haig ve snaze o zmírnění německého tlaku na Verdun naplánoval útok na řece Sommě na počátek července. Anglofrancouzská letní ofenzíva vyústila v bitvu na Sommě, nejkrvavější bitvu války, v níž Britové 15. září poprvé nasadili do boje tanky. Britské ztráty se za necelých pět měsíců bojů vyšplhaly na 420 000 a francouzské na 195 000 mužů. Komplikované vyčíslení ztrát na německé straně se pohybuje od 465 000 až do 680 000 vojáků. Někteří autoři odhadují, že během bitvy dohromady na obou stranách zemřelo, bylo zraněno, padlo do zajetí nebo bylo prohlášeno za nezvěstné dokonce více než 1 300 000 mužů. Západní fronta se však prakticky nepohnula z místa. V srpnu nahradil Falkenhayna ve velení německé armády generál Hindenburg a francouzského vrchního velitele Joffreho v prosinci vystřídal generál Robert Nivelle.

#### Brusilovova ofenzíva arumunské tažení
Na východní frontě se na počátku roku 1916 připravovali na nový úder proti Ústředním mocnostem Rusové. Na jaře se pokusili o ofenzívu východně od Vilna a u Naračského jezera, avšak Němci tyto výpady dokázali odrazit. Mnohem úspěšnější byla letní ruská ofenzíva připravená novým velitelem jihozápadního frontu, generálem Alexejem Brusilovem. Útok, který Rusové zahájili 4. června na 450 km fronty, zcela zaskočil rakousko-uherskou armádu. Ruská vojska prolomila obranné linie Ústředních mocností mezi městy Luck a Černovcy a místy postoupila až o 100 km na západ. Velký úspěch zaznamenala ofenzíva hlavně na jihozápadě fronty, kde se Rusové probili do východní Haliče a zpět ke Karpatům a pod vedením generála Lešického obsadili prakticky celou Bukovinu. Brusilovovu ofenzívu se Ústředním mocnostem podařilo zastavit jen díky přesunu části sil ze západní a italské fronty, avšak do ruského zajetí padlo během června 350 000 vojáků.

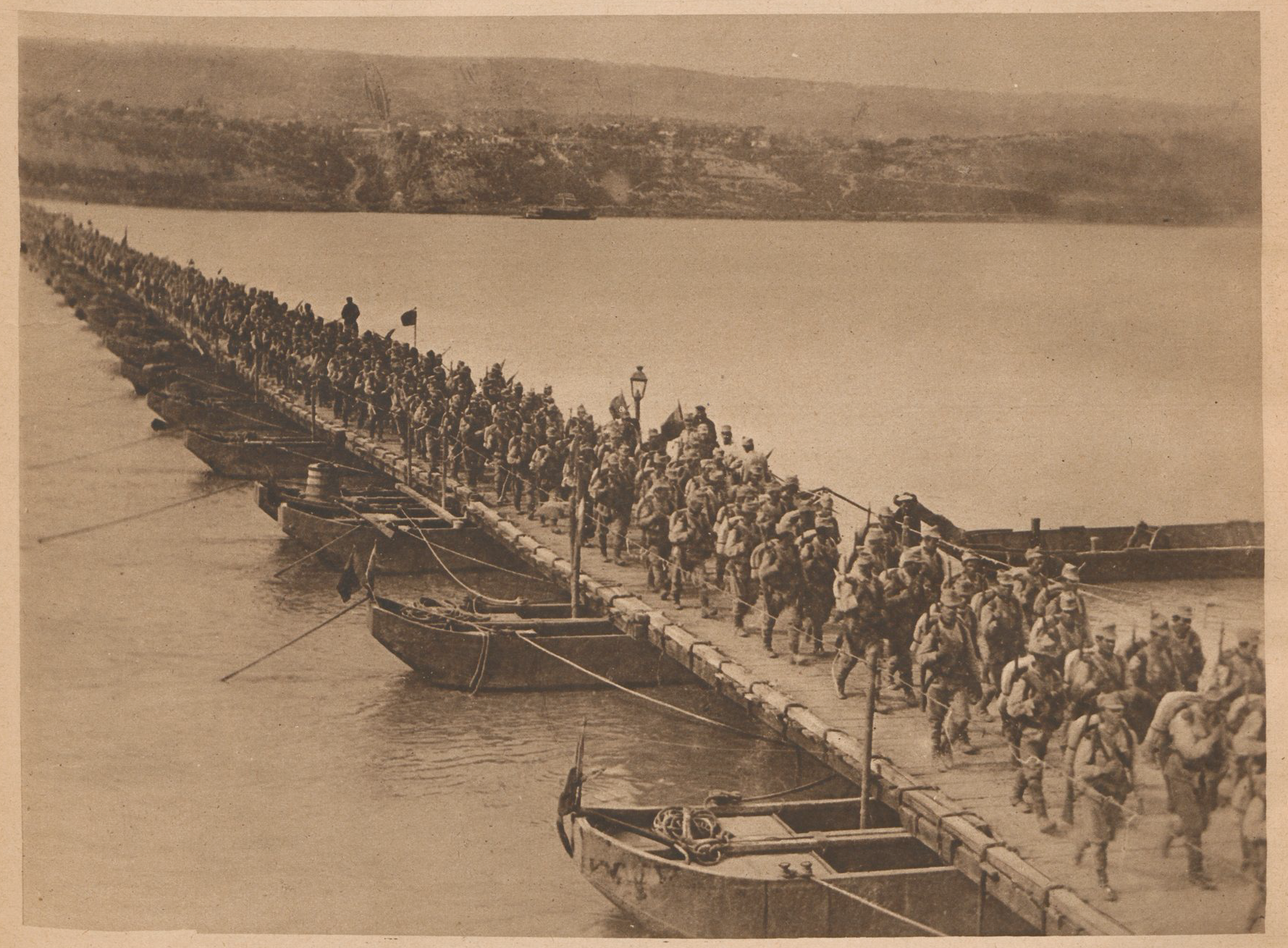
Rumunští vojáci překračující Dunaj, podzim roku 1916

Rumunsko povzbuzeno ruským postupem do Bukoviny vyhlásilo na základě Bukurešťské smlouvy 27. srpna válku Ústředním mocnostem, přičemž plánovalo zaútočit na Rakousko-Uhersko v prostoru Karpat. Vstup Rumunů do války však Brusilovově ofenzívě nepomohl, protože frontová linie se roztáhla do šířky a zpomalující ruský postup se pak zcela zastavil. Rumunská vojska zahájila útok na rakousko-uherské území v prostoru Karpat 27. srpna a podařilo se jim proniknout zhruba 80 km do uherského Sedmihradska. Ústřední mocnosti však měly v oblasti dostatek sil a záhy provedly zdrcující protiútok. Bulhaři s německou a osmanskou podporou postoupili 1. září do Dobrudži a 18. září podnikli v Karpatech protiútok také Rakušané podporovaní Němci. Když se pak 21. listopadu armáda Ústředních mocností přepravila u Svištova přes Dunaj, rumunská obrana se začala hroutit. Vojska Ústředních mocností obsadila většinu rumunského území, 6. prosince dobyla Bukurešť a zbývající rumunské síly se musely stáhnout do Moldávie.

#### Pokračující boje na Balkáně aitalské frontě

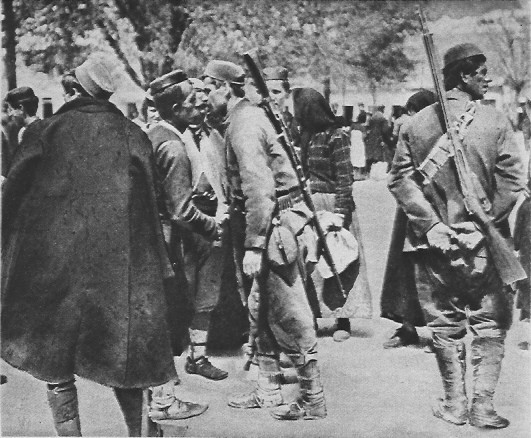
Černohorci bránící v roce 1916 pozice při pohoří Lovćen

Úspěšné tažení v Rumunsku však v Rakousko-Uhersku na podzim zastínily těžké politické rány. Předseda předlitavské vlády Karl von Stürgkh se 21. října stal obětí atentátu. O měsíc později, 21. listopadu pak navíc zemřel i starý císař František Josef I., který představoval největší oporu válkou oslabené monarchie. Na rakousko-uherský trůn po něm nastoupil jeho prasynovec Karel I., který se 2. prosince ujmul i vrchního velení armády monarchie. Vedle náporu Rusů na východní frontě museli Rakušané v roce 1916 navíc nadále čelit i těžkým bojům s italskou armádou. V květnu provedla rakouská vojska nečekaný útok v Tridentsku u Rovereta. Po příchodu italských posil a vyslání části rakouských oddílů na východ, kde bylo potřeba podpořit obranu fronty proti Brusilovově útoku, byla však tato rakouská ofenzíva v červenci zastavena. Boje mezitím pokračovaly i v údolí řeky Soči, kde se během roku uskutečnilo dalších pět bitev. V rámci šesté bitvy dobyli v srpnu útočící Italové město Gorizii, avšak přesto byl jejich postup vzhledem k obrovským ztrátám zanedbatelný. Rakušané v lednu dokončili obsazení Černé Hory a za ustupujícími zbytky srbské a černohorské armády postoupili do Albánie. Přes porážku Srbska, okupaci Černé Hory a severní Albánie však nedošlo k úplnému obsazení Balkánu silami Ústředních mocností. Italské jednotky se dokázaly udržet v jižní Albánii a v neutrálním Řecku, které se v létě roku 1916 přidalo na stranu Dohody, došlo k vytvoření soluňské fronty. Převážně statické boje zde probíhaly v hornaté oblasti při řeckých hranicích. Orientální armáda složená z francouzských, britských, srbských, italských a řeckých jednotek nedokázala až do konce války prolomit obranné linie bráněné především bulharskými silami.

#### Válka na Blízkém východě

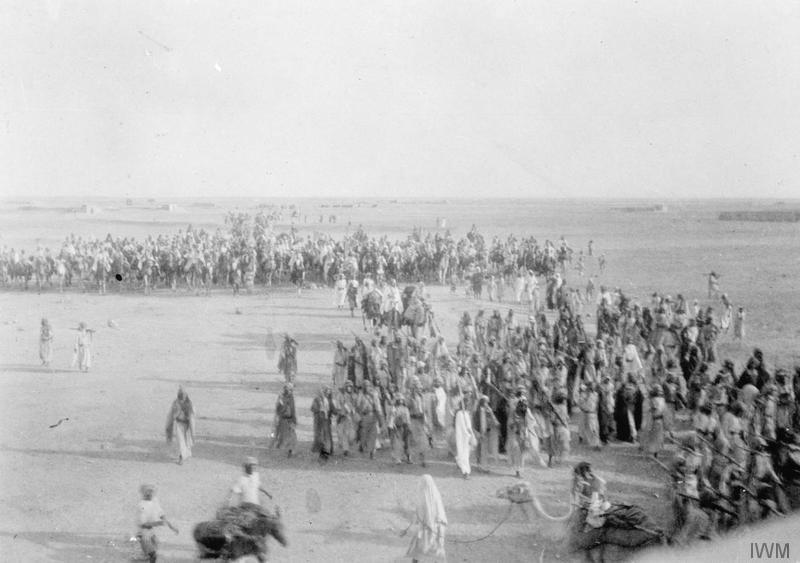
Vojáci emíra Fajsala postupující k přístavu Janbu, prosinec 1916

Na Blízkém východě zaznamenala na počátku roku 1916 několik úspěchů Osmanská říše, která musela nepřátelům rovněž čelit hned na několika frontách. Poslední jednotky ANZAC se v lednu stáhly z poloostrova Gallipoli a velký úspěch zaznamenali Osmané i v Mezopotámii, kde byly vyhladovělé britské síly obležené v Kútu donuceny 29. dubna 1916 kapitulovat. Na přelomu dubna a května pak navíc osmanská armáda zahájila další ofenzivu na Sinaj, kde pronikla až za Suezský průplav a začátkem září Osmané postoupili hlouběji za hranice Íránu. Odtud však byli do prosince ruskou armádou znovu vytlačeni. Také na kavkazské frontě museli Osmané čelit novému náporu Rusů, kteří s podporou Arménů postoupili do Východní Anatolie a obsadili města Erzurum, Bitlis a Erzincan. V polovině dubna se pak ruská armáda pod velením generála Nikolaje Judeniče probila až k jižním břehům Černého moře, kde dobyla přístav Trabzon. Přestože Rusové ještě v létě porazili Osmany v bitvě o Erzincan, frontová linie se ustálila a otřesená osmanská armáda ji dokázala udržet. Vedle ruského tlaku na kavkazské frontě se navíc turecká vláda musela od léta 1916 potýkat s povstáním Arabů podpořených Brity. Království Hidžáz s centrem v Mekce vyhlásilo samostatnost na Osmanské říši a do čela protitureckého Arabského povstání se postavil král Husajn ibn Alí al-Hášimí. Během povstání a přerušení Hidžázské železnice se proslavil britský důstojník a rádce prince Fajsala, Thomas Edward Lawrence, známý jako Lawrence z Arábie. Zároveň s vypuknutím Arabského povstání vyrazil na sinajské frontě do útoku Egyptský expediční sbor. Britské síly obsadily 20. prosince město Aríš a postupně vytlačily Osmany ze Sinajského poloostrova.

#### Válka na moři

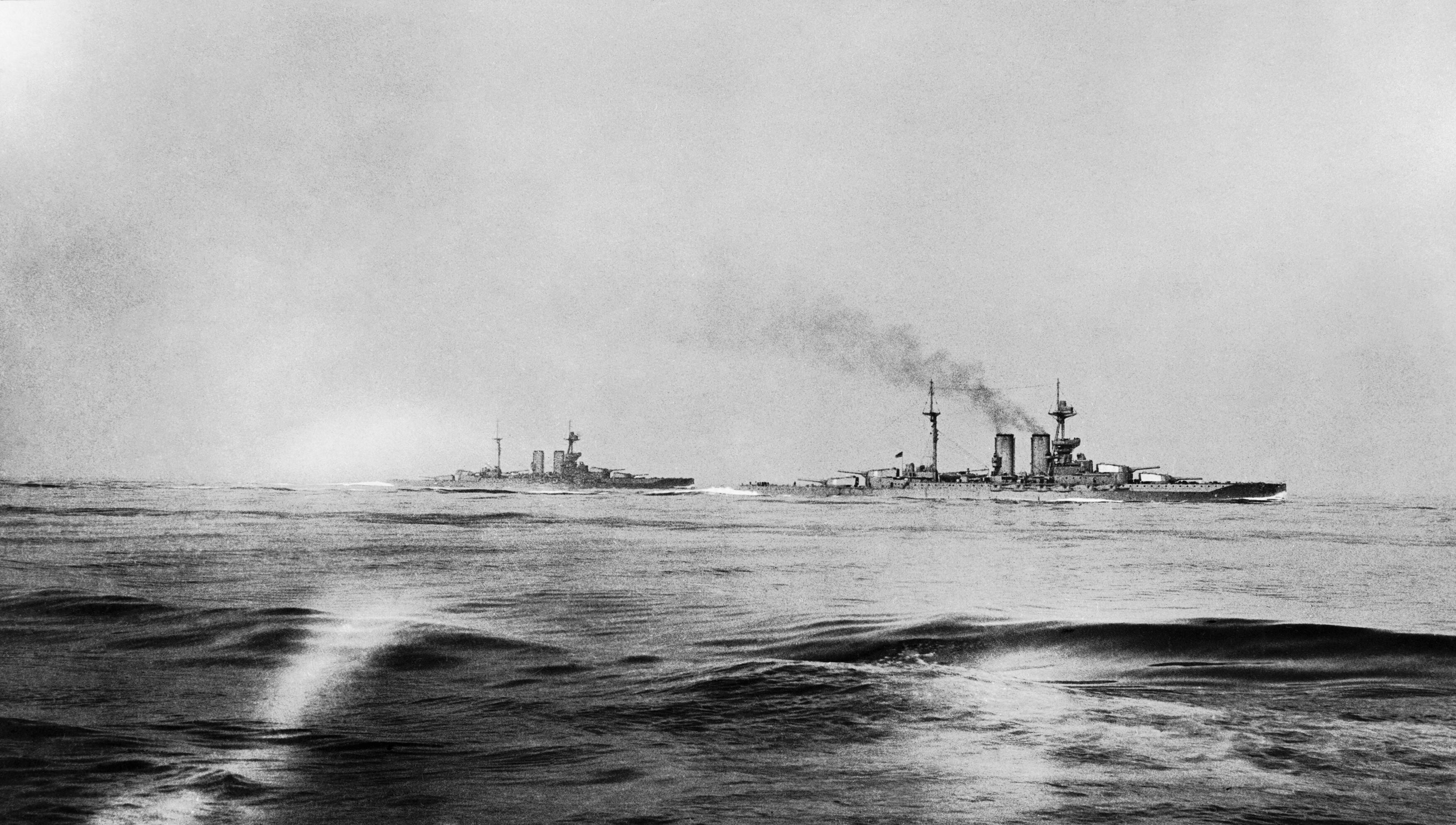
Bitevní lodě HMS Warspite a HMS Malaya během bitvy u Jutska

Námořní převaha Británie a jejích spojenců znamenala, že kromě ponorek Ústředních mocností byly Širokomořské loďstvo a rakousko-uherské námořnictvo nadále blokovány v přístavech v Severním, Baltském a Jaderském moři. K dlouho očekávané konfrontaci hlavních britských a německých námořních sil došlo na přelomu května a června 1916 u pobřeží Jutského poloostrova. Přestože Britové utrpěli ve střetu nazvaném bitva u Jutska vyšší ztráty, zůstalo jádro obou loďstev nedotčeno a poměr sil na moři se nezměnil. Početní převaha Royal Navy nadále umožňovala Britům pokračovat v účinné námořní blokádě německého loďstva, které se po šťastném vyváznutí u Jutska již do další konfrontace hlavních sil vstoupit neodvážilo. Pokračovala také omezená ponorková válka. Rakousko-uherská ponorka SM U 5 potopila 8. června nedaleko Valony italský pomocný křižník Principe Umberto, přičemž zemřelo přes 1700 osob.
K poslední větší námořní srážce Hochseeflotte s britskými křižníky došlo 17. listopadu 1917 u Helgolandské zátoky. Na mořích však i poté dominovalo britské loďstvo, což ještě podpořil vstup USA do války. Německá hladinová flota byla i nadále donucena k pasivitě. Navzdory vyčerpání se světový konflikt dál rozrůstal. V roce 1916 se do války nově zapojilo Portugalsko, kterému Německo oficiálně vyhlásilo válku 9. března. Portugalsko totiž na žádost Spojeného království v únoru internovalo 36 německým a rakousko-uherských lodí kotvících v portugalských přístavech. Itálie doposud válčící s Rakouskem navíc 28. srpna 1916 vyhlásila válku také Německu.

### 1917

#### Vstup USA do války

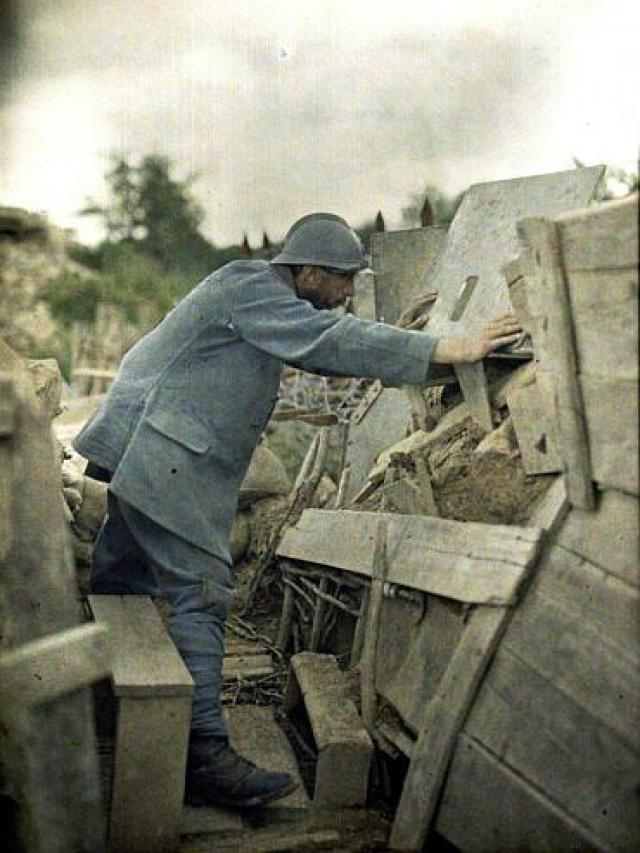
Pohlednice z pozice Haut-Rhin, Francie 1917

Začátkem roku 1917 byla vojska Ústředních mocností hluboko na nepřátelském území, avšak kvůli značnému roztažení svých armádních sborů na několika válečných jevištích již neměla síly na rozhodný útok. Zdlouhavá válka a rostoucí izolace navíc neposkytovaly Německu a jeho spojencům příznivé vyhlídky. Proto se německá vláda již v prosinci roku 1916 obrátila na některé dohodové státy s mírovým návrhem, avšak Dohoda tyto návrhy 30. prosince rozhodně odmítla. Vyjednávání o možnosti separátního míru pokračovalo i v roce 1917, nevedlo však k pozitivnímu výsledku. Německo v úsilí překonat námořní blokádu Dohody a ve snaze donutit Británii ke kapitulaci přistoupilo 31. ledna k neomezené ponorkové válce, což mimořádně zhoršilo nejenom vztahy s USA, ale také se státy Latinské Ameriky a s Čínou. V únoru navíc došlo k aféře po odhalení šifrované zprávy německého ministra zahraničí Arthura Zimmermanna, v níž německá strana nabízela Mexiku, že pokud vyhlásí Spojeným státům americkým válku, obdrží zpět bývalá mexická území v Arizoně, Novém Mexiku a Texasu. Německá strana předpokládala, že neomezená ponorková válka vyprovokuje Američany ke vstupu do války. Němci se proto snažili vtáhnout Mexiko do vojenského konfliktu s USA tak, aby se pozdrželo přímé zapojení amerických sil v Evropě a Německo získalo dost času na rozhodující úder na západní frontě. Po potopení osmi amerických lodí během února a března požádal americký prezident Woodrow Wilson na počátku dubna Kongres o podporu vyhlášení války Německu. USA pak válku Německému císařství vyhlásily 6. dubna. Tím se vytvořila velká materiální i lidská převaha na straně Dohody, která se však neprojevila ihned. Do Evropy byly vyslány expediční síly pod velením generála Johna Pershinga. První Američané se ve Francii vylodili 24. června, načež se zapojili do bojů na západní frontě. Do konce roku pak bylo v Evropě nasazeno 180 000 amerických vojáků. Spojené státy se během války s Německem a jeho spojenci nestaly členem Dohody, ale označovaly se jako „Přidružená velmoc“.

#### Vyčerpání na západní frontě

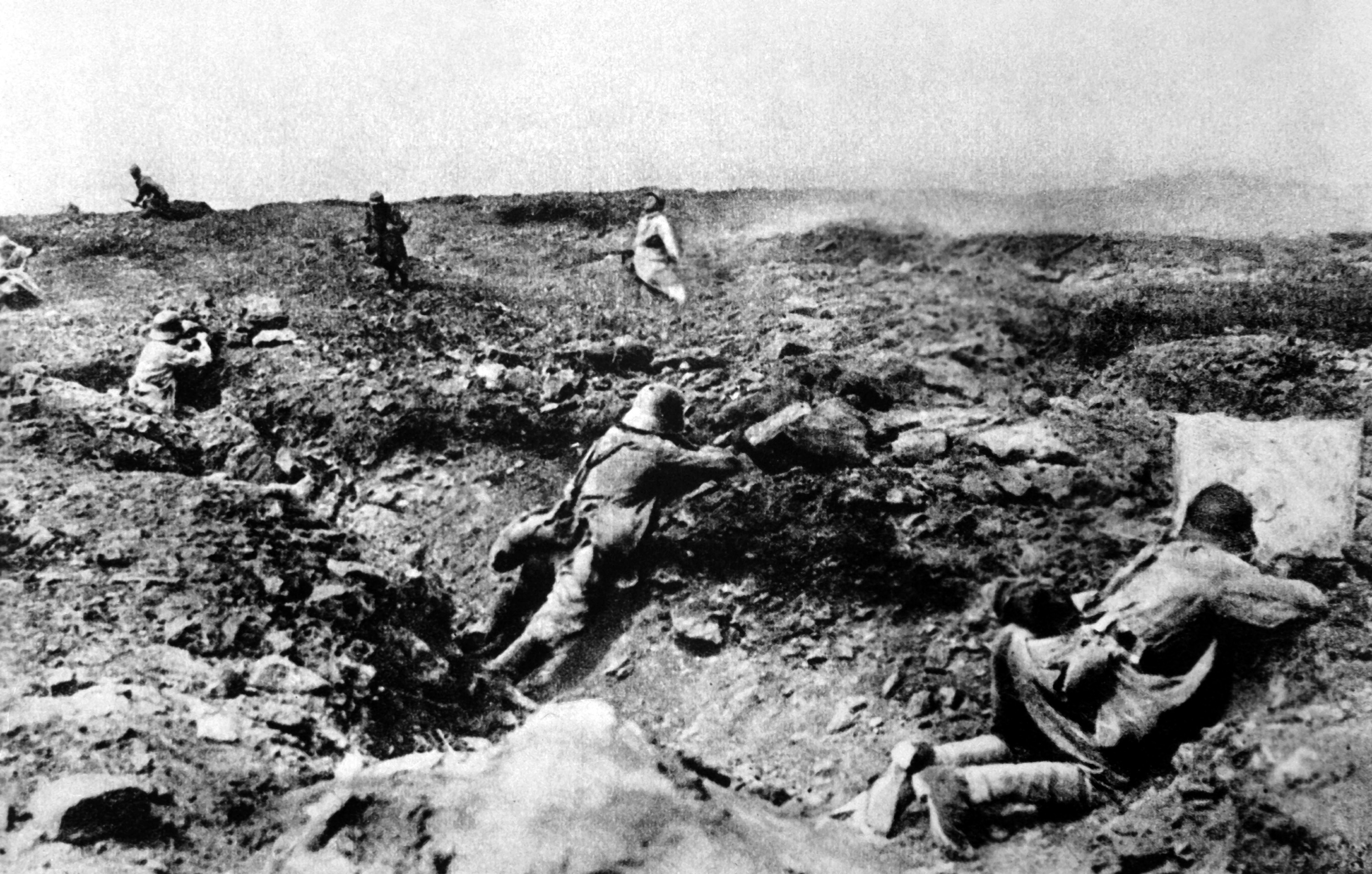
Francouzský útok na německé pozice, Champagne 1917

Obrovské ztráty v bitvách o Verdun a na Sommě značně vyčerpaly německou armádu a nové německé velení se proto rozhodlo soustředit se na západě v roce 1917 především na defenzívu. Na počátku roku Němci dokončili vybudování nového obranného postavení, tzv. Hindenburgovu linii, za kterou se v březnu začali z taktických důvodů stahovat. V průběhu jara nasadilo německé letectvo do akce bombardéry Gotha, které z belgických základen útočily na Britské ostrovy a soustředily se na bombardování Londýna. Spojenečtí velitelé povzbuzení německým ústupem a vstupem USA do války připravovali na západní frontě nové útoky. Dne 16. dubna zahájili Britové a Francouzi na 40 km při řece Aisně Nivellovu ofenzívu. V hlavním směru útoku u Soissonsu Francouzi poprvé nasadili tanky. I kvůli nedostatečné dělostřelecké podpoře se Němcům podařilo Francouze odrazit. Průměrně se francouzským silám podařilo postoupit jen zhruba o 500 metrů. Francouzi přitom do počátku května ztratili 187 tisíc mužů, němečtí obránci přišli o 167 tisíc padlých a raněných. Dohoda se tak během bitvy na Aisně nedočkala očekávaného průlomu a ohromné ztráty předznamenaly dezerce a první velké vzpoury, které vypukly především v řadách vyčerpaných a demoralizovaných francouzských vojáků. Francouzi zareagovali odvoláním Nivella, kterého v květnu ve funkci vrchního velitele nahradil generál Philippe Pétain. Před válečný soud bylo postaveno 3 335 vojáků, avšak situaci ve francouzské armádě uklidnila teprve změna taktiky a zlepšení podmínek na frontě.

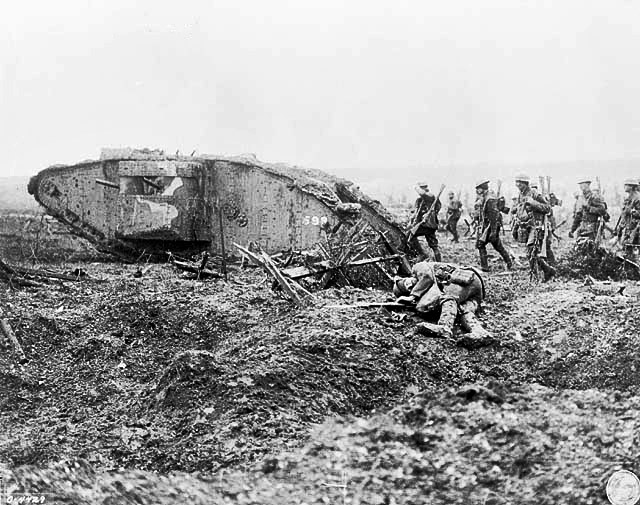
Kanadští vojáci za tankem Mark I (Female) během bitvy o hřeben Vimy

Prorazit se spojencům na západní frontě nepodařilo ani v dalších bitvách. V dubnu a květnu selhal britský pokus v bitvě u Arrasu, přičemž vysoké ztráty na životech britských letců vešly do povědomí jako tzv. „Krvavý duben“. Další útok Dohody u Yper známý též jako bitva u Passchendale trvající od července do listopadu stál Brity 310 000 mrtvých, raněných a zajatých vojáků. Jakýkoliv postup zde zastavil nepřekonatelný bažinatý terén. Němci v bitvě ztratili 260 000 a Francouzi 85 000 mužů. V bitvě u Cambrai, do které se zapojili i američtí vojáci, zaznamenaly výraznější úspěch britské tanky podporované pěchotou. Přesto Dohoda nedokázala v roce 1917 zlomit na západě houževnatý německý odpor a rozhodnout se mělo teprve v následujícím roce.

#### Revoluce vRusku

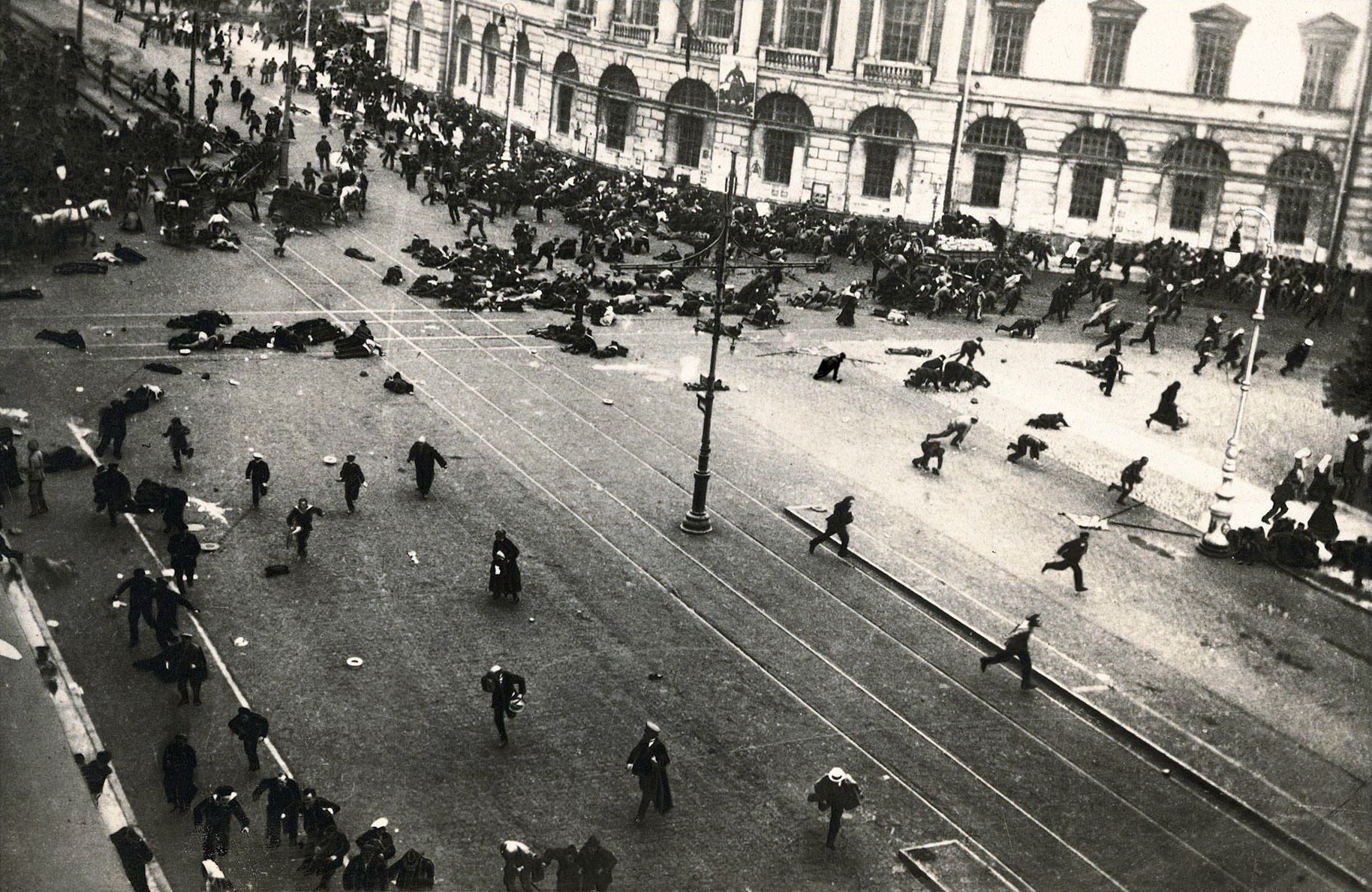
Střelba do demonstrantů na Něvském prospektu v Petrohradu během Červencové krize, 4. červenec 1917

V bojujících zemích se stále silněji projevovaly příznaky vyčerpanosti. Inflace a hroutící se ekonomika nejsilněji zasáhly Rusko, kde se situace během tvrdé zimy na počátku roku 1917 stala kritickou. Nedostatečné zásobování měst potravinami a palivem vedlo k obrovským protestům a demonstracím proti carskému režimu. V Petrohradu se 8. března (podle v Rusku tehdy používaného juliánského kalendáře 23. února) pochod k uctění Mezinárodního dne žen proměnil v masové demonstrace a následujícího dne v ulicích protestovalo na 200 000 dělníků. Na stranu protestujících se v hlavním městě přidala i armáda a během únorové revoluce padl carský režim, když car Mikuláš II. abdikoval a trůn odmítl i jeho bratr Michail Alexandrovič Romanov. V Rusku následně došlo ke vzniku dvojvládí prozatímní vlády Georgije Lvova a Petrohradského sovětu. Rusové přesto dál pokračovali ve válce s Ústředními mocnostmi a v létě podnikli tzv. Kerenského ofenzívu. Hlavní útok směřující na Lvov se připraveným Němcům podařilo odrazit a ruská armáda částečně postoupila pouze proti rakousko-uherskému úseku fronty, načež 12. července obsadila Halyč. Následoval úspěšný německý protiútok, během kterého Rusové ztratili Tarnopol a Černovcy. Prozatímní vláda, v jejímž čele stál od července bývalý ministr války Alexandr Kerenskij, ztrácela během pokračující války podporu dělníků i stále častěji dezertujících vojáků. Na počátku září dobyli Němci Rigu a 14. září byla vyhlášena Ruská republika.
Tato tzv. únorová revoluce v Rusku zaktivizovala i národně-osvobozenecké boje Čechů a Slováků. Začátkem roku 1917 nový ministr zahraničních věcí Rakousko-Uherska Otakar Černín pochopil, že totálně vyčerpaná říše je na pokraji zhroucení, a proto musí uzavřít separátní mír. Pokusy o uzavření míru s Dohodou bez Německa skončily bez úspěchu, jednak pro odpor Itálie, která požadovala část rakousko-uherského území, a jednak pro odpor jednotlivých národů žijících v monarchii a požadujících u dohodových států odtržení nebo zánik Rakousko-Uherska. Jednání císaře Karla se zástupci Dohody byla odhalena během tzv. Sixtovy aféry. Československý odboj přešel v roce 1917 do další fáze. Vznikala česko-slovenská zahraniční vojska, tzv. Československé legie, nejprve v Rusku, v prosinci 1917 potom ve Francii (včetně dobrovolníků z Ameriky) a v dubnu 1918 také v Itálii. Legionáři bojovali po boku Dohody s cílem „zasloužit“ Čechům a Slovákům vznik samostatného státu. Československé legie se vyznamenaly hlavně v červenci 1917 u ukrajinské vesnice Zborov, kde porazily rakousko-uherské jednotky. Po tomto úspěchu vzrostl počet československých legionářů a autorita československého odboje. Dne 7. listopadu 1917 proběhla v Petrohradu říjnová revoluce, během níž se v chaotické situaci dostali k moci bolševici. Nová bolševická vláda v čele s Vladimirem Iljičem Leninem se jedním ze svých prvních dekretů – Dekretem o míru – obrátila na všechny bojující strany s výzvou uzavřít demokratický mír bez anexí a placení válečných náhrad. Ústřední mocnosti obdržely 26. listopadu žádost o příměří a jednání o něm byla mezi oběma stranami zahájena v Brestu. K uzavření příměří došlo 15. prosince, načež se začalo jednat o mírové smlouvě. V Rusku však došlo k rozpoutání nového krvavého konfliktu mezi bolševiky a jejich odpůrci, kteří se střetli v několik let trvající občanské válce. Východní fronta první světové války po říjnové revoluci prakticky přestala existovat a německé velení tak mohlo z východu odvelet 80 uvolněných divizí.

#### Průlom na italské frontě

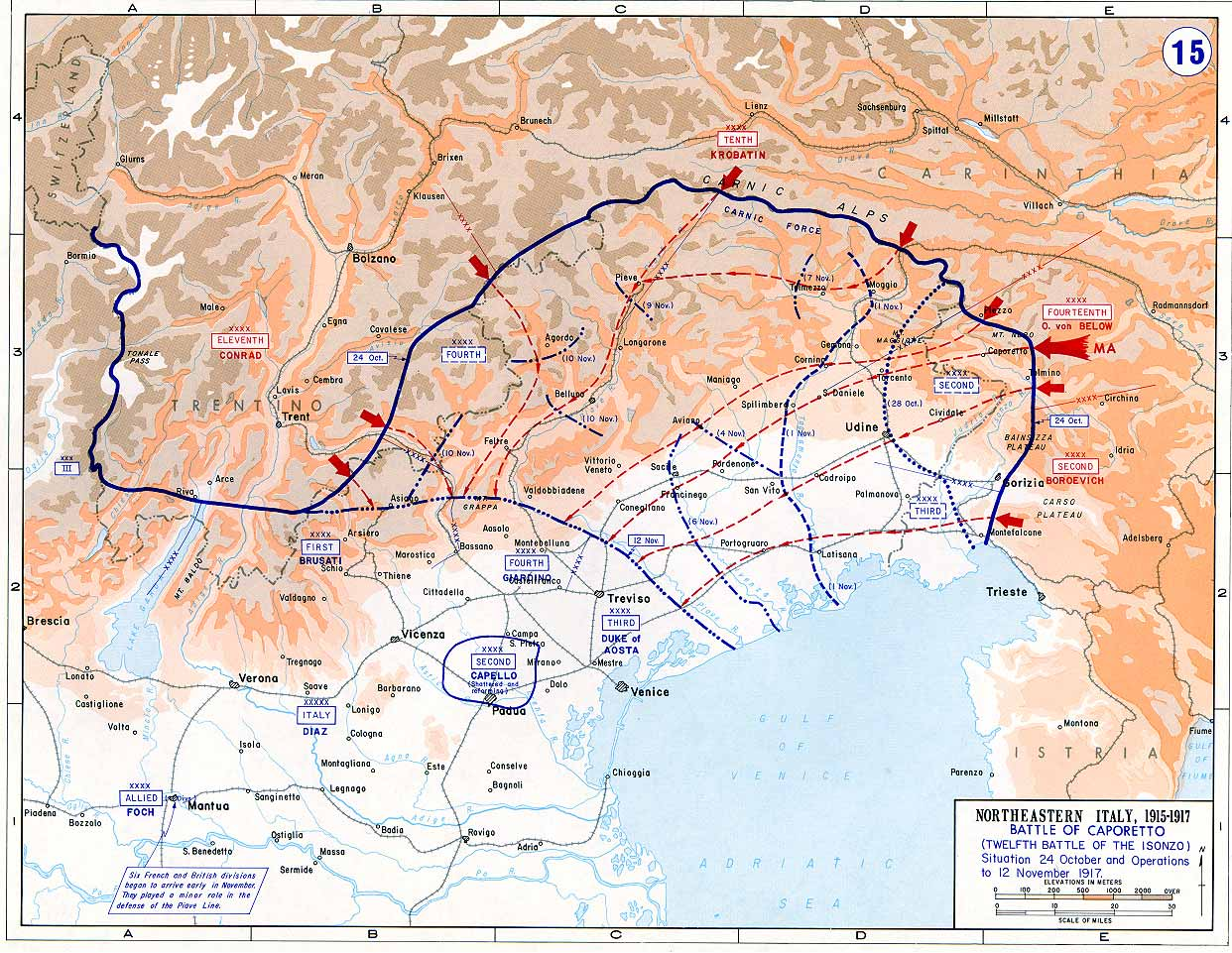
Posun italské fronty k řece Piavě po průlomu u Caporetta, říjen a listopad 1917

Na italské frontě došlo v průběhu roku 1917 k dalším dvěma neúspěšným italským pokusům o průlom na plošině Kras při řece Soče a Italové se v létě pokusili prorazit skrz rakouskou obranu také v Tridentsku. Vrchního rakousko-uherského velitele von Hötzendorfa nahradil 1. března generál Arthur Arz von Straußenburg. V desáté bitvě na Soči trvající od května do června utrpěli Italové obrovské ztráty, avšak přesto znovu nezaznamenali významnější postup. V srpnu až září během jedenácté bitvy na Soči se útočící italské armádě podařilo prolomit obranné pozice Rakušanů a obsadit část planiny Bainsizza, avšak zaplatila za to 155 000 padlými a raněnými. Vyčerpání vlastních jednotek i italský tlak však přiměly rakousko-uherské velení požádat Němce o přímou vojenskou podporu. Příjezd německých a rakousko-uherských posil z východu pak vyústil v naplánování ofenzívy Ústředních mocností usilujících o vyřazení Itálie z války. Neočekávaný útok začal 24. října čtyřhodinovou dělostřeleckou přípravou, kdy bylo na nepřipravené italské pozice vypáleno velké množství plynových granátů. Spojené německé a rakousko-uherské síly následně prorazily italskou obranou a zaskočení Italové museli opustit nejenom pozice v horách, ale byli donuceni ustoupit i z Gorizie, Cividale a Udine a stáhnout se za řeku Tagliamento. Po katastrofální porážce v bitvě u Caporetta se italská fronta podařila stabilizovat teprve po ústupu za řeku Piavu a Ústřední mocnosti tak dobyly i severoitalská města Belluno, Feltre a Asiago. Italská armáda přišla o 10 000 padlých, 30 000 raněných a do zajetí navíc padlo na 275 000 italských vojáků. V prvních fázích bitvy na Piavě se Rakušané neúspěšně pokoušeli o překročení řeky a konečnou porážku Itálie. Italové s podporou svých spojenců však Piavu ubránili.

#### Statické boje na soluňské frontě

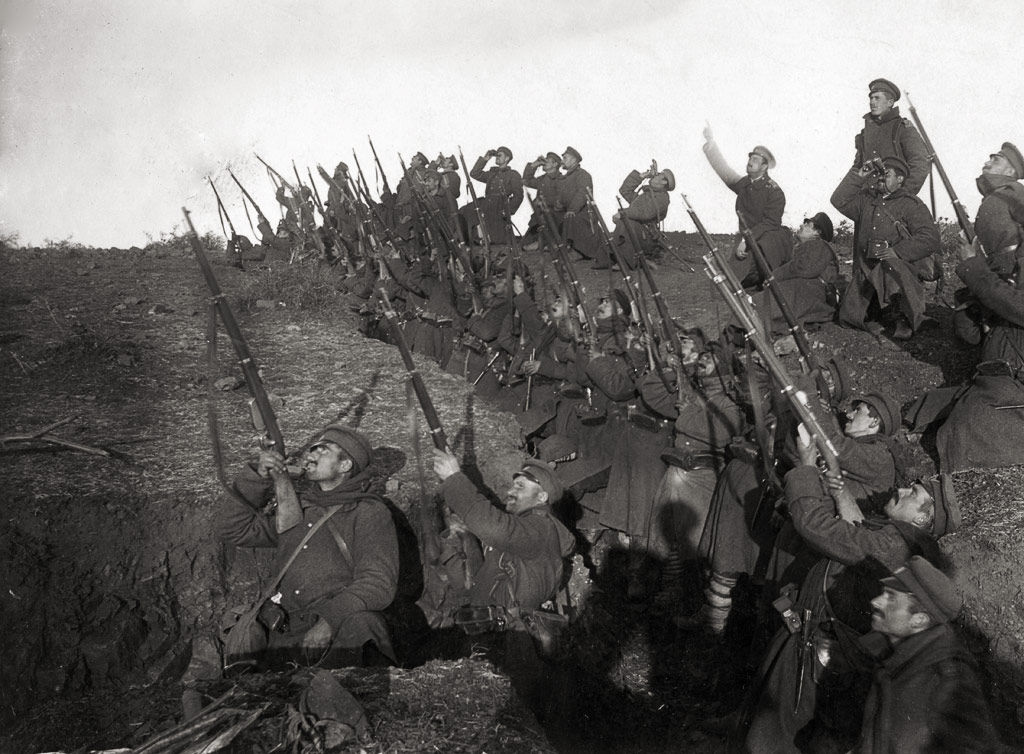
Bulharští vojáci ostřelující nepřátelské letadlo

Boje pokračovaly v tomto roce také na Balkáně. Na soluňské frontě podnikla Dohoda v květnu novou ofenzívu v Makedonii. V okolí řeky Vardar zaútočili na bulharské pozice Srbové a Francouzi, přičemž britské síly jejich útok podporovaly v okolí Dojranského jezera. Prolomit pozice Ústředních mocností se však nepodařilo a ztráty Dohody se během těchto útoků vyšplhaly na 14 000 vojáků, což podlomilo autoritu velitele Sarraila, který byl na konci roku odvolán a nahrazen generálem Guillaumatem. Když 12. června abdikoval řecký král Konstantin I. prosazující do té doby neutralitu Řeckého království, získal premiér Eleftherios Venizelos podporu pro vyhlášení války Ústředním mocnostem. Řecko pak na straně Dohody vstoupilo do světového konfliktu 30. června, načež se řecké síly připojily ke spojeným dohodovým jednotkám bojujícím na soluňské frontě. V Bulhary okupované části Srbska v okolí města Prokuplje vypuklo v únoru Toplické povstání. Srbští povstalci vedení Kostou Vojinovićem byli do 25. března poraženi. Šlo o jediné ozbrojené povstání, které se na území okupovaném Ústředními mocnostmi během celé války uskutečnilo.

#### Britské úspěchy vMezopotámii aPalestině

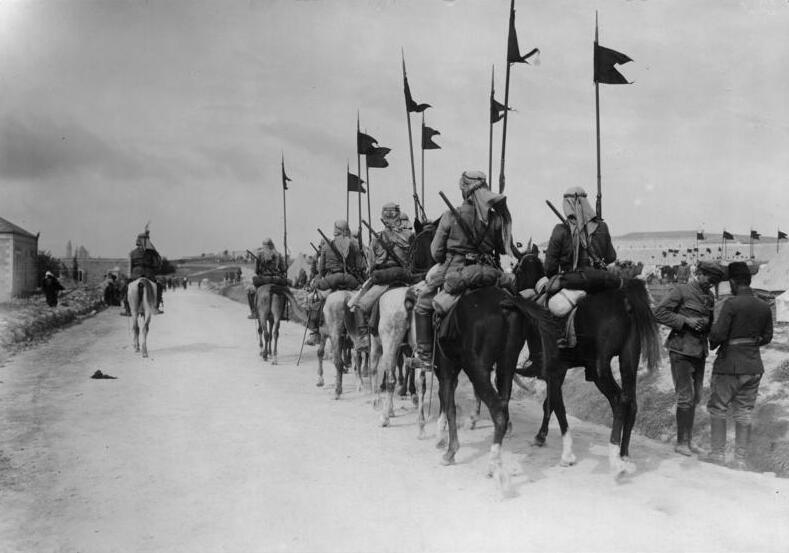
Osmanské jízdní jednotky jižně od Jeruzaléma, duben 1917

Slábnoucí Osmanská říše byla v roce 1917 pod britským tlakem především v Mezopotámii a Palestině. V Mezopotámii se Britové, kterým velel generálporučík Stanley Maude, znovu vypravili proti proudu řeky Tigris směrem na Bagdád. I díky dělovým člunům a říčním parníkům donutili špatně vyzbrojené turecké oddíly k ústupu a 25. února se po vítězství ve druhé bitvě o Kút Britům podařilo toto strategické město obsadit. Poražení Turci ustupovali dál k Bagdádu, který do britských rukou padl bez boje 11. března. V dubnu obsadili Britové také město Samarra a na podzim dobyli Ramádí a Tikrít. Problémy se zásobování a náročné podmínky však další akce v Mezopotámii omezovaly a sám generál Maude podlehl na konci roku choleře. Boje nadále probíhaly i při hranicích neutrální Persie, jejíž jižní část během války obsadili Britové.
Arabští povstalci vedení princem Fajsalem mezitím v lednu dobyli přístav Al Wajh a v létě také strategické přístavní město Akaba. Britská iniciativa se v průběhu roku 1917 přesunula především na sinajsko-palestinskou frontu, kde se Britové pod velením generála Archibalda Murrayho po obsazení Sinajského poloostrova připravovali na tažení do Palestiny. V březnu a dubnu se ještě Osmanům podařilo pokusy Britů o obsazení Gazy dvakrát odrazit a britské ztráty během druhé bitvy o Gazu dosáhly 6 000 mužů. Nový velitel Egyptského expedičního sboru, Edmund Allenby však následně získal posily a na přelomu října a listopadu se Britům podařilo překonat osmanskou obranu a zmocnit se měst Gaza a Beer Ševa, čímž si otevřeli cestu k postupu na Jeruzalém. Přes turecké protiútoky a zimní deště postoupily Allenbyho síly až na předměstí Jeruzaléma, na které zaútočily v noci ze 7. na 8. prosince. Turci se z města stáhli a 9. prosince pak Britové Jeruzalém obsadili. Chaotická situace zavládla po únorové a říjnové revoluci na kavkazské frontě, kde docházelo k rozkladu ruské armády a Rusové v průběhu roku 1917 vyklízeli dříve dobyté pozice ve východní Anatolii. Ačkoliv část bývalých pozic převzali po ustupujících ruských silách Arméni, předznamenal rozklad Ruského impéria nový osmanský postup směrem na Zakavkazsko.

### 1918

#### Rozklad Ruska avýchodní fronty

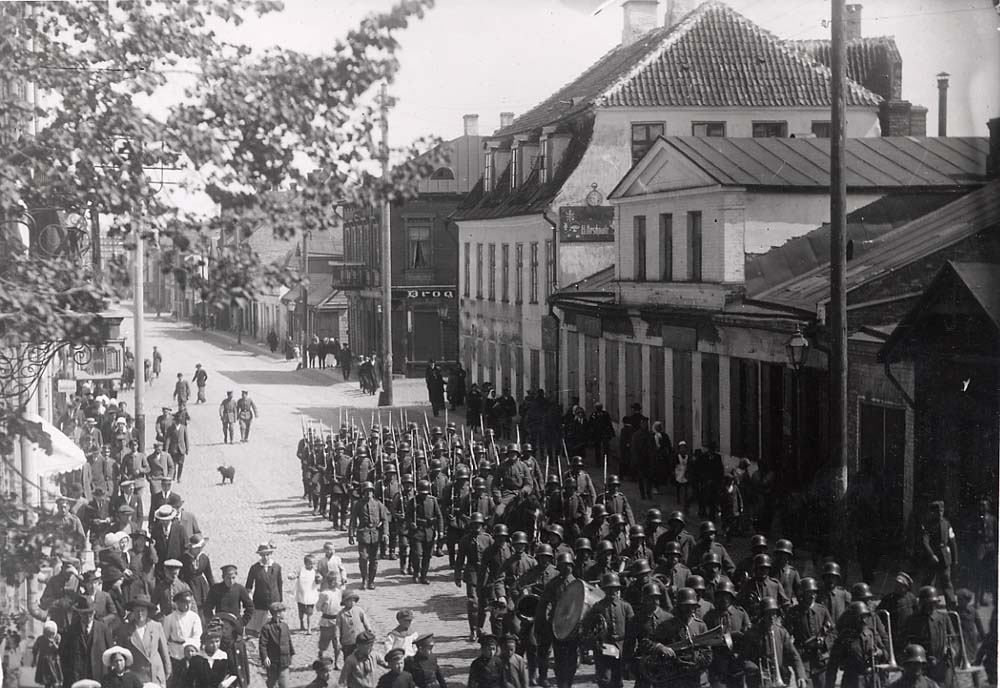
Němečtí vojáci pochodující v estonském městě Tartu, únor 1918

V Rusku se nepřehledná situace od počátku roku 1918 nadále komplikovala, neboť proti oslabené centrální vládě se začaly kromě antibolševických sil bouřit i neruské národy žádající samostatnost. Od Ruska se ještě v prosinci 1917 odtrhlo Finsko, které se následně propadlo do bojů vlastní občanské války mezi Rudými podporovanými ruskými bolševiky a Bílými na jejichž stranu se postavili Němci. V baltských zemích došlo v únoru k vyhlášení samostatnosti Litevského království, přičemž o vlastní stát usilovali také Lotyši, Estonci a Baltští Němci. Vedle samostatného Polského království podpořilo Německo 9. ledna i nezávislost Ukrajinského státu, s nímž 9. února v Brestu podepsalo mírovou smlouvu. Se snahami vybojovat svému národu nezávislost na hroutícím se Rusku však vystoupili také Bělorusové, Moldavané, donští kozáci, Gruzíni, Arméni nebo Ázerbájdžánci.
Probíhající jednání o podobě mírové smlouvy mezi Německem a bolševickým Ruskem, která se odehrávala od prosince v běloruském Brestu, se ruská delegace snažila protahovat očekávajíc brzké vypuknutí revoluce mezi německými dělníky. Němci se však mezitím dohodli na míru s ukrajinskými představiteli a po vypršení svého ultimáta podnikli operaci Faustschlag, během níž obnovili útok proti chabě bráněným příhraničním oblastem evropského Ruska. Do počátku března pak vojska Ústředních mocností obsadila celé tehdejší Pobaltí, Bělorusko, Ukrajinu a také poloostrov Krym. V Brestlitevské smlouvě, kterou podepsaly Německé císařství a bolševické Rusko dne 3. března 1918, byl mezi oběma zeměmi uzavřen mír. Zároveň Rusko akceptovalo ztrátu předválečných území v západních oblastech bývalého impéria obývaných neruskými národy o celkové rozloze 330 000 km2. Poté byla 7. května uzavřena mírová smlouva i mezi Ústředními mocnostmi a Rumunskem. Bukurešťskou mírovou smlouvu však odmítl podepsat rumunský král Ferdinand I. Východní fronta první světové války tím na počátku roku 1918 pro Německo definitivně přestala existovat a německé velení mohlo přikročit k realizaci zamýšleného rozhodujícího útoku na západní frontě. Část vojenských sil Rakouska-Uherska mohla být navíc přesunuta i na italskou frontu.

#### Porážky Osmanské říše

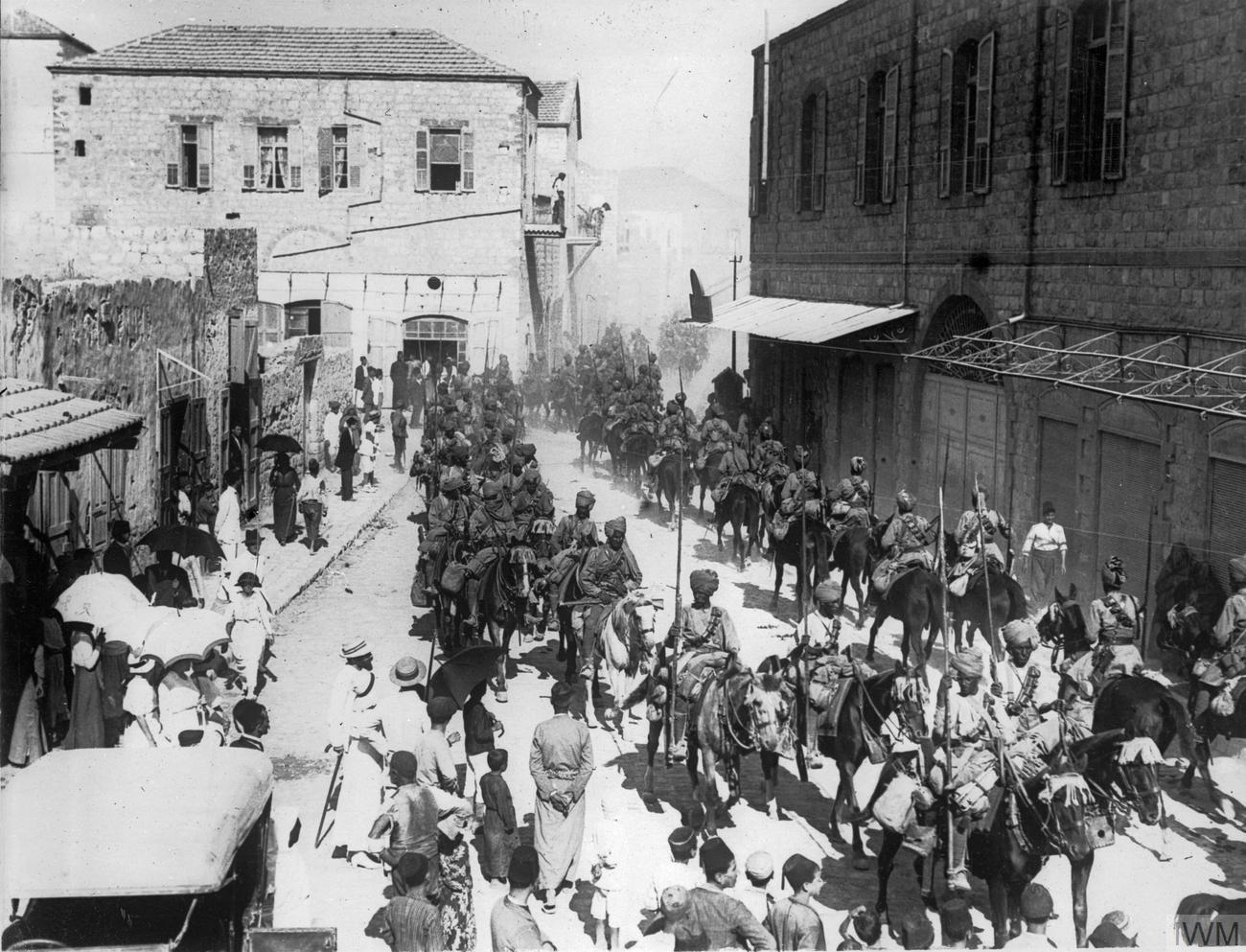
Indičtí vojáci v Haifě

Ruské odstoupení z války pomohlo také slábnoucí Osmanské říši, která se mohla více soustředit na postupující vojska Britského impéria v Palestině a Mezopotámii. Osmanská armáda byla již do značné míry vyčerpaná a její velká část byla stále vázána také na Kavkaze, kde po rozkladu Ruského impéria došlo ke zhroucení kavkazské fronty. O tuto strategickou oblast umožňující přístup ke zdrojům ropy a zakaspické bavlny však projevovali zájem kromě Turků a samotných kavkazských národů usilujících o suverenitu také Němci a Britové, kteří sem ve snaze o ovládnutí tohoto prostoru rovněž vyslali své oddíly. Vakuum po rozkladu ruské armády chtěli Britové zacelit také na perské frontě, kde se snažili zabránit Turkům v proniknutí do Střední Asie. Po rozkladu carské armády se pod osmanským tlakem se zhroutila Zakavkazská demokratická federativní republika a oddílům Envera Paši se podařilo odrazit Brity a obsadit Baku. Na další ofenzívu v Zakavkazsku se však již armáda Osmanské říše nezmohla. Fronta se v roce 1918 stabilizovala také v Mezopotámii, odkud Britové odveleli část sil do Palestiny. Generál Lionel Dunsterville byl navíc z Bagdádu v lednu v čele speciální jednotky o síle 350 mužů vyslán na sever. Cílem Dunstervillea bylo obsadit ropná pole v okolí Baku. Na jaře se tak hlavní britské síly na Středním východě soustředily v Palestině, přičemž cílem Egyptského expedičního sboru posíleného o čerstvé indické jízdní jednotky bylo vytlačit Turky ze Sýrie. I s pomocí arabských spojenců porazila britská armáda pod velením generála Allenbyho v září 1918 osmanské oddíly v bitvě u Megida, načež Britové obsadili Nazaret, Haifu a překročili řeku Jordán. Po porážce u Megida se osmanská obrana na syrsko-palestinské frontě zhroutila a v říjnu pak Britové a Arabové obsadili také města Damašek a Aleppo a Francouzi, kteří se vylodili v Libanonu, dobyli přístav Bejrút.

#### Anabáze československých legií

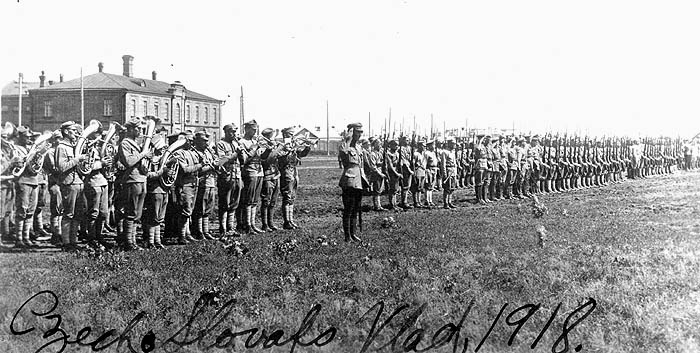
Československé legie v Rusku

Negativní následky měl brestlitevský mír pro československý odboj, protože zvýšil šance, že nakonec Rakousko-Uhersko a Německo válku vyhrají. Československé vojsko se z občanskou válkou zmítaného Ruska začalo přesouvat po železnici na východ, přičemž se plánovalo následné nasazení českých a slovenských vojáků na západní frontě. V březnu 1918 porazili českoslovenští legionáři Němce v bitvě u Bachmače a donutili je uzavřít příměří zaručující československým plukům volný průjezd na Transsibiřskou magistrálu, kterou začátkem léta 1918 československé vojsko téměř celou obsadilo a dobylo všechna velká města na Sibiři. Za to si vysloužilo uznání dohodových mocností, a jednotlivé dohodové země začaly postupně v průběhu roku 1918 uznávat Československou národní radu a jejího předsedu T. G. Masaryka. Odtud byl již jen krůček ke vzniku Československa. Cara Mikuláše II. a jeho rodinu se ale československým legiím ze zajetí již zachránit nepodařilo. Dne 17. července 1918, necelý týden před příchodem legií do Jekatěrinburgu, byla na přímý příkaz bolševického vedení celá rodina bývalého cara vyvražděna. Následoval přesun legií po magistrále do přístavního města Vladivostok a postupné odplouvání kolem světa zpět do Evropy.

#### Čtrnáct bodů prezidenta Wilsona

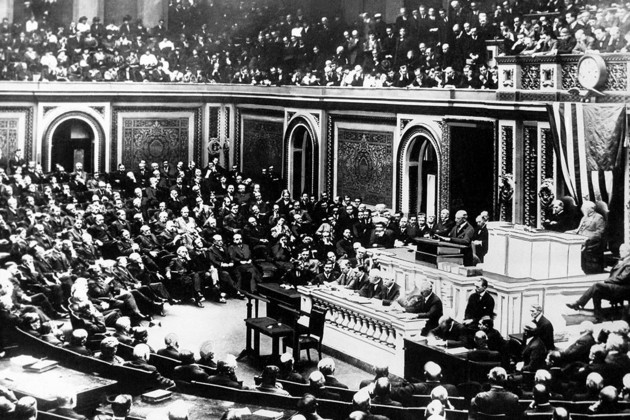
Kongres USA během projevu prezidenta Wilsona, 8. ledna 1918

Ke státům Dohody, stále hlasitěji podporujícím snahy středoevropských národů o sebeurčení, se přidaly rovněž Spojené státy americké. Americký prezident Wilson pronesl v Kongresu 8. ledna 1918 projev, během nějž prezentoval svůj čtrnáctibodový mírový program. Základní principy poválečného uspořádání světa měly přitom být postaveny právě na principu sebeurčení národů, na volném obchodu a nově ustanovené mezinárodní organizaci zajišťující s pomocí otevřené diplomacie kolektivní bezpečnost. Americké jednotky se mezitím ve stále větších počtech přesouvaly do Evropy, kde pomáhaly doplňovat síly států Dohody. Do března roku 1918 dorazilo do Francie 318 000 amerických vojáků a do konce léta se jejich počet zvýšil na 1 300 000. Na konci války měly pak Spojené státy k dispozici téměř čtyři miliony vyzbrojených mužů. Na západní frontě se před jejich příchodem začalo naplno projevovat celkové vyčerpání obou válčících stran. Kvůli vysokým ztrátám v nekončících pozičních bojích již Britové, Francouzi a ani Němci nebyli schopni pokračovat v dlouhodobé válce a připravovat nové útoky znamenající vždy obrovské ztráty.

#### Poslední ofenzívy Ústředních mocností aprotiútok Dohody

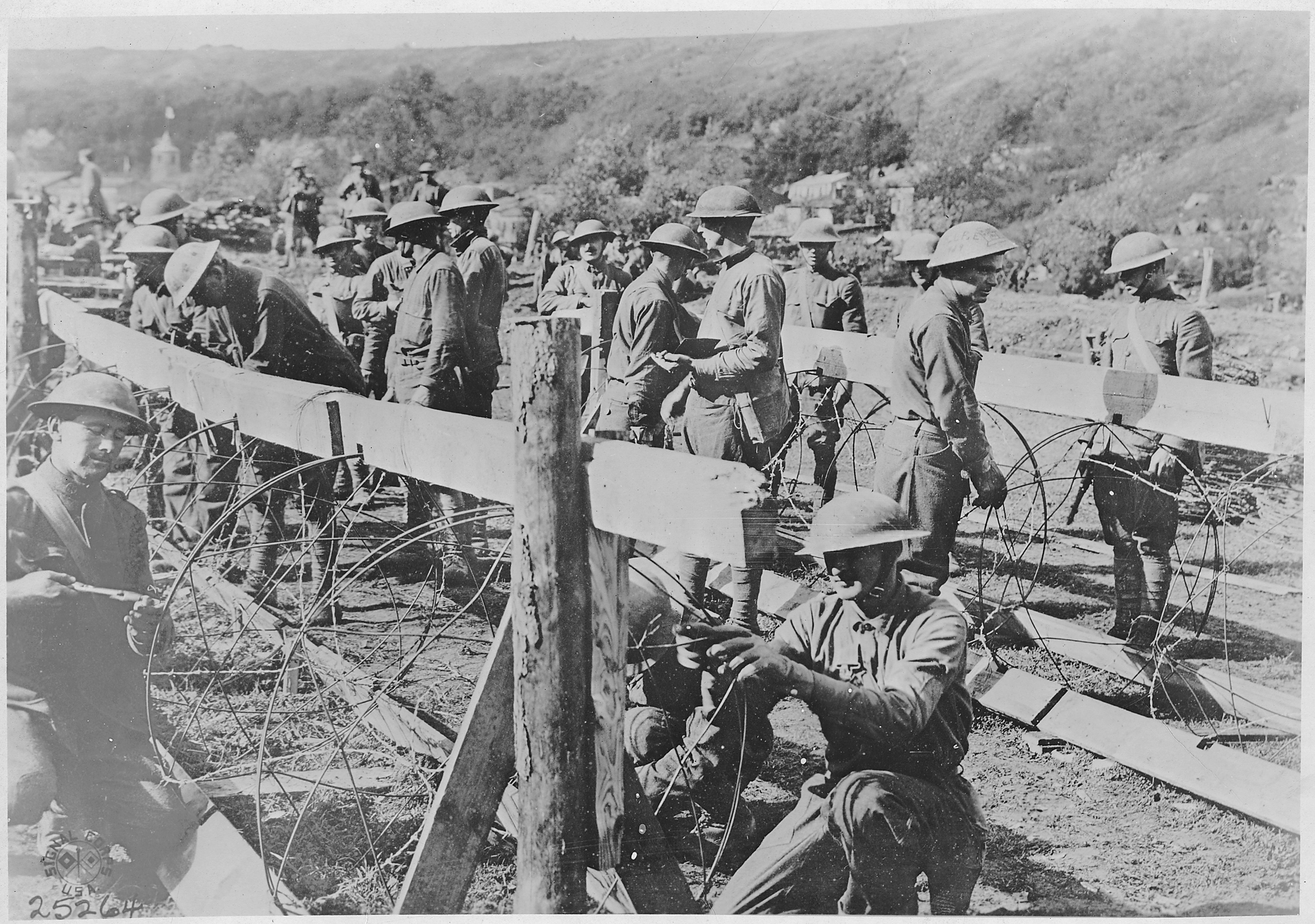
Američtí ženisté se vrací z bitvy o St. Mihiel, září 1918

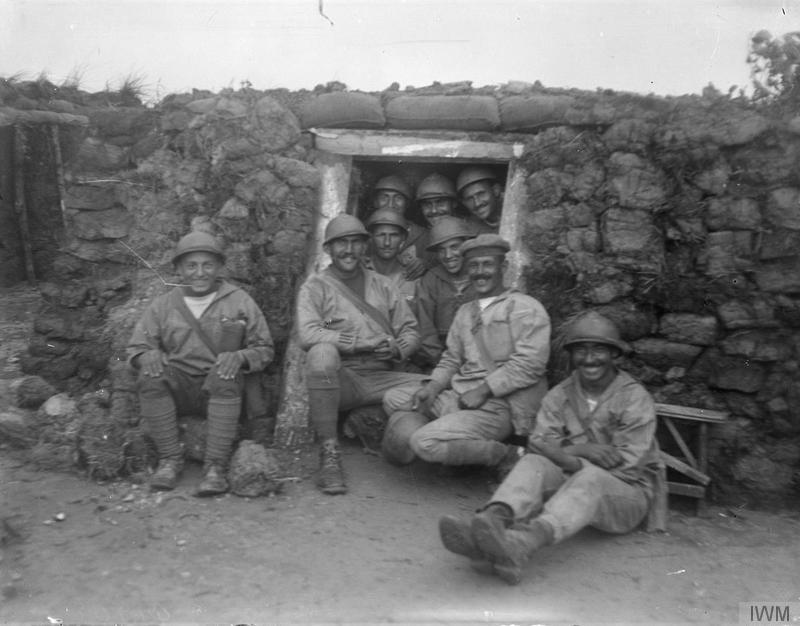
Italští vojáci v obranných pozicích při řece Piavě, červen 1918

Němci bojující s časem se proto rozhodli přikročit na jaře roku 1918 k rozhodujícímu úderu na západní frontě, který naplánoval generál Ludendorff. Po rozkladu Ruského impéria přesunuly Ústřední mocnosti většinu uvolněných jednotek na počátku roku 1918 právě na západní frontu, kde německá armáda zahájila jarní Ludendorfovu ofenzívu. Série velkých německých výpadů začala 21. března útokem proti britskému úseku fronty v prostoru mezi Arrasem a řekou Oise. Přestože se i díky mohutné palebné podpoře téměř 6 500 děl Němci probili až k řekám Somma a Acre, nepodařilo se jim dobýt Arras a ofenzíva Michael byla koncem března kvůli vyčerpání německých vojáků a nedostatku záloh zastavena. Německé jarní útoky na západě však pokračovaly hned v dubnu, kdy byla zahájena ofenziva Georgette. Němcům se 9. dubna podařilo překonat méně zkušené portugalské jednotky u řeky Leie, načež dobyli Mesen a přiblížili se k Yprům. Nejúspěšnější z německých jarních útoků byla ofenziva Blücher-Yorck zahájená 27. května. Německé oddíly v rámci tohoto útoku překročily Aisnu, dobyly Soissons a zastavit se je podařilo teprve během druhé bitvy na řece Marně. Znovu tak byla ohrožena Paříž, kterou Němci ostřelovali s pomocí dalekonosných děl s ráží 21 cm. Jarní porážky přiměly Dohodu vytvořit kvůli koordinaci vojenských operací společné velení, do jehož čela byl zvolen náčelník francouzského generálního štábu Ferdinand Foch. Německé velení se pokusilo na jarní úspěchy navázat, avšak následné očekávané letní útoky během ofenzivy Gneisenau a ofenzívy Marna-Remeš byly s velkými ztrátami odraženy. Ani přesun sil z Ruska tak Ústředním mocnostem na západě nezajistil rozhodující úspěch a série útoků zcela vyčerpala poslední německé zálohy. Během léta pak Dohoda posílená o americké jednotky přistoupila k zdrcujícímu protiútoku. 8. srpna 1918 zaútočili Britové, Francouzi a Američané u Amiensu, kde bylo do boje nasazeno 456 tanků. Skrz německé pozice se podařilo probít mezi Albertem a Montdidierem, načež následovala série dohodových výpadů po celé linii západní fronty známá jako stodenní ofenzíva. Britská 1. a 3. armáda se pak spolu s australským a americkým sborem probila na konci září mezi Cambrai a St. Quentinem skrze německá postavení na Hindenburgově linii. Francouzsko-britská vojska se valila na Sedan, německá obrana se začala hroutit a německé velení pochopilo, že válka je prohraná. Velitel Ludendorff kvůli záchvatu 28. září zkolaboval a vojenské orgány žádaly již druhý den, aby byla co nejrychleji zahájena jednání o příměří.
Ztroskotala i rakousko-uherská ofenzíva na Piavě, kterou v červnu vedla 11. armáda výpadem z Tridentska a 6. armáda útokem v samém údolí řeky Piavy. Přestože se Rakušanům podařilo Piavu na několika místech překročit a do 18. června vytvořit pět předmostí, tlak italských jednotek podpořených spojenci a tenčící se zálohy donutily rakousko-uherské velení ofenzívu ukončit a stáhnout vojáky zpět za rozvodněnou řekou. Italský vrchní velitel Armando Diaz s protiútokem otálel, neboť si uvědomoval náročnost přechodu Piavy a vyčerpání vlastních vojáků. Italům pomáhal čas, neboť rakousko-uherská armáda se po poslední neúspěšné ofenzívě a pod tlakem Dohody postupující na Balkáně již začínala rozkládat. Rozhodující italský útok na Piavě známý jako bitva u Vittorio Veneta byl zahájen v samém závěru války v noci z 23. na 24. října. I s pomocí britských, francouzských a amerických divizí se Italům podařilo obsadit druhý břeh a obrátit demoralizovanou rakousko-uherskou armádu na ústup.
Situace Ústředních mocností začala být neudržitelná také na Balkáně. V červnu se velení nad Orientální armádou rozmístěnou v Makedonii ujal francouzský generál Louis Franchet d'Espèrey, který začal s přípravou společného útoku na sever. Vardarskou ofenzívu zahájila Dohoda 14. září. Následovalo vítězství v bitvě u Dobrého Pole a demoralizované bulharské jednotky začaly pod tlakem tohoto útoku ustupovat. Britové spolu s Řeky vytlačili Bulhary od Dojranského jezera a Francouzi, Srbové a Italové útočící na soluňské frontě západněji u města Bitola rychle postupovali na sever. Tak došlo ke zhroucení soluňské fronty, načež francouzské oddíly 29. září obsadily Skopje a Britové postupovali Thrákií dál na východ směrem ke Konstantinopoli. Po zániku soluňské fronty a kapitulaci Bulharska byly zbývající jednotky Ústředních mocností do konce války vytlačeny z celého Balkánu. Srbové s podporou Francouzů, Italů a Řeků v průběhu října donutili rakousko-uherské síly ustoupit z Kosova, Albánie, Černé Hory i Srbska, přičemž Bělehrad byl osvobozen počátkem listopadu 1918.

#### Zhroucení Ústředních mocností akonec války

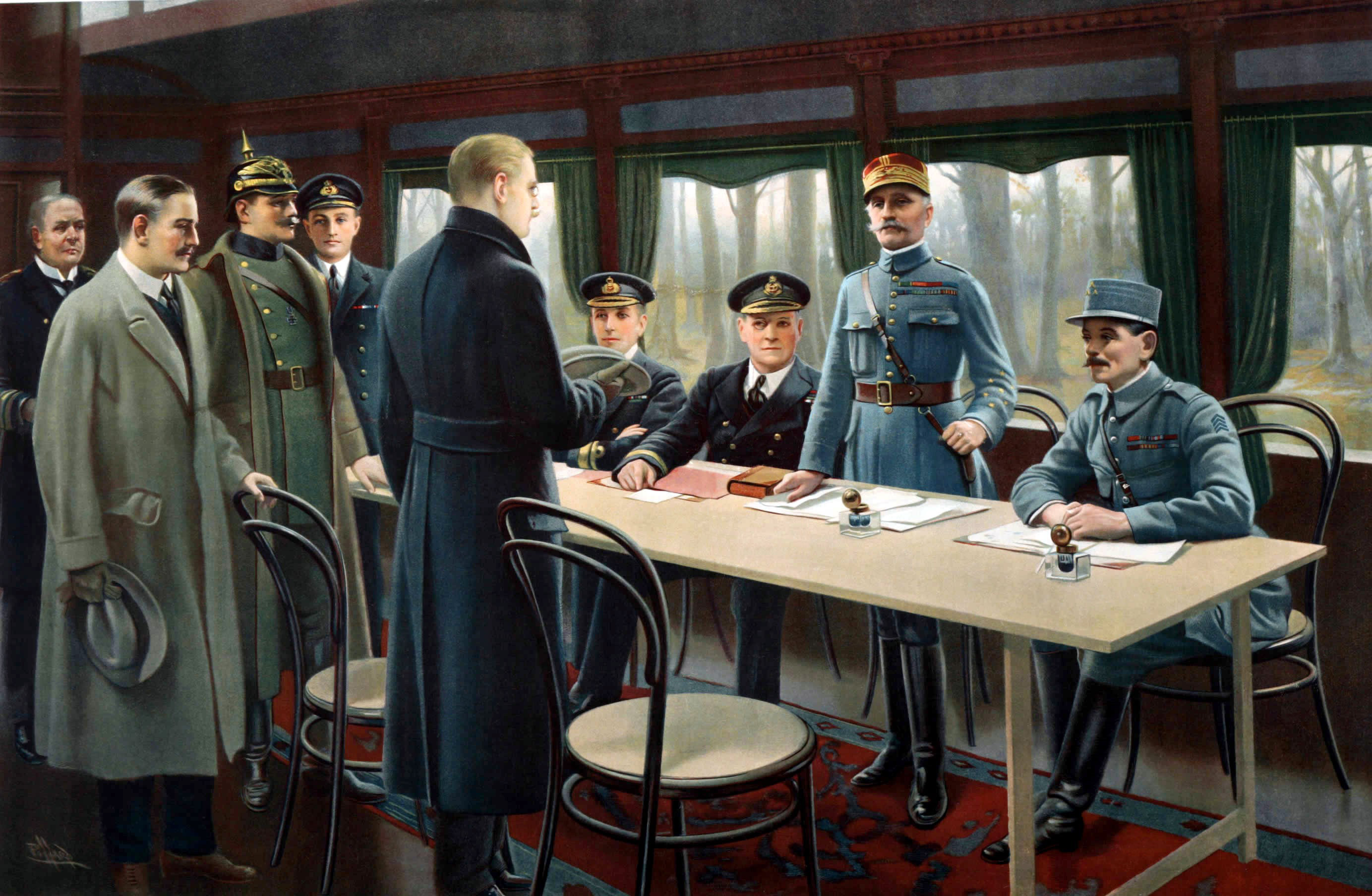
Německá delegace v železničním vagónu u Compiègne při podpisu příměří 11. listopadu 1918

Katastrofální situace na frontách a rozklad vyčerpaného zázemí donutily představitele Ústředních mocností žádat o ukončení války. Jako první kapitulovalo Bulharsko. Smlouva o příměří byla podepsána 29. září, přičemž jeho podmínky vstoupily v platnost následujícího dne. Rozklad vlastní armády a dohodová vojska postupující k hlavnímu městu donutily ke stejnému kroku také Osmanskou říši. Tzv. Mudroské příměří bylo Osmany podepsáno 30. října na ostrově Lémnos. Po boku Německého císařství zůstalo nakonec pouze Rakousko-Uhersko, které však bylo dlouhou válkou již zcela vyčerpáno. Dne 14. října vzkázal císař Karel americkému prezidentu Wilsonovi, že je ochoten jednat o podmínkách příměří a 16. října vydal ve snaze zachránit hroutící se monarchii Národní manifest slibující federalizaci Rakousko-Uherska. Tyto kroky však již přišly pozdě, protože v následujících dnech se Rakousko-Uhersko rozpadlo. 28. října došlo v Praze k vyhlášení Československa a následující den došlo v Záhřebu také k vyhlášení samostatného Státu Slovinců, Chorvatů a Srbů. Ustupující rakousko-uherská armáda stahující se po porážce u Vittorio Veneta ze severní Itálie však ještě podepsala s italskými veliteli příměří ve Villa Gusti nedaleko Padovy. Jednání se zástupci již prakticky neexistujícího státu začala 1. listopadu a k podpisu příměří došlo 3. listopadu v 15 hodin s platností od stejné hodiny následujícího dne. Dne 11. listopadu podepsal rakouský císař Karel I. pod silným nátlakem prohlášení, že se vzdává všech zásahů do státních záležitostí (nikoli abdikaci). Téhož dne císař opustil i Schönbrunnský zámek ve Vídni, čímž Rakousko-Uhersko definitivně zaniklo.
Osamocené Německo, kde se na počátku listopadu vzbouřila část námořnictva a na mnoha místech vypukla revoluce bylo rovněž donuceno žádat o ukončení války. Vyjednávání se zástupci Dohody byla zahájena 8. listopadu poblíž Compiègne. Dne 9. listopadu abdikoval německý císař Vilém II. a sociální demokraté vyhlásili v Berlíně republiku. Příměří z Compiègne ukončující boje první světové války bylo v železničním vagónu podepsáno ráno 11. listopadu 1918 a vstoupilo v platnost téhož dne v 11 hodin. Tím první světová válka oficiálně skončila. Jako poslední z německých jednotek kapitulovaly oddíly generála Paula von Lettow-Vorbecka, které se o uzavření příměří dozvěděly během bojů v Severní Rhodesii. Lettow-Vorbeck formálně složil zbraně 25. listopadu 1918.

## Válečné zločiny

### Znásilnění Belgie

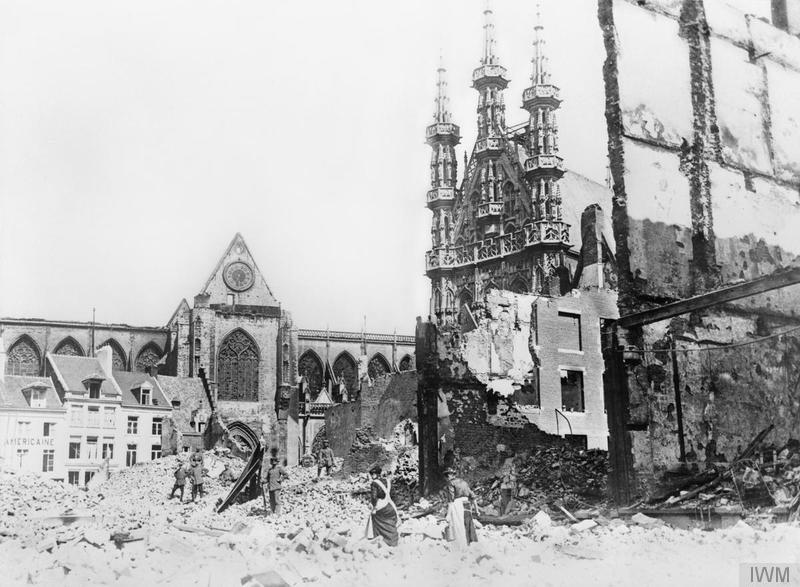
Vypálené centrum Lovaně

Porušení belgické neutrality bylo hlavním argumentem, proč do války proti Německu vstoupila na počátku války Velká Británie. Nečekaný odpor belgických jednotek i nepřátelský postoj Belgičanů vyprovokoval útočící Němce k sérii odvetných zákroků namířených i proti civilnímu obyvatelstvu. Množství nevojáků bylo kvůli často domnělému odporu popraveno, přičemž známým se stal incident z Dinantu, kde němečtí vojáci usmrtili přes 600 civilistů včetně žen a dětí. Stovky lidí byly popraveny rovněž v Aarschot, Tamines, Andenne či Seiles. Neblaze proslulo především vypálení Lovaně, kde kromě masakru stovek místních obyvatel lehla popelem pětina domů spolu s universitní knihovnou uchovávající vzácné středověké rukopisy. Německé zločiny v Belgii ještě zveličila britská, francouzská a později americká propaganda hovořící o „znásilnění Belgie“. Příběhy o usmrcených duchovních, dětech a znásilněných ženách vyvolaly rozhořčení veřejného mínění ve státech Dohody a v neutrálních zemích. Velký mezinárodní ohlas vzbudila poprava britské zdravotnice Edith Cavell, která napomáhala k útěku britským zajatcům. Během války došlo k hospodářské exploataci Belgie a k nasazení přibližně 100 000 Belgičanů na nucenou práci v Německu.

### Okupace Srbska

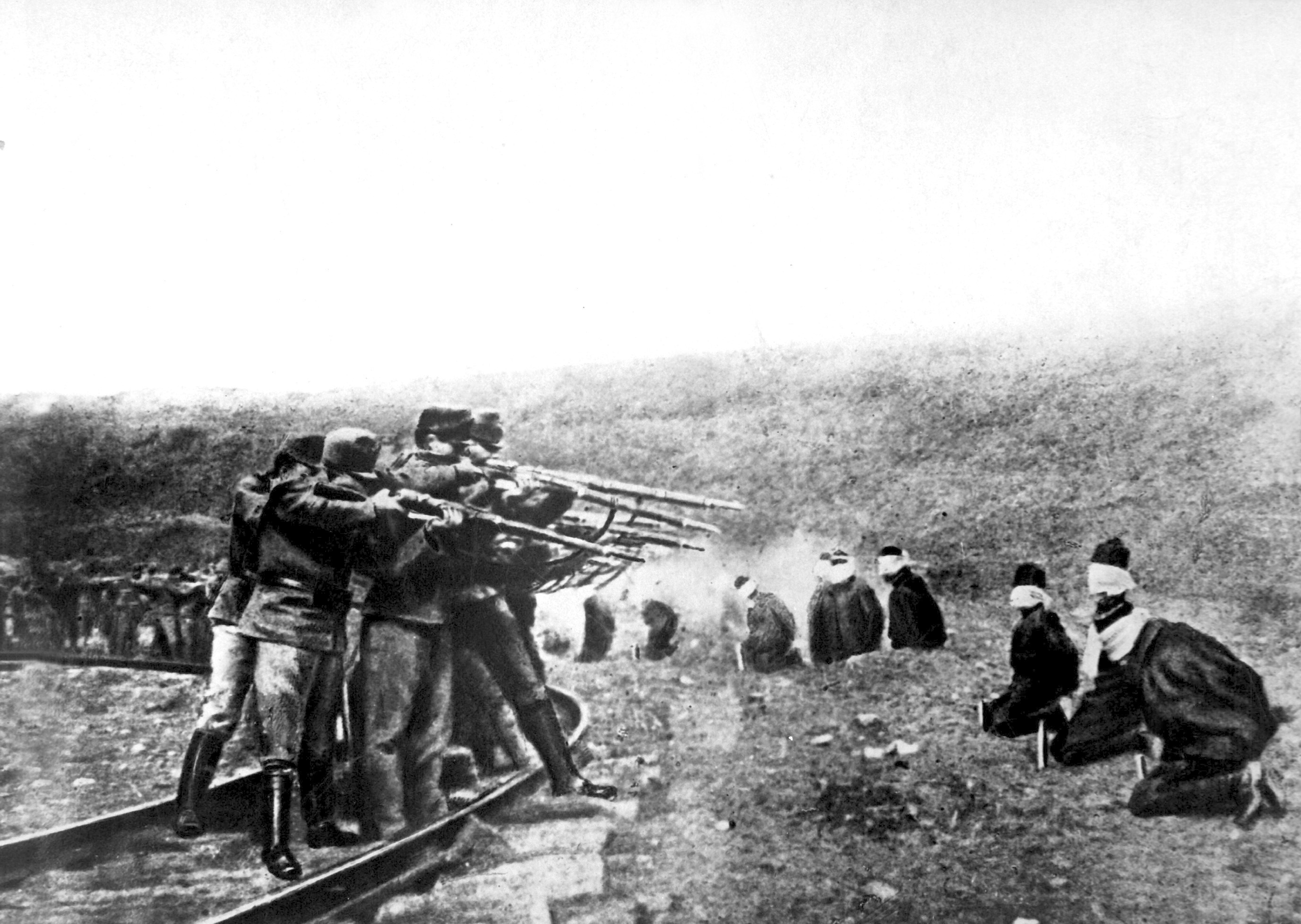
Rakousko-uherští vojáci popravují Srby

K násilnostem vůči srbskému obyvatelstvu docházelo ze strany útočících rakousko-uherských vojáků od vypuknutí války. Srbská armáda často postrádající vybavení se totiž v hornatém terénu často spoléhala na partyzánský způsob boje a ve velké míře ji podporovalo také domácí obyvatelstvo. Rakušané odpovídali hromadným zatýkáním a popravami civilistů často i v případě pouhého podezření z napomáhání nepřátelským vojákům. Docházelo i k hromadným popravám zajatých srbských vojáků. 26. října 1915 například bulharští vojáci spolu s členy VMRO popravili více než stovku srbských zajatců vyvlečených z nemocnice ve městě Štip. Po porážce srbské armády v roce 1915 došlo k okupaci Srbského království, které bylo rozděleno na rakousko-uherskou a bulharskou okupační zónu. Habsburská monarchie využívala obsazené srbské území jako zdroj surovin a lidských sil. Během války prošlo internačními a pracovními tábory přibližně 150 000 Srbů. Bulhaři usilující o přímé začlenění srbských oblastí k Bulharsku přikročili ve své okupační zóně k tvrdé bulharizaci. Množství představitelů srbské inteligence bylo internováno a několik bylo i zavražděno, například skopský metropolita Vićentije Krdžić. Známým se stal i masakr ve městě Surdulica, kde na přelomu let 1916 a 1917 popravily bulharské orgány přes 2 000 Srbů. V reakci na bulharský útlak došlo v únoru 1917 k Toplickému povstání, které bylo potlačeno jednotkami Ústředním mocností. Následovaly tvrdé represe namířené proti srbským civilistům, které si vyžádaly přibližně 15 000 obětí.
První světová válka znamenala pro Srbsko demografickou katastrofu. Odhaduje se, že v bojích padlo 278 000 – 400 000 srbských vojáků a 845 000 civilistů podlehlo během bojů podvýživě, epidemiím a perzekuci. Dalších 100 000 vojáků bylo v bojích zmrzačeno. Srbsko tak mělo v letech 1914 až 1918 přijít o 53 % mužské populace ve věku mezi 18 a 55 lety.

### Užití chemických zbraní

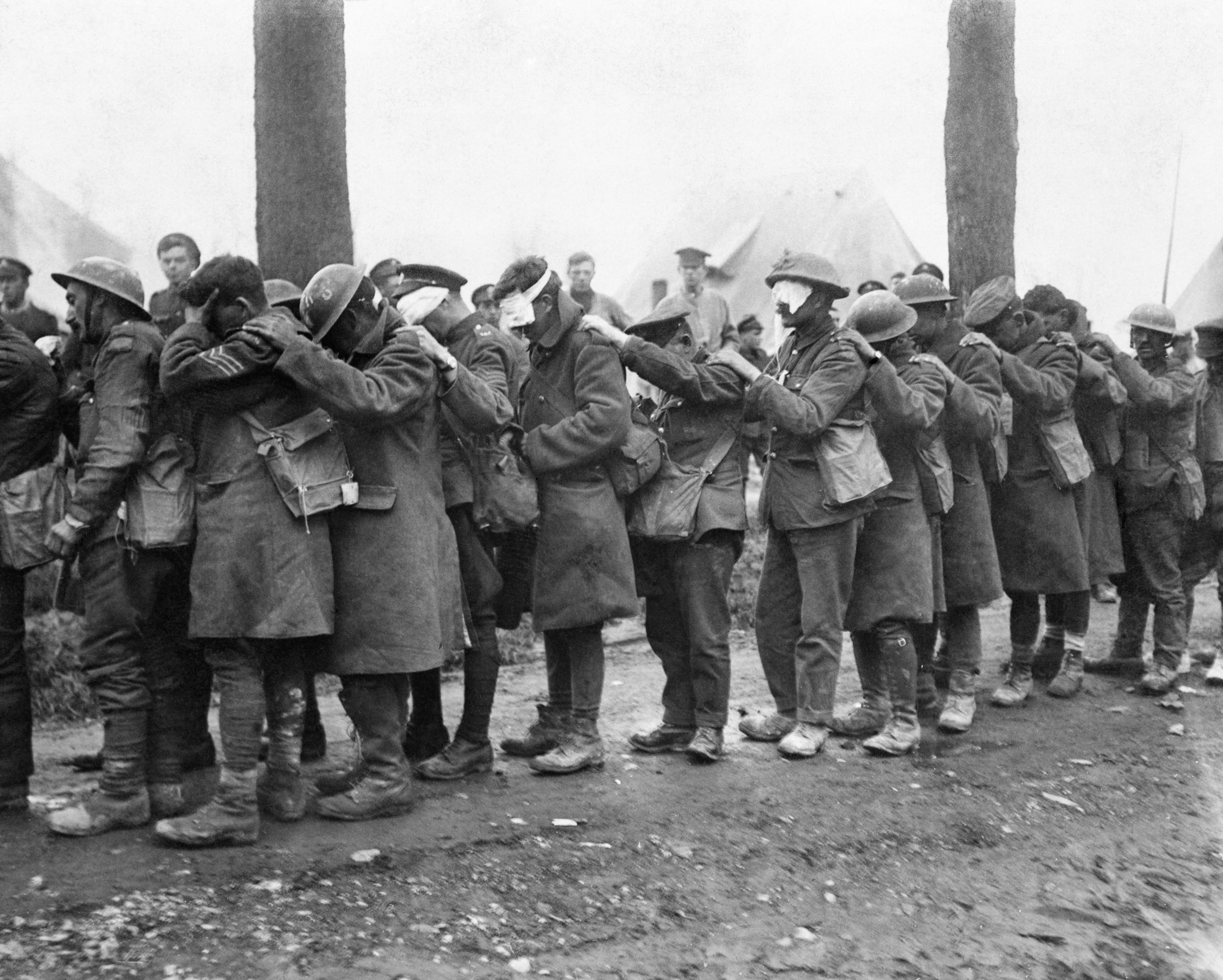
Oslepení angličtí vojáci po čtvrté bitvě u Yper, duben 1918

Signatáři Haagských úmluv z let 1899 a 1907 se zavázali nepoužívat v případě vojenského konfliktu chemické zbraně. V první světové válce však užitím bojových plynů porušily Haagské úmluvy obě strany. Francouzská armáda využívala již od srpna 1914 granáty plněné slzným plynem. Němci poprvé využili dělostřelecké náboje plněné slzným plynem xylylbromidem proti Rusům v bitvě u Bolimova počátkem roku 1915. Na západní frontě byly bojové plyny poprvé úspěšně nasazeny během druhé bitvy u Yper, kdy Němci k prolomení britských a francouzských linií vypustili 160 tun chloru. Obě strany v pokračující válce využívaly i další smrtící bojové plyny jako fosgen nebo hořčičný plyn, yperit. V reakci na nasazení chemických zbraní obě strany rozvíjely původně primitivní ochranné prvky a zaváděly do výbavy vojáků i stále dokonalejší plynové masky.

### Etnické čistky

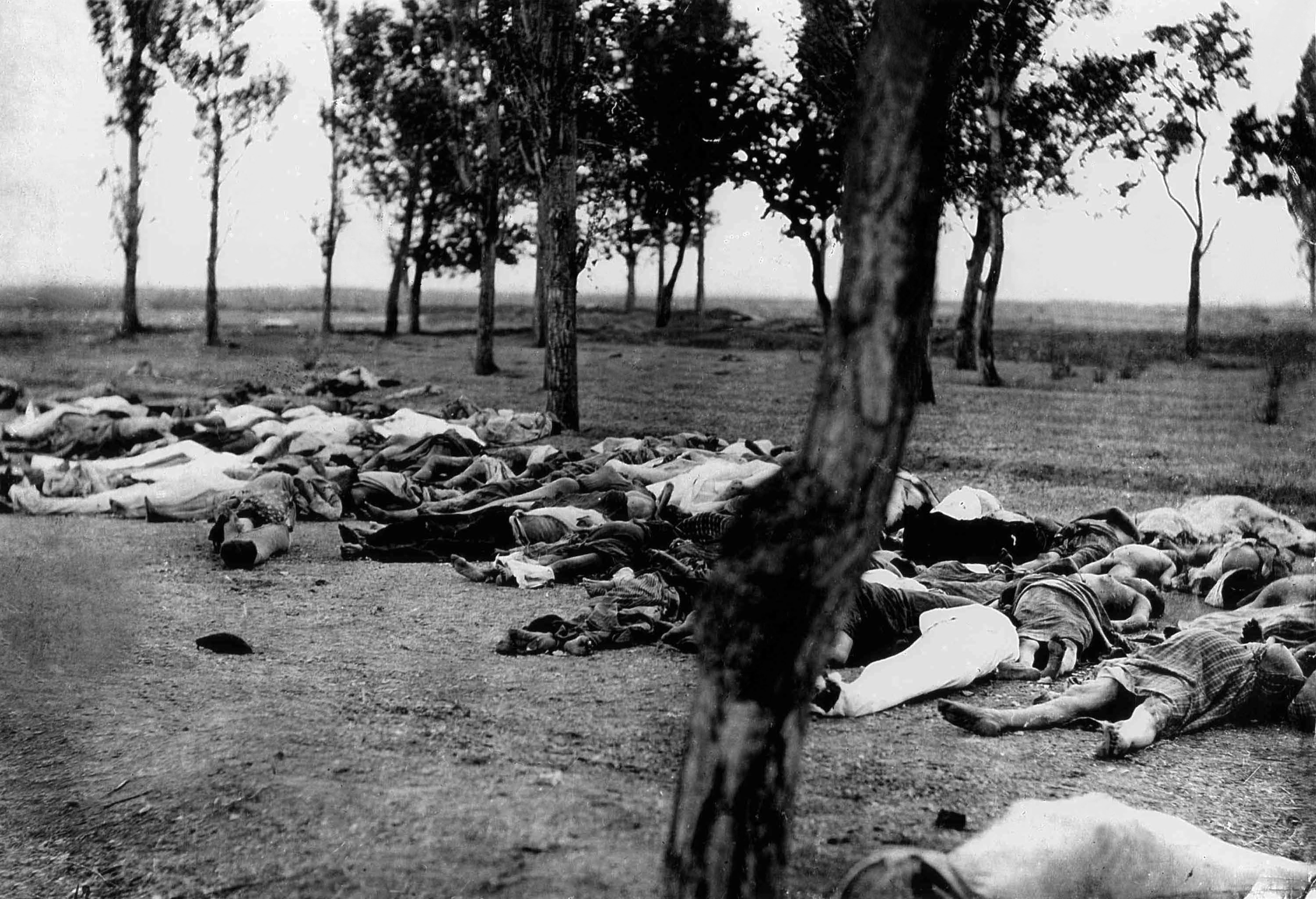
Těla zavražděných arménských civilistů

Během války byly usmrceny miliony civilistů, kteří byli zabiti během vojenských operací, při masakrech nebo pogromech. Nejrozsáhlejší etnickou čistkou, ke které došlo během války, byla genocida Arménů. Drastická opatření vůči arménské komunitě zavedly osmanské úřady po porážce u Sarikamiše na jaře roku 1915. Elity a část mužů v produktivním věku byly popraveny a zbývající arménské obyvatelstvo bylo během pochodů smrti deportováno do koncentračního tábora v Aleppu. Přeživší byli následně vedeni přes Syrskou poušť do táboru v Dajr az-Zaur. Dle odhadů bylo během genocidy usmrceno 1 000 000 až 1 500 000 Arménů. Kromě Arménů však Turci během války pronásledovali i další etnické a náboženské skupiny, které byly považovány za podezřelé a neloajální. Hovoří se rovněž o genocidě Řeků a Asyřanů a perzekuci se nevyhnuly ani další křesťanské komunity žijící na území Osmanské říše. Během války na kavkazské frontě se naopak násilností vůči muslimskému obyvatelstvu dopouštěly jednotky vzbouřených Arménů.
Druhou zemí, kde docházelo k velkým masakrům a etnickým čistkám, bylo carské Rusko. S blížící se frontovou linií se část obyvatel Polska, Litvy a Ukrajiny obracela proti židovským spoluobčanům, kteří byli označováni za potenciální špióny sympatizující s Ústředními mocnostmi. Na mnoha místech docházelo k vyhánění Židů z jejich domovů a násilnostem, přičemž organizací protižidovských pogromů prosluli na východní frontě především kozáci bojující v carské armádě. Velkokníže Nikolaj navíc v roce 1915 rozhodl o přesídlení 150 000 německých osadníků z Volyně na Sibiř. Odhaduje se, že násilné přesídlení nepřežila třetina až polovina z nich. Carské úřady se zločinů vůči civilnímu obyvatelstvu dopouštěly i ve střední Asii, kde v roce 1916 vypuklo protiruské povstání muslimského obyvatelstva. Po potlačení povstání v ruském Turkestánu byly zmasakrovány nebo vyhnány z domovů tisíce Kyrgyzů, Kazachů a příslušníků dalších muslimských národů.

### Námořní blokáda aponorková válka

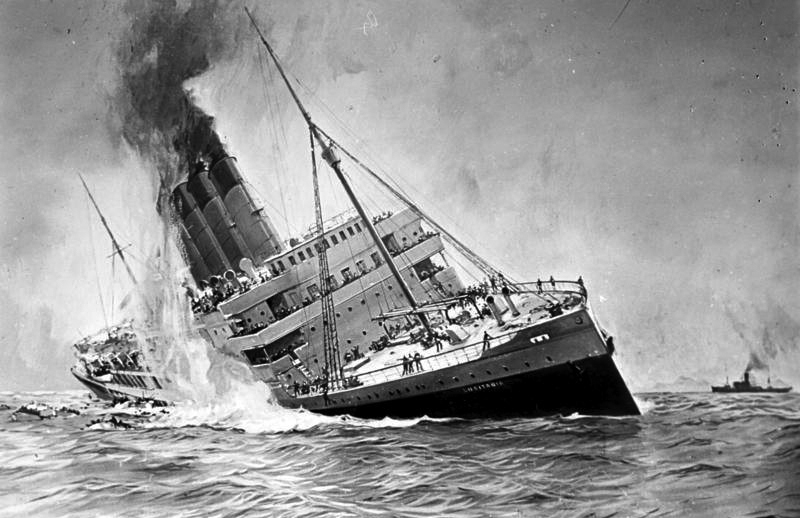
Potopení parníku RMS Lusitania

Německo i Británie začaly s počátkem války, v rozporu s ustanovením druhé Haagské konference, klást v Severním moři minová pole. Británie prohlásila oblast Severního moře za bojové pásmo a navíc přes odpor některých neutrálních států, jako například Švédska či Norska, přistoupila k námořní blokádě Ústředních mocností. Zadržené neutrální lodě byly eskortovány do britských přístavů, kde Britové zabavovali zboží vojenského charakteru. Britská vláda postupně zařadila mezi kontraband téměř veškeré zboží převážené na neutrálních lodích a dodnes je diskutováno, zda takto striktní blokáda neporušovala mezinárodní válečné právo. V důsledku účinné blokády začalo obyvatelstvo Ústředních mocností strádat hlady a stovky tisíc civilistů v Německu a Rakousko-Uhersku v důsledku vyhladovění za války zemřely.
Německá strana disponující slabším námořnictvem zareagovala na britskou převahu na mořích nasazením ponorek. Ponorkové války s obchodním loďstvem nepřátel se, kromě Japonska a USA, zúčastnily v letech 1914 až 1918 všechny námořní velmoci zapojené do války, avšak nejničivěji si vedla především německá strana. Kromě snahy o oslabení britské blokády se Němci snažili s pomocí ponorek ohrozit zásobování samotné Británie zcela závislé na námořní dopravě. K prvnímu útoku německé ponorky na obchodní loď bez předchozího varování došlo v Calaiské úžině 26. října 1914, kdy SM U 24 torpédovala francouzský trajekt Amiral Ganteaume převážející do Británie belgické uprchlíky. Nedošlo však k jeho potopení a Amiral Ganteaume doplul do přístavu, přestože během útoku zahynulo na jeho palubě 40 osob. Během války potopily německé ponorky přibližně 6 000 obchodních lodí o tonáži přibližně 12 milionů BRT. Přes tyto úspěchy však Německo nedokázalo Británii s pomocí ponorek vyřadit z války. Důvodem byl jejich nedostatečný počet a malý akční rádius spolu se zavedením účinné obranné taktiky konvojů, kdy skupiny obchodních lodí doprovázely lodě válečné. Neomezená ponorková válka a potápění neutrálních plavidel navíc výrazně přispěly ke zhoršení vztahů Německa se Spojenými státy.

## Zázemí

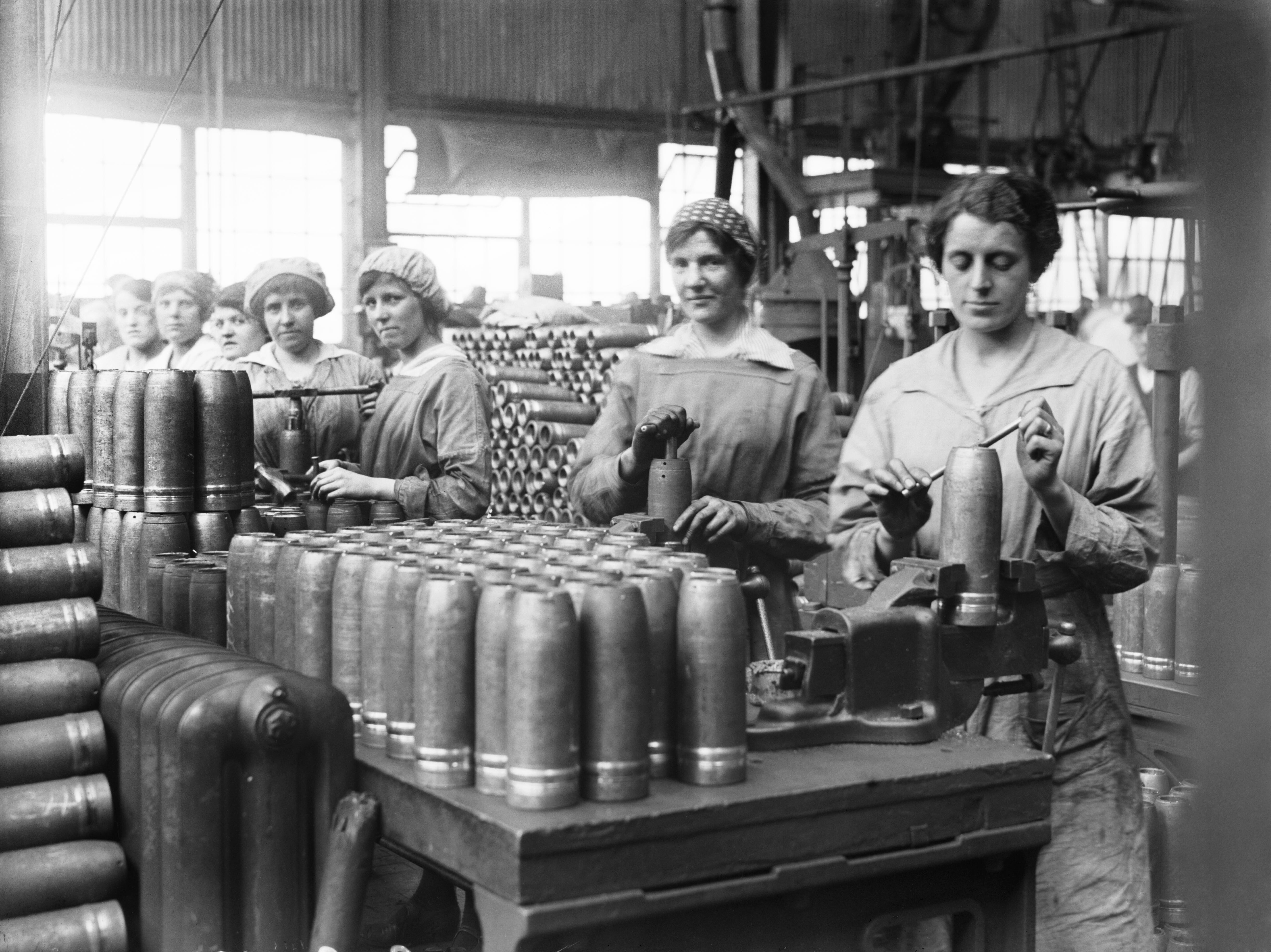
Ženy zaměstnané v londýnské zbrojovce

Na počátku konfliktu žádný ze zapojených států nepočítal s dlouhou opotřebovávací válkou vyžadující všechny dostupné lidské i materiální prostředky. Totální válka mobilizovala k podpoře vojenského úsilí celé zázemí, které představovalo tzv. domácí frontu. Všechny státy postupně zaváděly centralistická opatření a ve snaze podřídit hospodářství válečnému úsilí zvyšovaly výkon průmyslové výroby a usilovaly o sociální zabezpečení vlastního obyvatelstva. Klíčovou úlohu měl během války rychle rostoucí zbrojní průmysl, který odčerpával značnou část zdrojů a zaměstnával stále větší množství obyvatel. Nedostatek pracovních sil po povolání mužů do armád byl kompenzován zapojením žen, které byly zaměstnávány jako úřednice, pracovaly v dopravě, zemědělství, lehkém i těžkém průmyslu. Například ve Francii se počet dělníků ve zbrojovkách zvýšil z 50 000 v roce 1914 na 1 700 000 v roce 1918, přičemž dvě třetiny z nich tvořily právě ženy.
Nedostatek potravin vedl některé státy k zavedení přídělového systému, kdy byly především potraviny, ale i další nedostatkové komodity jako palivo, šatstvo a další zboží, vydávány pouze na základě přídělových lístků. Nejhůře se nedostatek potravin a dalšího zboží začal kvůli námořní blokádě v průběhu války projevovat v Německu a Rakousko-Uhersku. Obyvatelstvo Ústředních mocností trpělo hladem a snižující se příděly donutily strádající obyvatele konzumovat náhražkové (ersatz) potraviny. Špatná úroda brambor v roce 1916 předznamenala v Německu a Rakousku tzv. „řepnou“ či „tuřínovou zimu“, neboť jedinými dostupnými potravinami v mnoha městech zůstaly pouze krmná řepa a tuřín. Stovky tisíc podvyživených civilistů podlehly nemocem, zimě a hladu. Odhaduje se, že jen v Německu zemřelo v letech 1914 až 1918 kvůli podvyživení přibližně 700 000 lidí.

## Podpora války

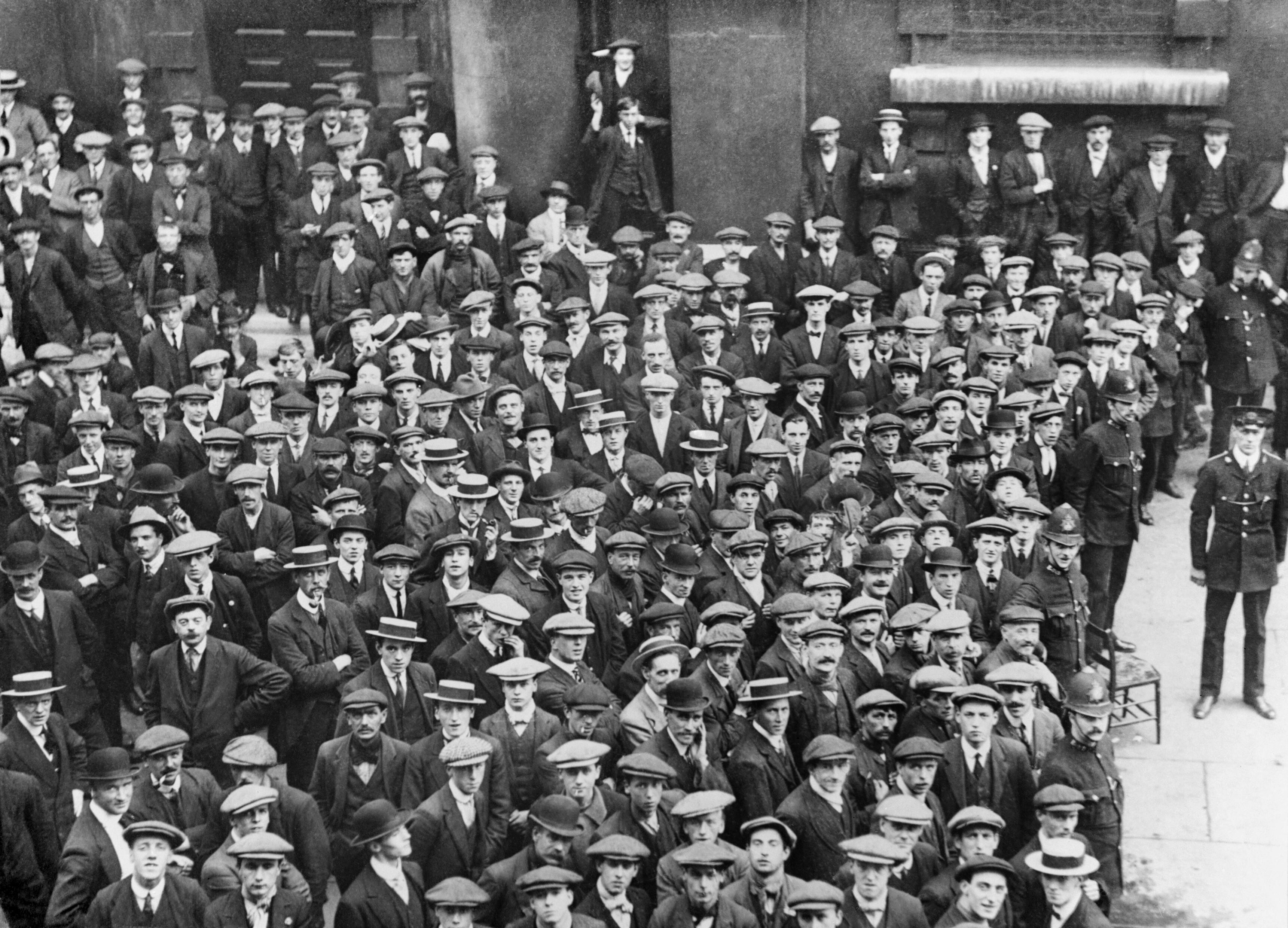
Britští dobrovolníci v Londýně v srpnu 1914

Nacionalismus a militarismus formovaly náladu znepřátelených evropských národů ještě před vypuknutím války. Domácí propaganda vykreslovala nepřátelské státy a národy jako hrozbu a pobízela obyvatelstvo k podpoře válečného konfliktu. Důraz byl kladen i na patriotismus, povinnost vůči vlasti, obranu hodnot, věrnost a čest. Dle britského historika Nialla Fergusona však nadšení v počátku války rozhodně nesdílela celá evropská společnost, ve které spíše převažovaly existenční obavy a nezřídka i panika. Přesto se válčícím státům podařilo především díky povinným vojenským odvodům a disciplinovanému obyvatelstvu úspěšně mobilizovat miliony mužů. Německo povolalo během války do armády více než 13 400 000 vojáků, Rusko 12 milionů, Francie a Britské impérium více než 8,5 milionu, Rakousko-Uhersko 7 800 000 a Itálie téměř 6 milionů. Británie z počátku spoléhající na profesionální armádu a dobrovolníky musela od roku 1916 rovněž přistoupit k zavedení branné povinnosti a povinným odvodům.

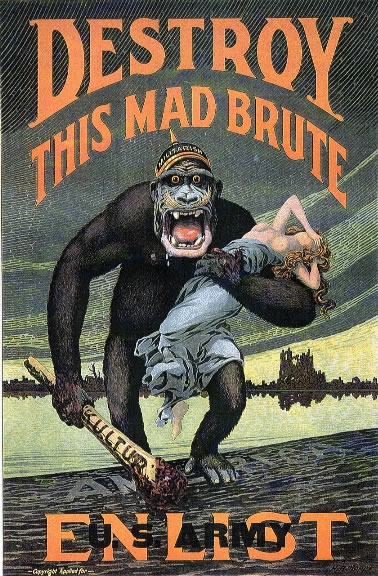
Protiněmecká propaganda v roce 1917

Válčící státy se až do konce konfliktu snažily maximalizovat válečné úsilí společnosti také s pomocí propagandy a cenzury kontrolující tisk ale i osobní korespondenci mezi vojáky a jejich blízkými v zázemí. Množství vlasteneckých žurnalistů, akademiků či básníků se do podpory války zapojovalo dobrovolně. Propaganda se prostřednictvím plakátů, novin, knih, fotografií a filmů zaměřovala především na posílení odhodlání vlastního obyvatelstva a ovlivnění veřejného mínění v neutrálních státech. Jelikož navíc záhy docházely prostředky na financování války, koncentrovalo se úsilí propagandy i na získávání financí. Obyvatelstvo bylo vyzýváno k podpoře války skrze nákup válečných dluhopisů. Totální válka vedla i k nebývalému zapojení žen. Ženy nahrazovaly mobilizované muže v práci a byly masivně nasazeny v zemědělství i v průmyslu. Ženy pracovaly nejen jako zdravotnice, ale v některých případech se přímo se zúčastnily i bojů první světové války. V srbské armádě se proslavila Milunka Savić či Britka Flora Sandes. Na ruské straně bylo zformováno dokonce několik ženských praporů. Tzv. „prapor smrti“ pod velením Marije Bočkarjovové se do bojů zapojil během Kerenského ofenzívy.

## Odpor kválce
Vzepětí nacionalismu přehlušilo v roce 1914 hlasy hovořící proti vojenskému konfliktu. Opozice proti válce se formovala především mezi pacifisty, částí socialistů, anarchisty, křesťany a feministkami. Vůči světové válce vystupovala i část intelektuálů, například profesor práva Walther Schücking, spisovatel Romain Rolland nebo fyzik Albert Einstein. K zastavení bojů vyzýval i papež Benedikt XV., který znepřáteleným stranám adresoval 1. listopadu 1914 svou encykliku Ad beatissimi apostolorum volající po míru. Do vězení se pro své veřejné vystupování proti válce dostal britský matematik a filosof Bertrand Russell či americký odborářský vůdce Eugene V. Debs. Vojenské soudy tvrdě trestaly i šíření protiválečných letáků a docházelo k pronásledování odpíračů vojenské služby. Utrpení na frontě a obrovské ztráty záhy zchladily počáteční nadšení některých vojáků. S pokračující válkou docházelo stále častěji k dezercím a vzpourám. Během Vánoc v roce 1914 došlo na západní frontě k neoficiálnímu vyhlášení příměří mezi německými, francouzskými a britskými vojáky, kteří opustili zákopy a v území nikoho zpívali koledy a sehráli několik fotbalových zápasů.

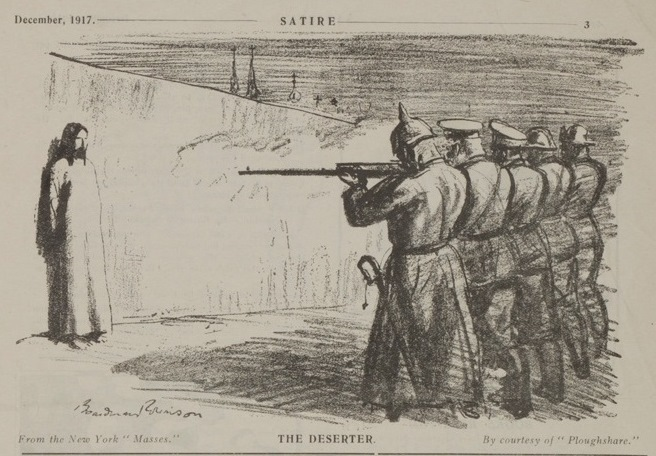
Boardman Robinson: The Deserter, 1916

Katastrofální životní podmínky a odpor k nesmyslným jatkám vyvolal mezi vojáky obou stran řadu rebelií. Velké vzpoury nastaly v řadách demoralizované francouzské armády po neúspěchu Nivellovy ofenzívy na jaře roku 1917. Frontu navzdory rozkazům opustilo téměř 30 000 francouzských vojáků a další odmítali do frontových linií nastoupit. Při potlačení vzpoury bylo 24 000 vojáků potrestáno a před vojenské soudy bylo postaveno 3 335 mužů, z nichž 449 dostalo trest smrti. Popraveno však nakonec bylo pouze 27 z nich. Dezerce byly časté i v italském vojsku či v mnohonárodnostních armádách Rakousko-Uherska, Ruska a Osmanské říše. Ve válkou vyčerpaném Rusku došlo v roce 1917 k rozkladu armády, hromadným dezercím a k revoluci odstranivší carský režim. Bolševici posléze získali moc i díky slibům na okamžité vystoupení z války. Ve středoasijském Turkestánu se muslimské obyvatelstvo začalo proti carskému režimu bouřit dokonce již v roce 1916, kdy došlo ke zrušení výjimky zprošťující muslimy povinné vojenské služby. Toto hnutí později přerostlo v ozbrojené Basmačské povstání potlačené teprve ve 20. letech Sovětským svazem. Nespokojenost s probíhající válkou se promítla i do povstání Irů bouřících se proti britské nadvládě. Během Velikonočního povstání organizovaného Irským republikánským bratrstvem a podporovaného Němci došlo v Dublinu v dubnu 1916 k šestidenním bojům s britským vojskem, které však vzpouru irských republikánů dokázalo potlačit. Na konci války proběhly velké vzpoury námořnictva Ústředních mocností. Rakousko-uherští námořníci provedli na počátku února 1918 vzpouru v boce Kotorské a němečtí námořníci se v listopadu téhož roku vzbouřili v Kielu, což v Německu předznamenalo listopadovou revoluci. U nevládnoucích národů mnohonárodnostních států se odpor k pokračující válce promísil před jejím koncem se snahou o nabytí státní samostatnosti.

## Důsledky první světové války
První světová válka vytvořila dějinný zlom v oblasti vojenské, geopolitické i hospodářské. Promítla se však výrazně i do dějin každodennosti, pokud jde o celospolečenskou atmosféru, tradiční morální hodnoty nebo kulturní zvyklosti a společenské návyky. Velká válka byla průmyslovým konfliktem vyznačujícím se totálním nasazením obyvatel zapojených států a dlouhými opotřebovávacími boji v zákopech. Konflikt z let 1914 až 1918 představuje jeden ze zásadních zlomů 20. století a moderních dějin lidstva, jehož důsledky pociťuje dodnes. Proto Velkou válku mnozí historici označují za katastrofu definitivně ukončující dlouhé 19. a uvozující krátké 20. století.

### Ztráty atechnologický pokrok

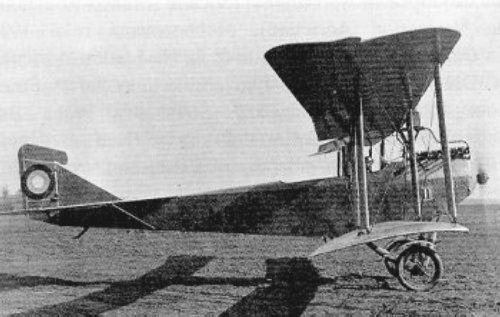
Rakousko-Uherský průzkumný letoun Hansa-Brandenburg B.I, vyráběný po válce jako Aero Ae-01

Ve snaze zvrátit patovou situaci na frontách vyvinuly zapojené státy během války řadu technologických a ekonomických zefektivnění a novinek v oblasti vojenství. Kvůli válce došlo k rozvoji mechanizace, vývoji mnoha nových a vylepšení stávajících zbraní, které získávaly nebývale ničivou sílu a pozměňovaly vojenskou taktiku. Modernizovaná děla byla přesnější a díky rozvoji komunikačních sítí a lepší koordinaci s postupující pěchotou se jejich palba stávala mnohem efektivnější. Do bojů byla poprvé ve velkém měřítku nasazována i dalekonosná děla a kulomety, které spolu se zátarasy z ostnatého drátu vytvořily pro pěšáky téměř nepřekonatelnou překážku. K dobytí zákopů byly proto dále vylepšovány ruční granáty, minomety a plamenomety. Dynamicky se rozvíjející letectví umožnilo vylepšovaná letadla využívat k pozorování i bombardování. Po zabudování kulometu a vyřešení problému synchronizace se pak stíhací letouny efektivněji zapojily přímo do bojů ve vzduchu. Na moři byly za první světové války masivně využívány ponorky a poprvé ač ve velmi omezeném měřítku byly využity i letadlové lodě. Novinku pak představovaly i nově sestrojené tanky a samopaly napomáhající překonávat pevná defenzivní postavení a rozpohybovat tak statické zákopové boje. Obě strany navíc ve velkém měřítku využívaly i před válkou zakázané bojové chemické látky.

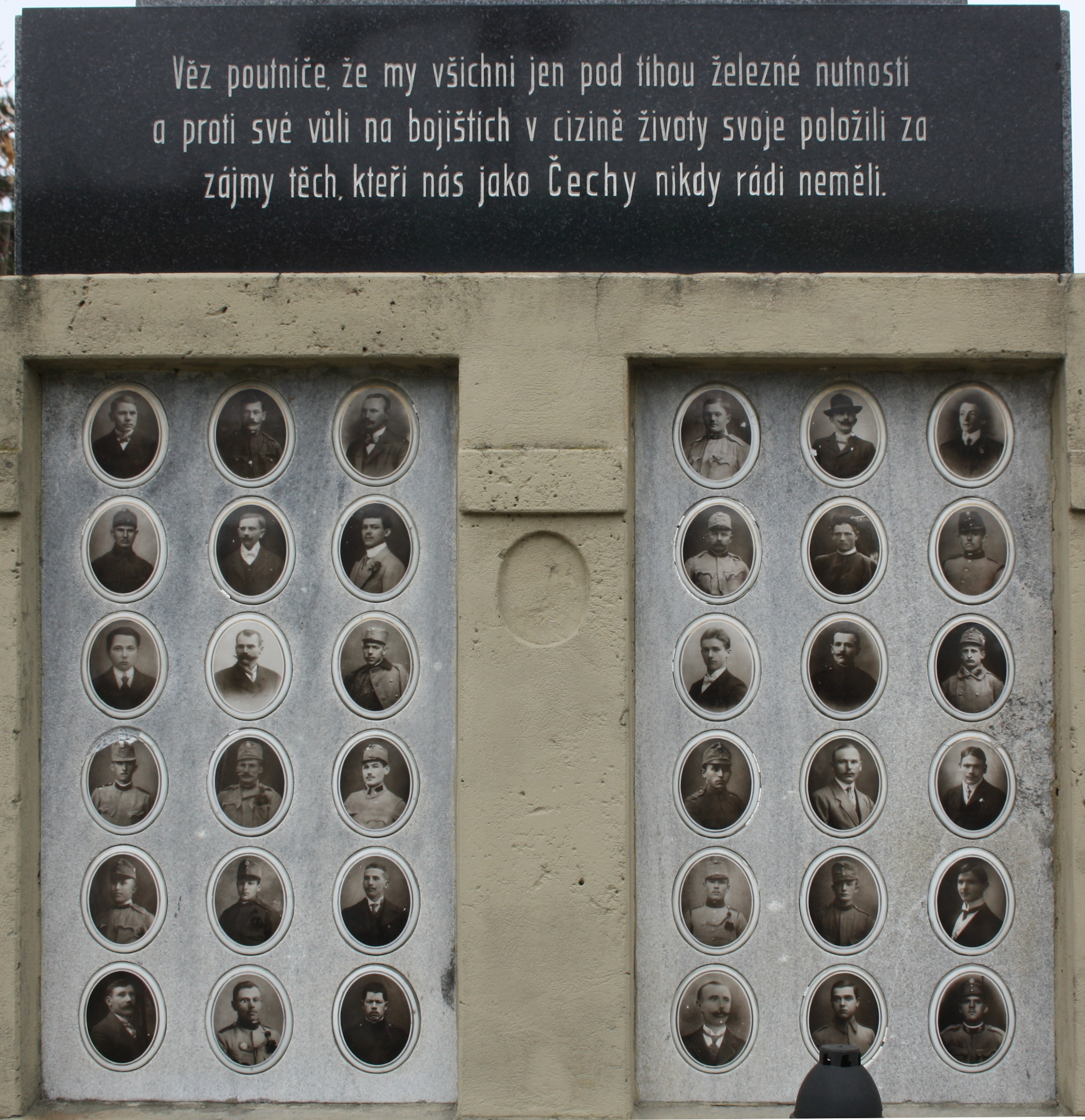
Pomník padlým v obci Rajhrad v Jihomoravském kraji

Vedle zbraní došlo za války k vývoji nových vynálezů a k zdokonalení mnoha technologií. Kvůli blokádám a nedostatku zdrojů byly vyvíjeny umělé tkaniny, kůže i potraviny. Došlo k vylepšení radiokomunikace, rozšíření zipů, náramkových hodinek, čajových pytlíků, korozivzdorné oceli, účinnějších hygienických ubrousků a menstruačních vložek. Díky zkušenostem z operací tisíců raněných došlo navíc i k rozvoji medicíny. Množství vojáků s amputovanými končetinami potřebovalo funkční protézy a o záchranu znetvořených mužů usilovala plastická chirurgie. Za průkopníka moderní plastické chirurgie bývá považován Novozélanďan Harold Gillies, který provedl na 11 000 operací a vyvinul techniku kožních štěpů. Zkoumáním posttraumatické stresové poruchy vyvolané u mnoha vojáků otřesnými válečnými zážitky pak nové poznatky získávala také psychiatrie.
I díky novým a zdokonaleným zbraním zemřelo během pět let trvajícího konfliktu přímo v boji či kvůli zraněním a nemocem přibližně 9,5 milionů vojáků a asi 21 milionů jich bylo zraněno. Odhaduje se, že masakry civilistů, nemoci a strádání ve špatně zásobeném zázemí si navíc vyžádaly i dalších 6 milionů civilních obětí. Přibližně dvě třetiny z nich připadají na Ruské impérium a Osmanskou říši, kde během války došlo ke genocidě Arménů, Řeků a Asyřanů. Ještě během války se navíc prostřednictvím amerických vojáků rozšířila tzv. španělská chřipka. Při následné celosvětové pandemii jí podlehly další desítky milionů lidí. Miliony zemřelých připomíná do dnešních dnů množství památníků, zachovalých vojenských hřbitovů a hroby neznámých vojínů, které byly ve velkém počtu budovány v meziválečném období. Mezi pamětní dny věnované památce padlých, veteránů a ukončení války patří Den válečných veteránů slavený 11. listopadu nebo Den Anzac oslavovaný Australany a Novozélanďany 25. dubna.
| Stát               | Počet padlých vojáků  | Počet civilních obětí |
| ------------------ | --------------------- | --------------------- |
| Belgie             | 14 000 – 38 000       | 85 000 – 115 000      |
| Bulharsko          | 76 000 – 88 000       | 100 000               |
| Francie            | 1 398 000             | 340 000               |
| Itálie             | 460 000 – 578 000     | 590 000               |
| Německo            | 1 800 000 – 2 037 000 | 425 000 – 765 000     |
| Osmanská říše      | 325 000 – 804 000     | 2 100 000 – 2 500 000 |
| Rakousko-Uhersko   | 1 100 000             | 590 000               |
| Rumunsko           | 250 000               | 330 000               |
| Rusko              | 1 811 000             | 1 140 000             |
| Spojené království | 723 000               | 292 000               |
| Srbsko             | 278 000               | 450 000 – 800 000     |
| USA                | 114 000               | 757                   |

### Politické ahospodářské důsledky

Mapa Evropy v roce 1923

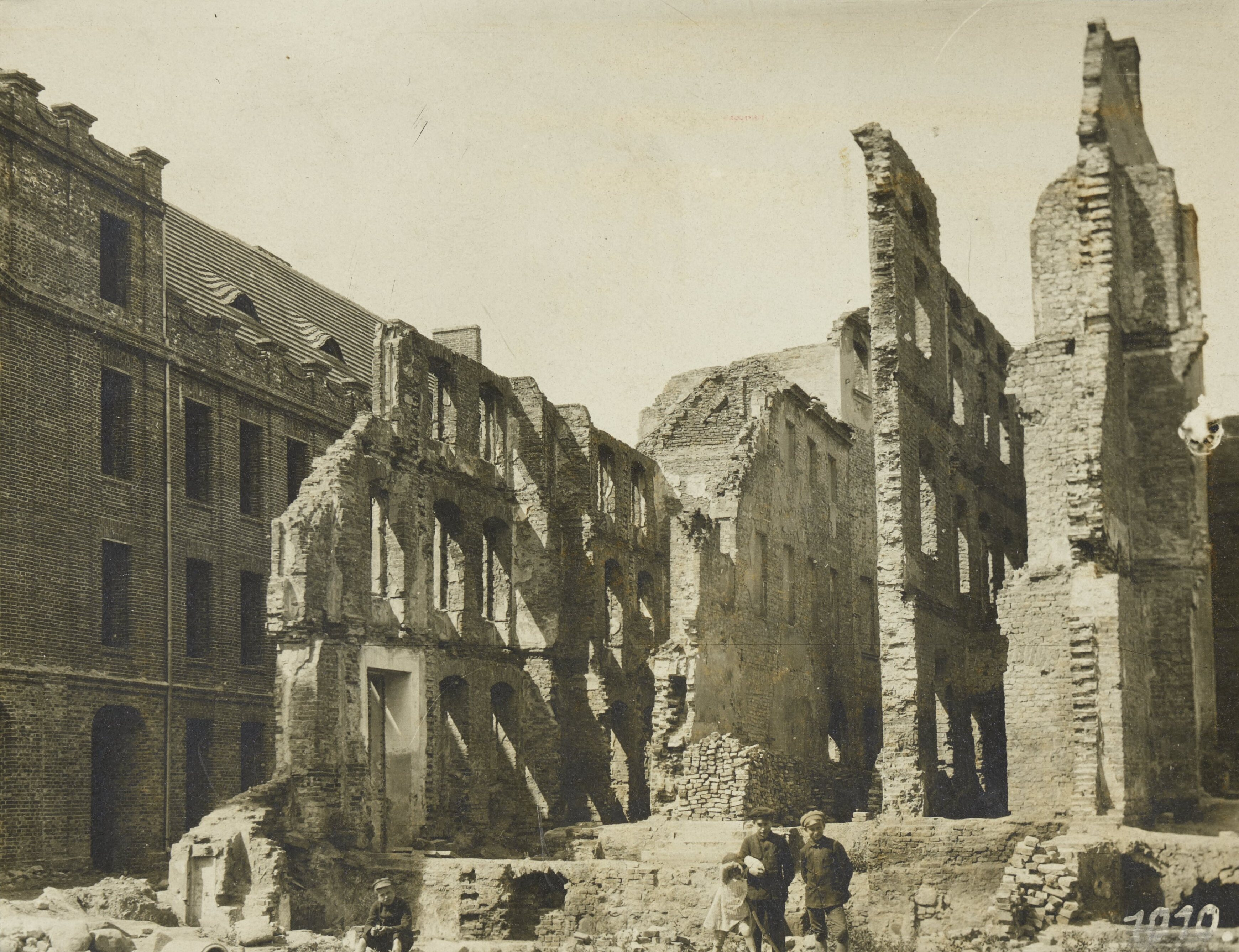
Ruiny školní budovy v polské Kališi v roce 1919

Přímým důsledkem války byly i velké politické změny, kdy došlo k rozpadu předválečné struktury států a na místě zaniklých mnohonárodnostních monarchií vznikly nové národní státy. Důsledkem světové války byl zánik Rakouska-Uherska, carského Ruska, Německého císařství a Osmanské říše a vznik množství nástupnických států. Ještě v průběhu konfliktu se vyčerpané Rusko propadlo do občanské války, během níž se impérium rozpadlo a na Rusku se osamostatnily pobaltské státy, Finsko a na krátký čas též Bělorusko, Ukrajina a zakavkazské republiky. Po vítězství bolševiků v občanské válce došlo v roce 1922 k ustanovení Sovětského svazu. Rakousko-Uhersko se v závěru války rozpadlo na nové republiky Rakousko, Československo a Maďarsko. Došlo rovněž k znovuobnovení samostatného Polska a ke vzniku Jugoslávie. Zbylé území Rakousko-Uherska připadlo Rumunsku a Itálii. Ruská Besarábie byla připojena k Rumunsku a Podkarpatská Rus k Československu. Nově vzniklé státy ve střední a východní Evropě se okamžitě pustily do vzájemných sporů a někdy i bojů o společné hranice. Přestože byly navíc tyto státy budovány jako národní, žilo v nich velké množství národnostních menšin a vzájemné soužití přinášelo další komplikace a spory v meziválečném období. Nedostatečná spolupráce nově vzniklých států navíc v budoucnu nahrávala agresivním režimům v Sovětském svazu a nacistickém Německu. Francie získala od poraženého Německa zpět Alsasko a Lotrinsko. Německo, které se po listopadové revoluci propadlo do bojů mezi komunisty a příslušníky pravicových Freikorpsů, přišlo ve prospěch Polska o část území na východě, o Sársko a připraveno bylo i o všechny své zámořské kolonie. Nově ustanovená Výmarská republika nakonec odrazila pokus radikální levice o socialistickou revoluci a Německo přistoupilo na podmínky Versailleské smlouvy. Území Osmanské říše si vítězné státy dle Sèvreské smlouvy rozdělily do sfér vlivu. Turci vedení Kemalem Pašou se však vzepřeli a po vítězství ve válce o nezávislost si vybojovali revizi předchozích dohod Lausannskou smlouvou, která potvrzovala tureckou suverenitu nad územím Anatolie.

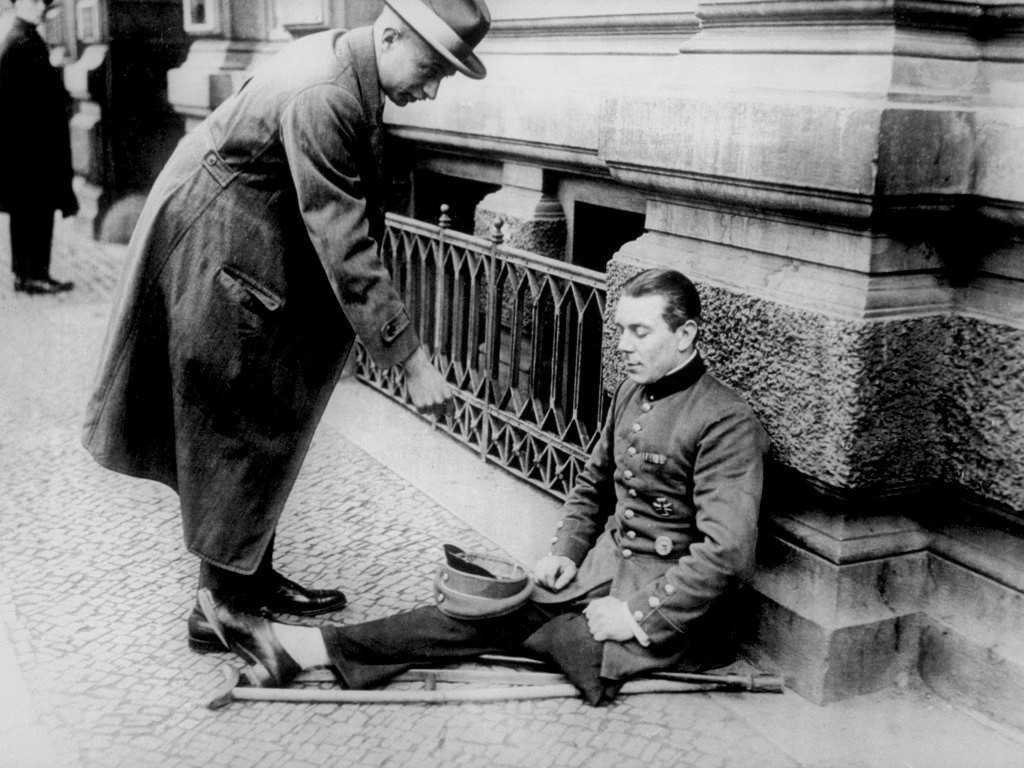
Válečný invalida žebrající na berlínské ulici

Válka posílila extremistické politické síly z radikální levice i pravice. V Rusku se k moci dostala komunistická strana a v Itálii se k vládě dostali fašisté. Pokusy o socialistickou revoluci a ustanovení komunistických režimů po vzoru bolševického Ruska po válce proběhly v Alsasku, Bavorsku, Maďarsku, Bulharsku, Finsku nebo na Slovensku. Období krátce po válce bylo kromě krvavých střetů mezi radikální pravicí a levicí charakteristické i vypuknutím množství válečných střetů mezi nově vzniklými státy o podobu vzájemných hranic. Vedle vlny sociálního a nacionálního radikalismu se v důsledku války vzedmulo i hnutí za odstranění kolonialismu, které zasáhlo Čínu, Indii, Indonésii, Irák nebo Egypt. Proces dekolonizace pokračoval i v britských dominiích, které si během války vymohly více samostatnosti.
V důsledku války došlo k rozvratu stability předválečné světové ekonomiky. Rozsáhlé oblasti, kterými prošla válečná fronta, byly zdevastovány. Vyčerpání zdrojů a ohromné zadlužení zapojených států vedlo k skokovému zvyšování cen a hyperinflaci. Ekonomiky zemí Ústředních mocností zažívaly hlubokou recesi již v průběhu války. Evropské státy, jejichž ekonomiky se během konfliktu přeorientovaly na podporu válečného průmyslu, byly válkou hospodářsky zcela vyčerpány a vedoucí postavení ve světě převzaly Spojené státy americké. USA, představující největšího mezinárodního věřitele, se staly hlavní světovou mocností a prezident Wilson se v roce 1919 zasadil o vznik Společnosti národů. Cílem této světové mezinárodní organizace se sídlem v Ženevě bylo zajistit mír a spolupráci národů a řešení vzájemných sporů jednáním. Zvlášť v západní Evropě se v reakci na válku rozšířil politický pacifismus. To se projevilo ve snahách některých států o uzavření dohod zaručujících vzájemné odzbrojení, v dojednaném Ženevském protokolu odmítajícím užití chemických a biologických zbraní nebo podpisem Briand-Kellogova paktu, který vylučoval válku jako prostředek k řešení mezinárodních sporů. Pacifismus se pak ve 30. letech projevil v politice appeasementu. Kromě Společnosti národů byla po válce založena i Mezinárodní organizace práce a Stálý dvůr mezinárodní spravedlnosti sídlící v Haagu.
Vlastní mírová jednání byla zahájena 18. ledna 1919 na zámku Versailles u Paříže. Z jednání vzešlý tzv. Versailleský mírový systém sestávající z pěti dohod s nástupnickými státy bývalých Ústředních mocností uzavřených v letech 1919 a 1920 byl postavený na tvrdých podmínkách a to především vůči Německu. Nicméně ani on ani nově založená Společnost národů nedokázaly mezinárodní vztahy dlouhodobě urovnat. Nesouhlas německé společnosti s pro ně ponižující mírovou dohodou po první světové válce znásobená napětím v důsledku světové hospodářské krize napomohla nacistům a Adolfu Hitlerovi zmocnit se v 30. letech moci. Důsledky první světové války se tak částečně kryjí s příčinami druhé světové války, která vypukla v roce 1939.

### Společenské akulturní důsledky

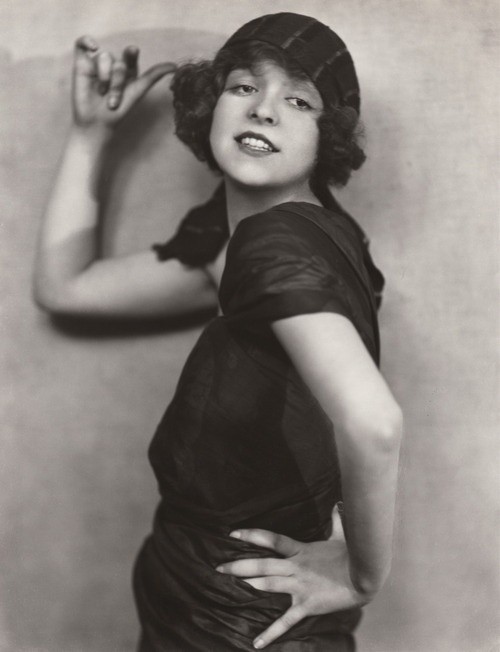
Americká herečka Clara Bow v roce 1921

Válka se výrazně promítla i do fungování západní a především evropské společnosti. Jatka v zákopech otřásla vírou liberálů v pokrok a válka pozměnila i sociální role mužů a žen. Absence mužů v zázemí vedla během světového konfliktu k masové účasti žen ve výrobě a na pozicích, které do té doby zastávali výhradně muži. Smrt milionů mladých mužů navíc v mnoha zemích zdeformovala věkovou a pohlavní strukturu obyvatelstva. Došlo k oslabení role muže jako hlavy rodiny a v souvislosti s válkou se hovoří i o krizi mužnosti. V meziválečném období se zvýšil počet rozvodů a upadající morálka ještě za války podpořila rozmach prostituce. V důsledku války postupovala ženská emancipace, kdy se ženy začaly hlasitěji domáhat rovných práv a ve více než desítce zemí získaly ženy po válce volební právo. V důsledku války byly rovněž zaváděny významné sociální reformy, jako například osmihodinová pracovní doba, podpora v nezaměstnanosti, možnost pojištění nebo odborová práva a v mnoha státech došlo po válce k pozemkovým reformám.
První světová válka znamenala i kulturně-morální změny. Nadšení z konce války kombinované s otrlostí, kterou si společnost vypěstovala během válečných let, vedly k rozmachu zábavy, která byla často na hranici nebo i za hranicí předválečného vkusu a tradiční morálky. Pro část vojáků a jejich rodin navíc válka znamenala velký odklon od organizovaného náboženství. Státní církve se během konfliktu na obou stranách fronty aktivně zapojovaly do válečné propagandy, což s koncem války a pádem monarchií vedlo k otřesu norem a hodnot velké části společnosti. Mnoho věřících po válce z církví vystoupilo nebo přestalo být nábožensky aktivní. Velké množství demobilizovaných vojáků mělo navíc problémy se znovuzapojením do poválečné společnosti. Válka do značné míry legitimizovala krutost, což se projevilo zvýšenou agresivitou a kriminalizací evropské meziválečné společnosti, v níž se výrazně prosadil kult mládí.
Velká válka podnítila rozvoj nových uměleckých směrů, promítla se v poválečné literatuře, hudbě i filmu. Během války vznikl avantgardní umělecký směr, dadaismus odmítající šílenství války a jediný smysl spatřují jeho představitelé v nesmyslu. Mezi dadaisty shromážděné ve švýcarském Curychu se zařadili básník a dramatik Tristan Tzara, spisovatel Hugo Ball, malíř Hans Richter či sochař a básník Hans Arp. V reakci na válku došlo i k rozšíření surrealismu, expresionismu, futurismu nebo kubismu. V designu a architektuře se ve 20. letech začal prosazovat funkcionalismus. Zážitky z bojů se promítly do poválečné tvorby mnoha dalších umělců a spisovatelů, z nichž někteří se řadí do tzv. Ztracené generace. První světová válka bývá považována za definitivní konec Belle Époque a dlouhého 19. století.